# Borgward

Der Borgward-Rhombus, das Markenzeichen des Unternehmens – hier an einer nach August 1958 gebauten Isabella

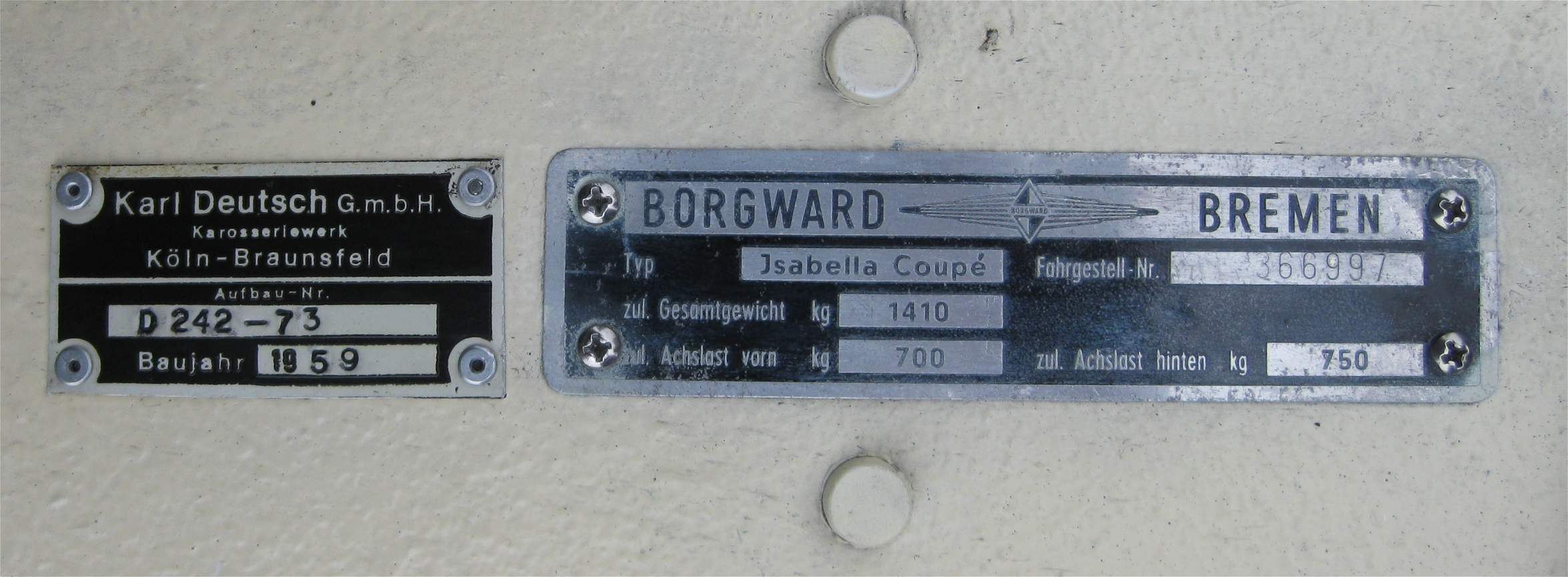
Typenschild – hier Isabella Coupé Cabrio (1959)

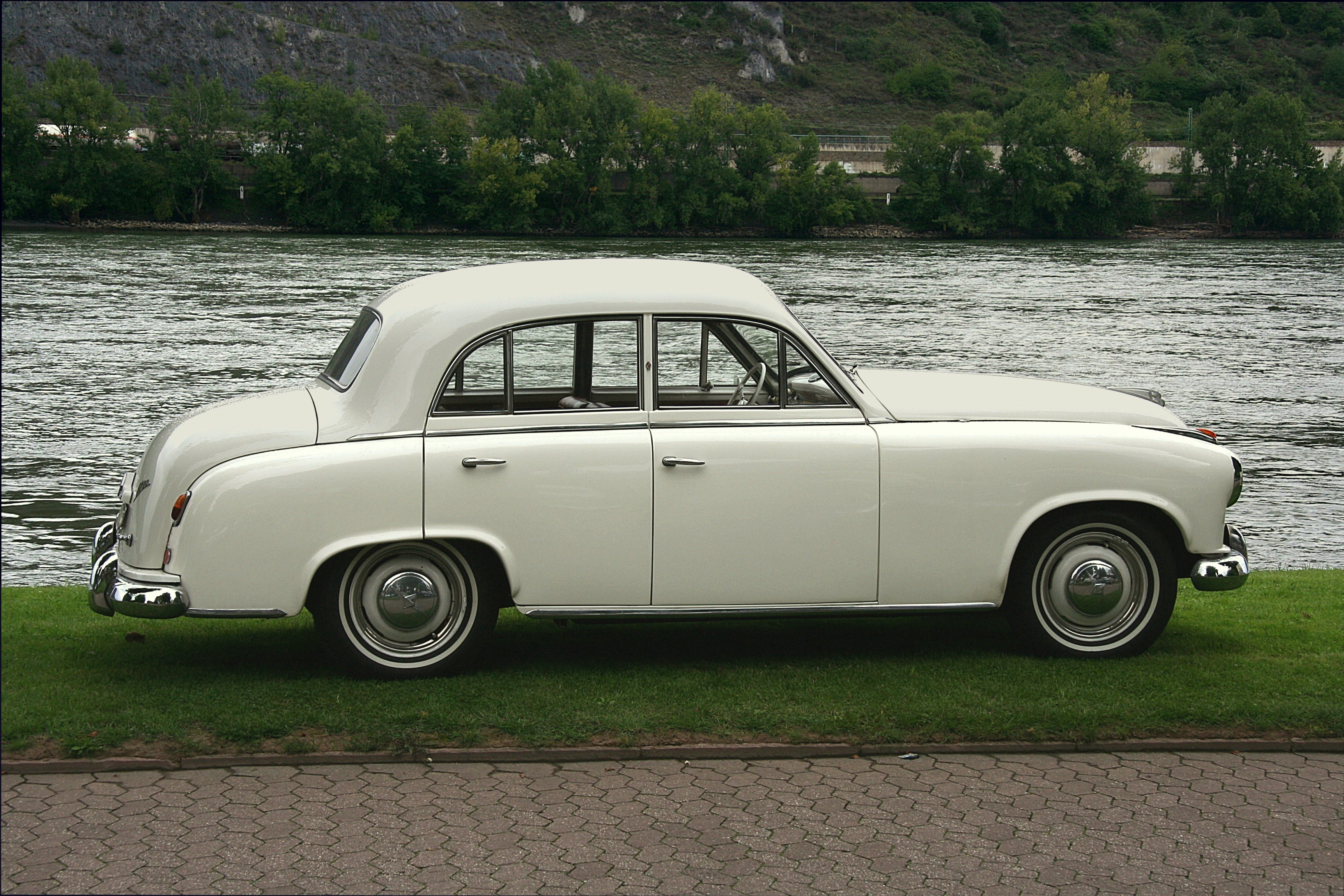
Borgward Hansa 1800 (1952–1954)

Borgward war ein Markenname, unter dem zwischen 1939 und 1963 in und um Bremen Personen- und Lastkraftwagen hergestellt wurden.
Borgward war außerdem von 1920 bis 1969 Namensbestandteil verschiedener Unternehmen, die teils nacheinander, teils nebeneinander existierten. All diese Unternehmen waren durch anteiligen oder vollständigen Besitz oder durch ihre Gründung mit dem Ingenieur und Automobilfabrikanten Carl F. W. Borgward (1890–1963) verbunden.
1961 geriet die Unternehmensgruppe, größter Arbeitgeber Bremens, in finanzielle Schwierigkeiten, die nach einem umstrittenen Krisenmanagement zum Untergang des Unternehmens und der Marke Borgward führten.
Seit 2005 versuchte Christian Borgward, der Enkel von Carl F. W. Borgward, die Automobilmarke wiederzubeleben. 2014 verkaufte er die Markenrechte nach China.

## Geschichte

### Vorkriegszeit

#### Anfang mit dem Blitzkarren
Die Bremer Kühlerfabrik Borgward & Co. stellte ab 1924 den Blitzkarren her, ein offenes Dreiradfahrzeug mit einer Ladekapazität von fünf Zentnern, das nach der Inflation in Deutschland als Kleinlieferwagen eine Marktlücke fand. Der Fahrer saß auf einem Motorradsattel hinter der Hinterachse, die Ladepritsche befand sich zwischen dem einzelnen Vorderrad und der Hinterachse. Diese wurde über einen Riemen von einem Einzylinder-Zweitaktmotor (von DKW, später Ilo) mit einem Hubraum von 120 cm³ und einer Leistung von 2,2 PS angetrieben. Das Gefährt hatte Klotzbremsen an den Hinterrädern; Kupplung und Schaltgetriebe gab es nicht: Der Fahrer schob das Fahrzeug an und sprang auf, sobald der Motor lief.

#### Gründung einer GmbH
1925 trat der Kaufmann Wilhelm Tecklenborg mit einer Einlage von 10.000 RM in das junge Unternehmen ein, nachdem er zuvor für 60.000 RM eine Lizenz zum Bau des Blitzkarrens der Bremer Aufbau-Industrie verkauft hatte. Borgward brachte als Stammeinlage die vorhandenen Maschinen in die GmbH ein. Außerdem gingen die Urheberrechte am Blitzkarren an die Gesellschaft über. Grundstücke und Gebäude blieben Borgwards Privatvermögen. Der Betrieb hieß nun Fahrzeugwerke Borgward & Co. G.m.b.H.
Tecklenborg konnte eine beträchtliche Anzahl von Blitzkarren an die Reichspost verkaufen, die sie in Bremen zur Briefkastenleerung und Zustellung von Paketen einsetzte.
Neben dem Blitzkarren brachte Borgward 1925 den Goliath Rapid heraus; einen „Vorderlader“ mit der Ladepritsche über der jetzt zweirädrigen Vorderachse und einem zusätzlichen Soziussitz gegen Aufpreis. Das Modell Goliath Standard hatte eine Nutzlast von 500 kg und war mit einem 350-cm³-Motor von 7,5 PS Leistung mit Kupplung, Getriebe und einer Bremse an allen Rädern versehen. In der Bremer Neustadt reichten die alten Gebäude in der Steinstraße 28 für die Erweiterung der Produktion nicht aus und Borgward und Tecklenborg erwarben nicht weit entfernt ein teilweise bebautes Fabrikgelände in der Industriestraße. In den folgenden Jahren entstanden weitere Modelle. Die Nachfrage nach Blitzkarren und Goliath war für die damalige Zeit sehr gut; täglich konnten acht Stück von beiden Modellen gebaut und verkauft werden. Schwierigkeiten brachte nur eine verkehrspolizeiliche Vorschrift, der zufolge die Fahrzeuge einen Rückwärtsgang erhalten und bereits ausgelieferte Fahrzeuge damit nachgerüstet werden mussten. Ende der 1920er Jahre war jedes vierte Nutzfahrzeug im Deutschen Reich ein Goliath.

#### Gründung von Goliath und Übernahme der Hansa-Lloyd Werke A.-G.

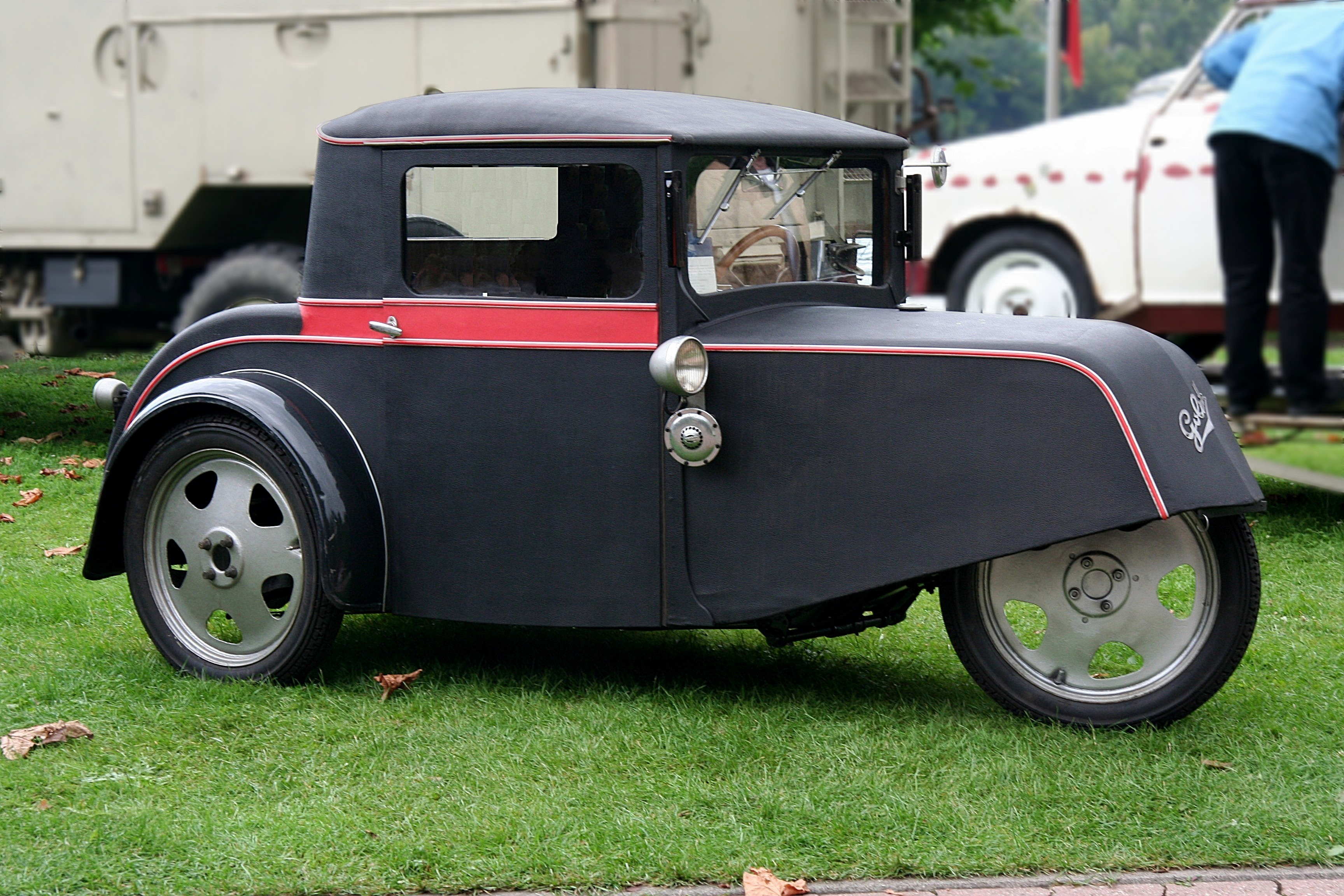
Goliath Pionier

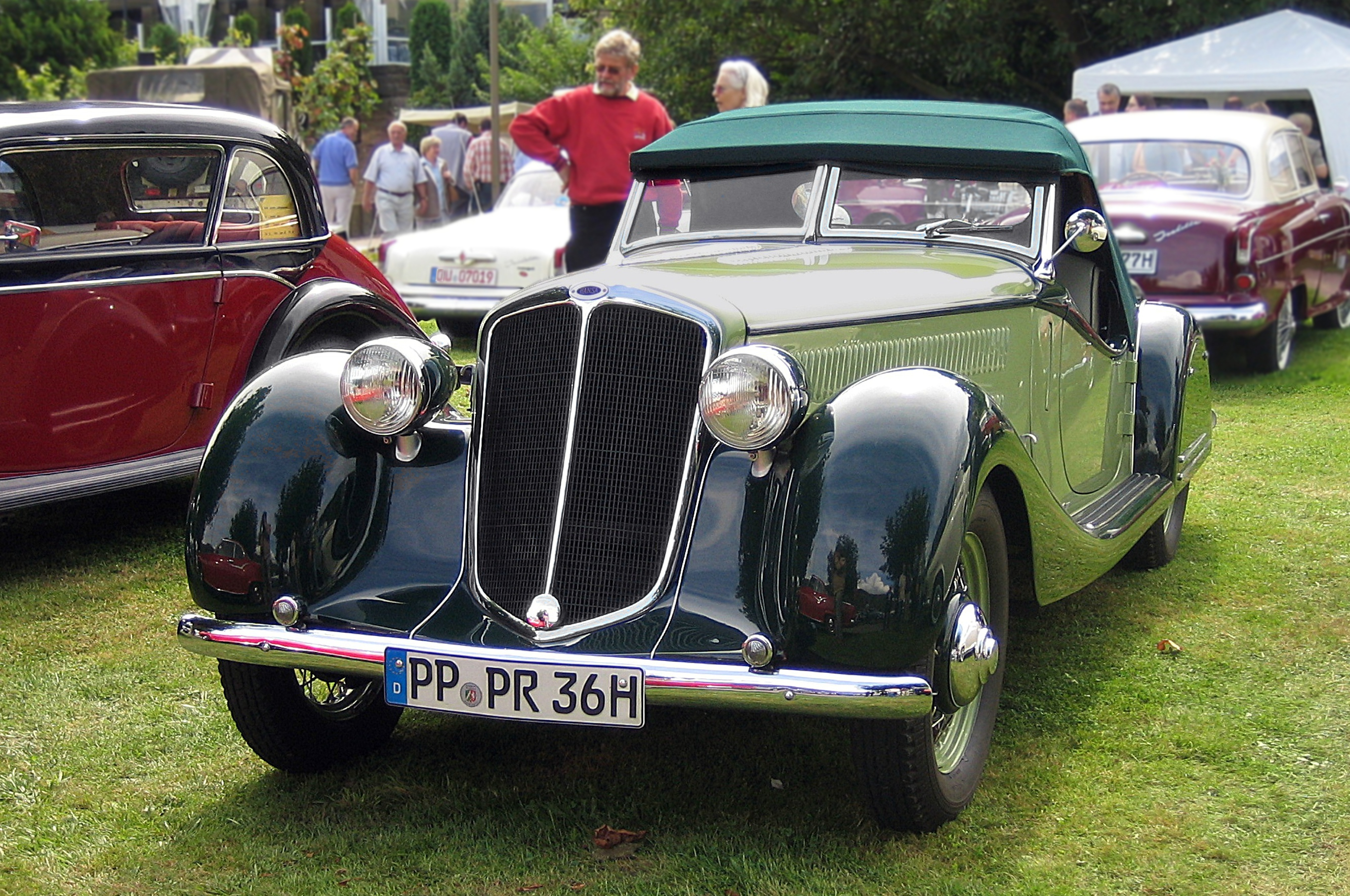
Hansa 1700 Sport

Die Firma Fahrzeugwerke Borgward & Co. wurde 1928 in Goliath-Werke Borgward & Co. geändert. Dieses Unternehmen baute ab 1931 den Dreirad-Personenwagen Goliath Pionier, einen Zweisitzer mit 200-cm³-Ilo-Zweitaktmotor im Heck, Leistung 5,5 PS, Höchstgeschwindigkeit ca. 60 km/h. Ab 1929 erwarben Carl Borgward und sein Teilhaber Wilhelm Tecklenborg die Aktienmehrheit der Automobilfabrik Hansa-Lloyd Werke A.-G. mit Werken in Bremen-Hastedt und Varel, die von der allgemeinen Wirtschaftskrise in erheblichem Maße betroffen war. Um ein Vergleichsverfahren abzuwenden, übernahmen Borgward und Tecklenborg auch die Verbindlichkeiten gegenüber den Banken. Das Hansa-Lloyd-Werk in Varel wurde 1930 geschlossen. Die beiden Unternehmen Hansa-Lloyd und Goliath wurden verschmolzen und firmierten ab dem 31. Dezember 1931 als Hansa-Lloyd und Goliath-Werke Borgward & Tecklenborg oHG.

#### Borgward wird Alleinunternehmer

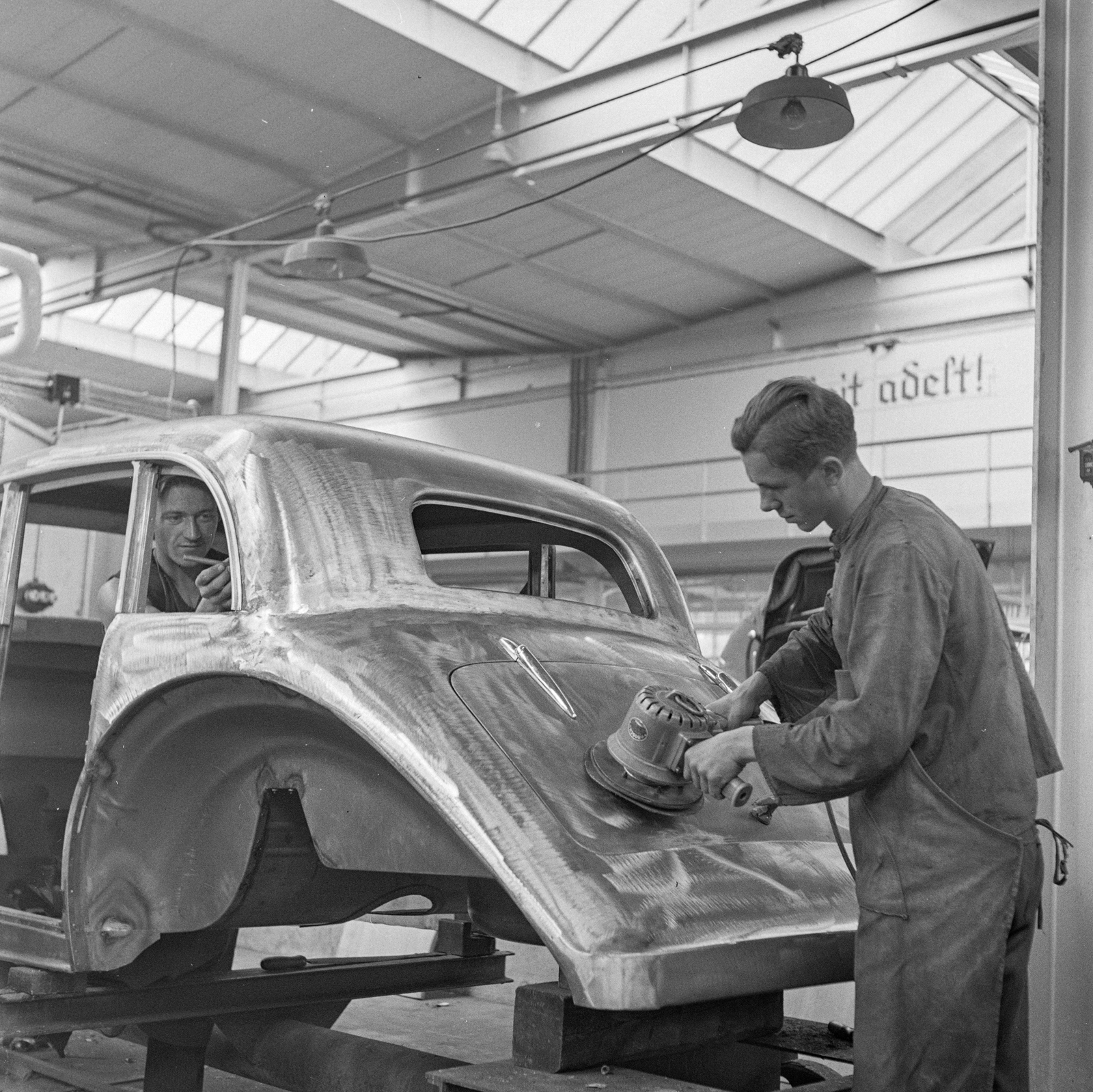
Fertigung bei Borgward 1938. An der Wand das Motto Arbeit adelt des Reichsarbeitsdiensts

Um eine breitere finanzielle Basis zu bekommen, gründeten Borgward und Tecklenborg gemeinsam mit vier anderen Bremer Kaufleuten 1936 eine Aktiengesellschaft mit fünf Millionen Reichsmark Grundkapital, die als Hansa-Lloyd-Goliath Werke AG firmierte. Da sich Borgward bald von seinen neuen Partnern bevormundet fühlte und allein die Führung übernehmen wollte, wurde diese AG nur ein Jahr später wieder aufgelöst. Besonders Wilhelm Tecklenborg hatte finanzielle Bedenken wegen der schnellen Expansion und fürchtete um sein Geld.
Bei der Auflösung der Aktiengesellschaft im Jahr 1937 bekam Tecklenborg als Abfindung vier Millionen Reichsmark, was unter Berücksichtigung der Inflation einer heutigen Kaufkraft von etwa 21.030.000 Euro entspricht. Borgward war nun alleiniger Eigentümer und nannte sein Unternehmen Hansa-Lloyd-Goliath Werke Carl F. W. Borgward. Der Erfolgskurs konnte fortgesetzt werden und die produzierten Fahrzeuge wurden immer größer. Dies zeigte sich in den Sechszylindermodellen Hansa 1700, Hansa 3500 Privat und Borgward 2300. Im Lkw-Bereich war Borgward einer der bedeutendsten Produzenten im Deutschen Reich.
Nach Eröffnung des neuen Autowerks in Bremen-Sebaldsbrück am 23. September 1938 änderte der Inhaber den Firmennamen noch einmal: Seine Unternehmensgruppe hieß nur noch Carl F. W. Borgward.

### Zweiter Weltkrieg

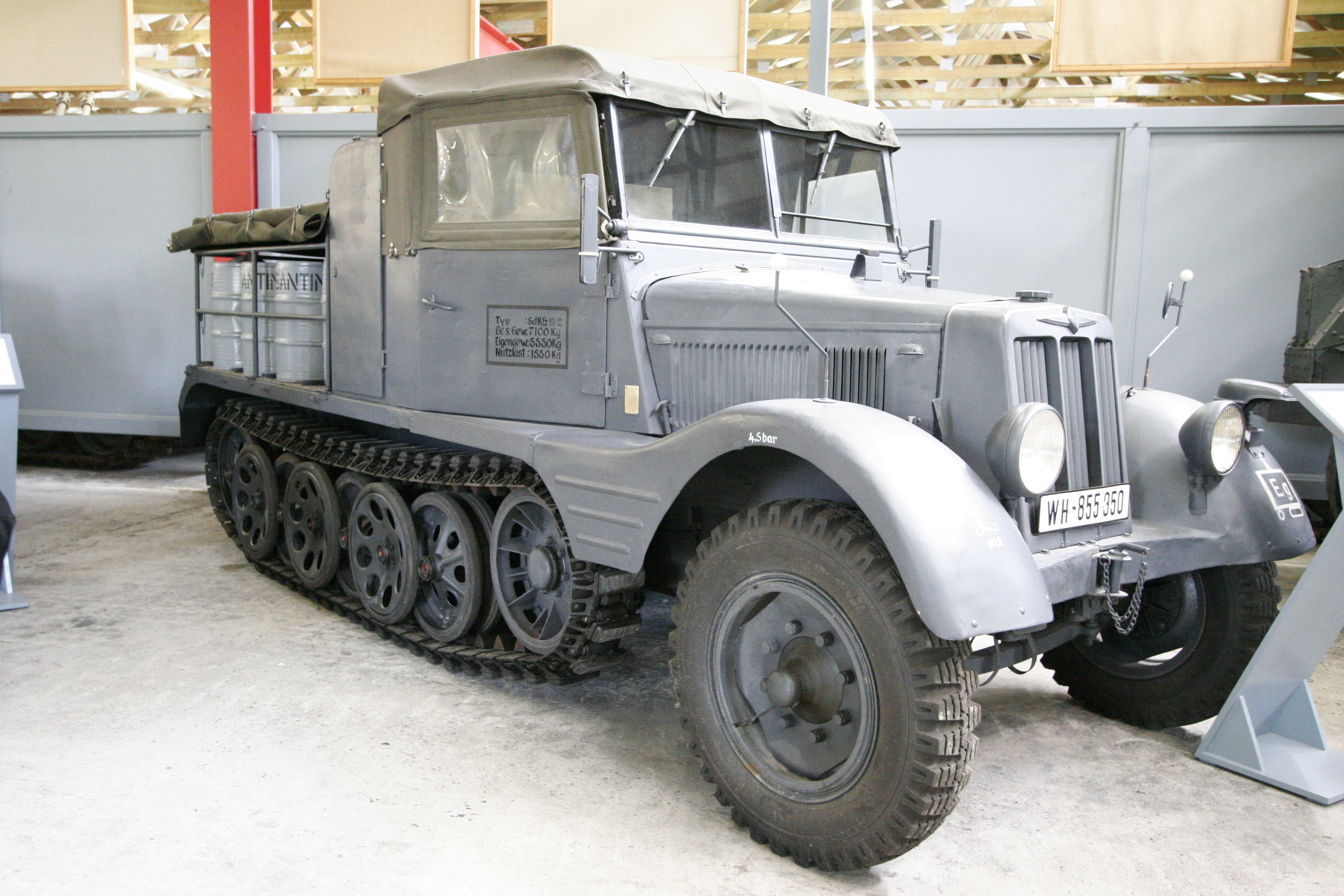
Sd.Kfz. 11 von Borgward

Der Schell-Plan zwang Borgward 1939/1940 zur Umstellung seiner Produktpalette. Für die Entwicklung und Erprobung von geländegängigen Fahrzeugen erwarb das Unternehmen Mitte der 1930er Jahre ein Testgelände westlich der Ortschaft Bierden, das ab 1938 zwischen den beiden Produktionsstandorten Hastedt und Sebaldsbrück lag. Während des Zweiten Weltkriegs war das Unternehmen dann ein Hauptlieferant für Halbkettenfahrzeuge wie Schützenpanzer, Zugmaschinen, Ladungsträger. Das Testgelände wurde im Krieg der Luftwaffe für die Stationierung von Flugabwehrgeschützen zum Schutz der Stadt Bremen zur Verfügung gestellt. Auch Torpedos wurden in dieser Zeit produziert. Das 1938 eröffnete Werk in Bremen-Sebaldsbrück wurde bei dem Luftangriff auf Bremen vom 12. Oktober 1944 zu 58 Prozent, das Goliath-Werk in Hastedt zu 87 Prozent zerstört.
Zum Schutz vor den Luftangriffen der Alliierten wurde im Winter 1943/1944 unter Leitung der Organisation Todt im Wald von Nadah, größtenteils von Kriegsgefangenen und Zwangsarbeitern, das Außenwerk Ottersberg errichtet. In die sechs Hallen in Massiv- und Holzbauweise wurde der wichtige Motorenbau ausgelagert und täglich aus Bremen mit Lkw Zwangs- oder Ostarbeiter dorthin zur Arbeit gefahren. Bereits vorher war die Getriebe- und Achsenfertigung nach Delmenhorst verlagert worden.
Im neuen Werk Sebaldsbrück unterhielt die SS vom 25. August 1944 bis zum schweren Luftangriff im Oktober 1944 ein Außenlager des KZ Neuengamme, das KZ Bremen-Sebaldsbrück (Borgward), mit etwa 1000 polnischen und russischen Männern, die vom KZ Auschwitz überstellt worden waren. Die Häftlinge waren in den oberen Etagen eines alten Fabrikgebäudes auf dem Borgward-Gelände in Sebaldsbrück untergebracht und mussten sowohl im dortigen Werk als auch im alten Stammwerk Hastedt in der Rüstungsproduktion arbeiten. Nach knapp zwei Monaten ließ die SS das KZ räumen und die KZ-Häftlinge wurden in das KZ Farge und später ins Stammlager KZ-Neuengamme gebracht.

### Nachkriegszeit

#### Wiederaufbau

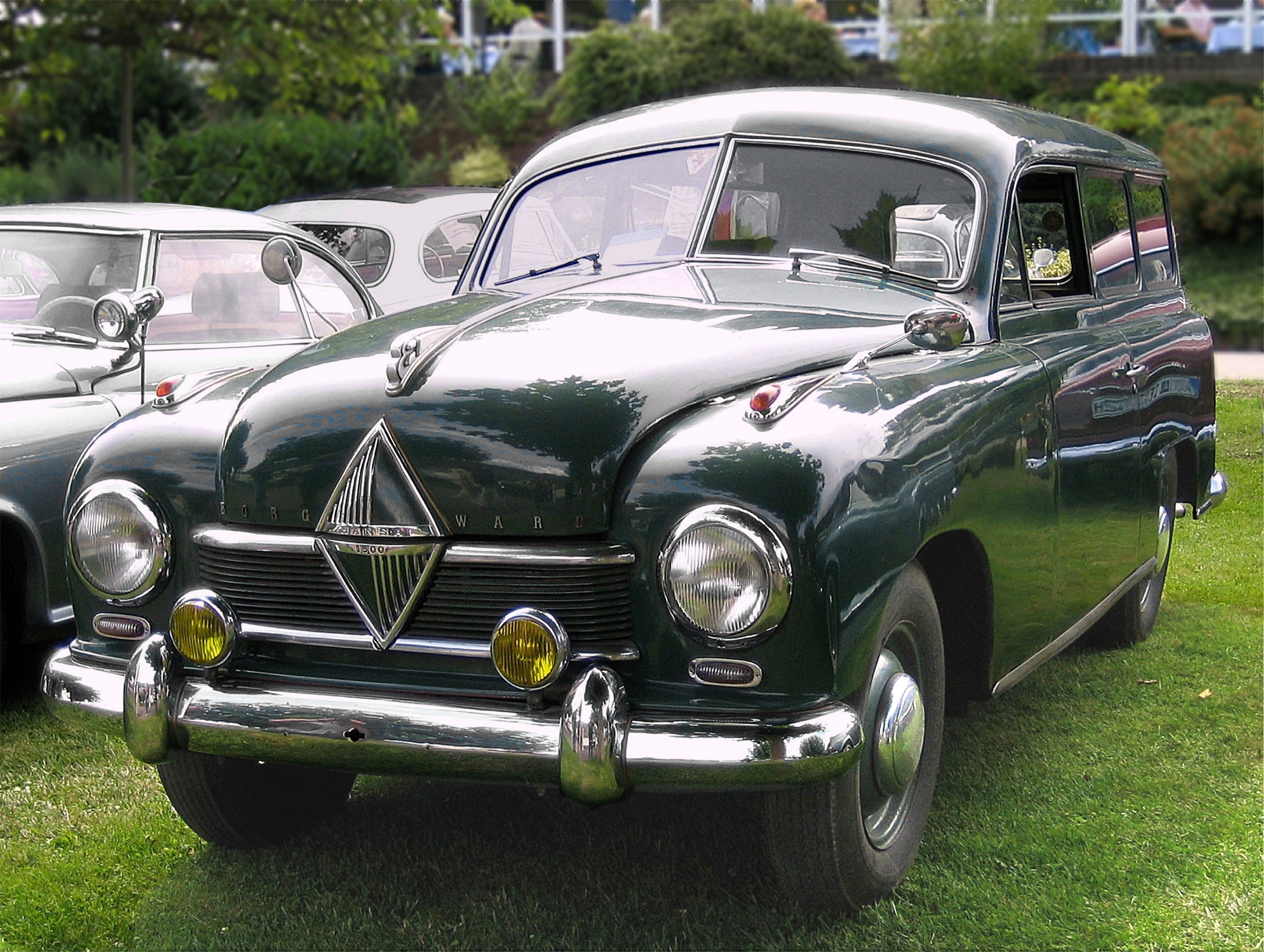
Borgward Hansa 1500 Kombi (1952)

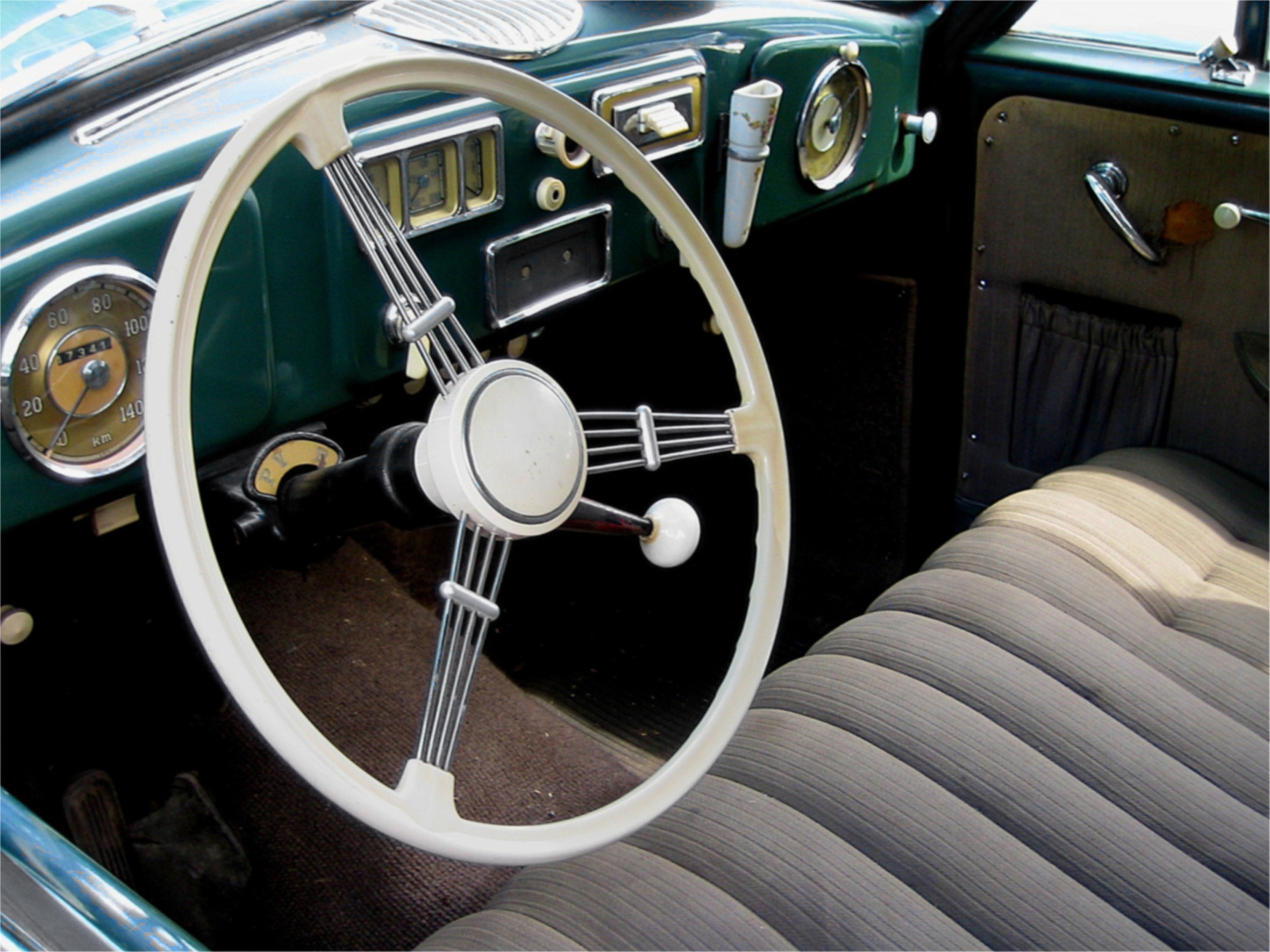
Lenkrad und Armaturenbrett des Borgward Hansa 1500

Nach Kriegsende bauten Mitarbeiter zunächst aus noch vorhandenen Teilen im Werk Sebaldsbrück das frühere Wehrmachts-Lkw-Modell B 3000 weiter und fertigten auch, ohne ausdrückliche Erlaubnis der britischen Besatzungsmacht, mit den wieder instandgesetzten Maschinen neue Teile. Da Carl Borgward wegen seiner Mitgliedschaft in der NSDAP nach 1945 die Werke zunächst nicht führen durfte, leitete Wilhelm Schindelhauer den Betrieb als Custodian (Verwalter). Er war seit 1917 bei Hansa-Lloyd, seit 1938 kaufmännischer Direktor von Borgward sowie ehemaliger SPD-Bürgerschaftsabgeordneter und er leitete bis 1957 den Gesamtverkauf PKW und LKW.
Borgward kam nach neun Monaten aus amerikanischer Haft frei und durfte erst nach dem Entnazifizierungsverfahren im Sommer 1948 seine Werke wieder betreten. Während der Haftzeit arbeitete er weiter an einem Entwurf von 1940, aus dem später der Borgward Hansa 1500 wurde. Anregungen für die Form hatte Borgward während der Internierung amerikanischen Autozeitschriften entnommen, die ihm die Wachleute ausliehen. Die erste Neukonstruktion nach dem Krieg hatte als erster deutscher Mittelklasse-Pkw eine Pontonkarosserie.
Um mehr Rohstoffzuteilungen zu erhalten, teilte Borgward 1949 sein Unternehmen in drei Einzelunternehmen auf:
- Carl F. W. Borgward G. m. b. H. Automobil- und Motoren-Werke, Stammwerk in Bremen-Sebaldsbrück
- Goliath-Werk G. m. b. H., Werk in Bremen-Hastedt
- Lloyd Maschinenfabrik G. m. b. H., anfangs auf dem Areal des Goliath-Werks in Bremen-Hastedt, Anfang 1951 umbenannt in Lloyd-Motoren-Werke G. m. b. H. und Umzug in eine ehemalige Munitionsfabrik in Bremen-Neustadt

Die Unternehmen produzierten Fahrzeuge der Marken
- Borgward (Hansa war nur eine Modellbezeichnung)
- Goliath (PKW-Modelle hießen ab 1958 Hansa)
- Lloyd (Modell Arabella auch unter der Marke Borgward)

Als sehr erfolgreich erwies sich der Kleinwagen Lloyd LP 300 mit Zweitaktmotor und einer Sperrholzkarosserie mit Kunstlederbespannung. Er war im Marktsegment unterhalb des VW Käfer lange führend, in überarbeiteten Versionen behauptete sich die Modellreihe ein Jahrzehnt lang am Markt. Im Volksmund wurde dieser Verkaufsschlager Leukoplastbomber genannt. Mit dem Hansa 1800 Diesel war ein Pkw mit Dieselmotor im Borgward-Programm – niemand sonst außer Daimler-Benz hatte ein solches Modell.
Borgward entwickelte ab 1949 auch das erste Automatikgetriebe in Deutschland, ein Strömungsgetriebe mit einem Flottenversuch im Hansa 1500. In den 1950er Jahren wurde Borgward der viertgrößte deutsche Automobilhersteller: Ende des Jahrzehnts arbeiteten fast 23.000 Menschen bei der Unternehmensgruppe. Auch im Automobilrennsport engagierte sich Borgward.

#### Borgward Hansa 2400, Isabella, P 100, Arabella

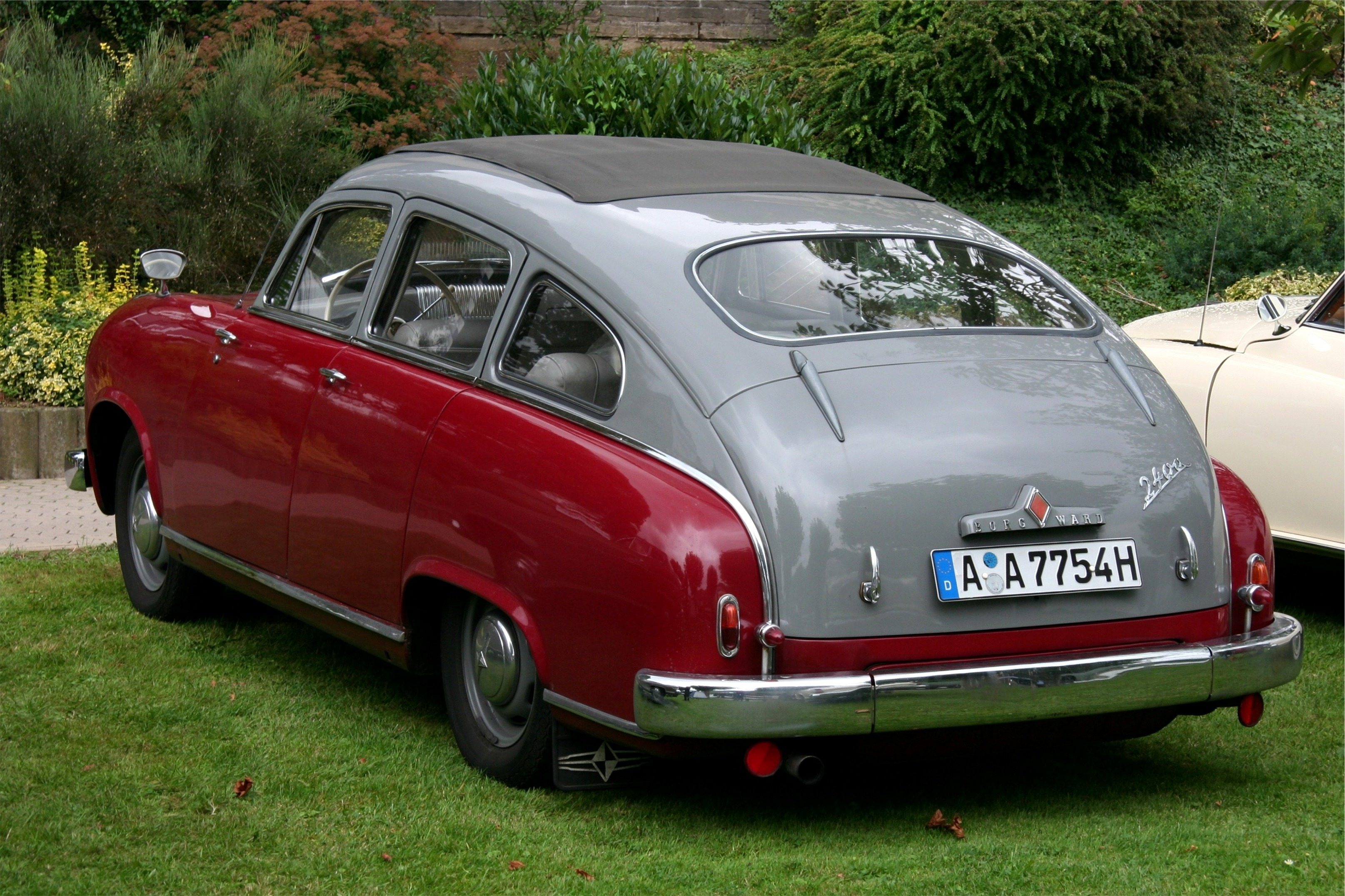
Hansa 2400 mit Fließheck (1952–1955)

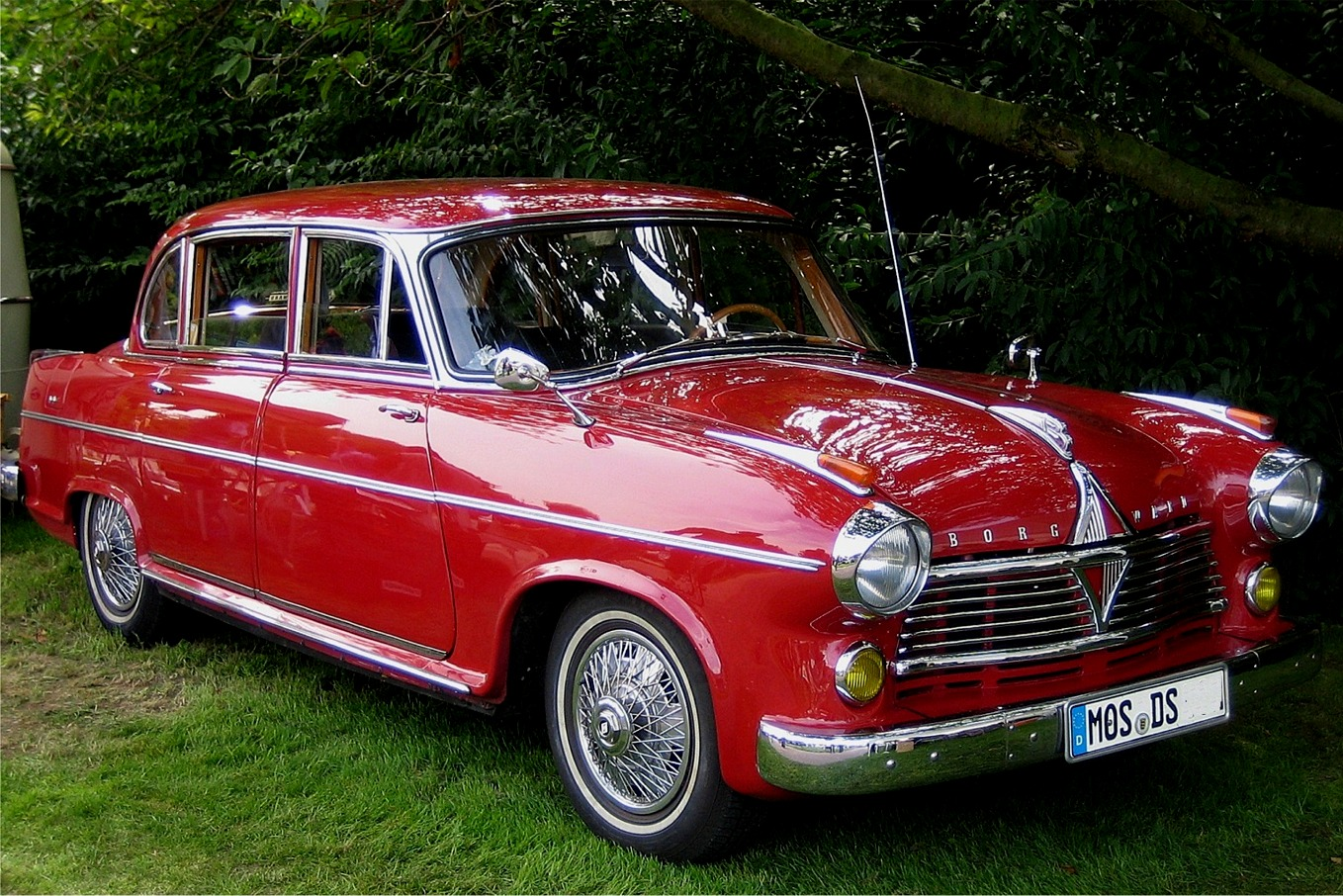
Pullman-Limousine Hansa 2400 (1955–1958)

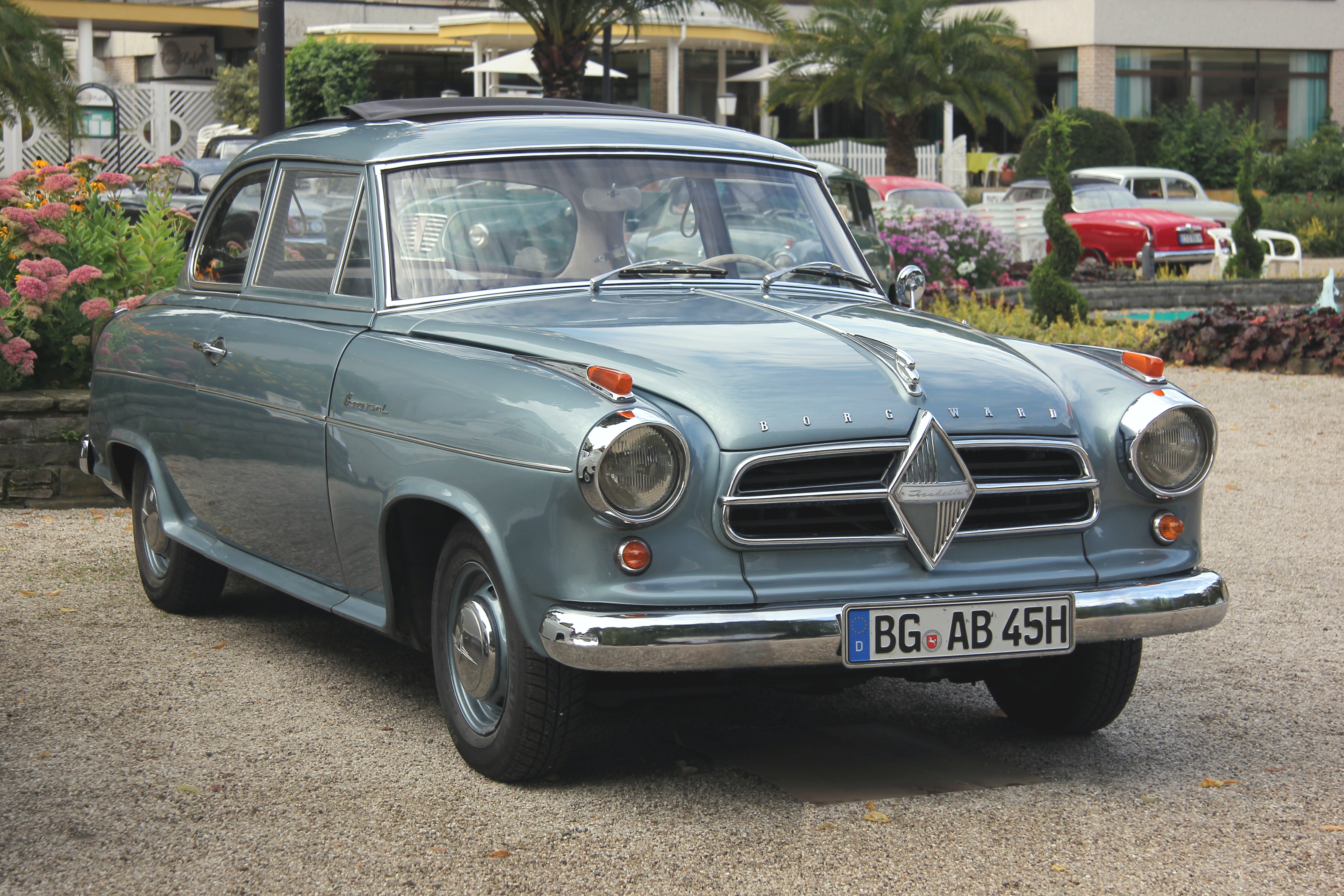
Isabella

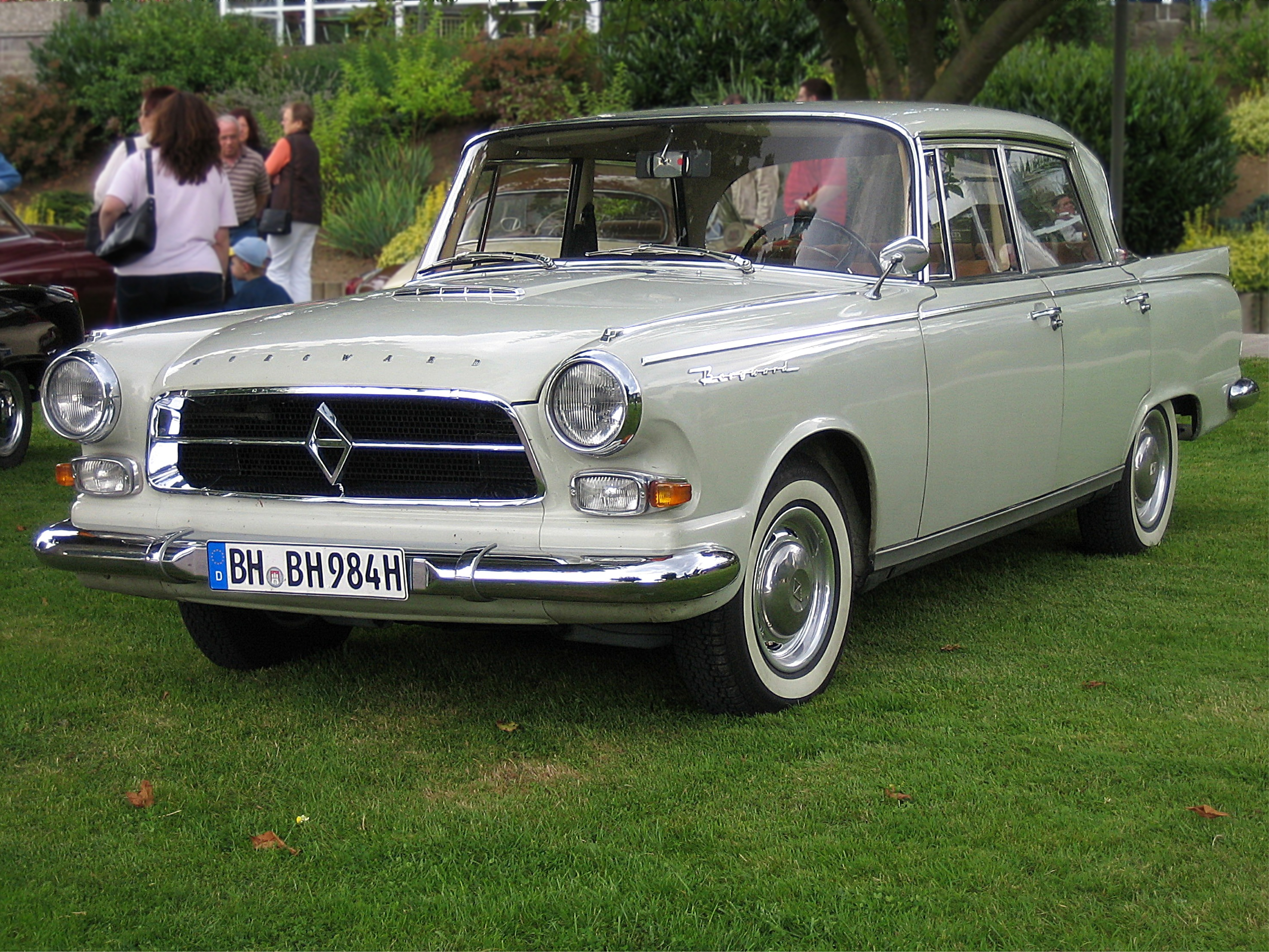
Großer Borgward P 100
(1959–1962)

1952 wurde der Hansa 2400 präsentiert und zunächst mit Schrägheck (bis 1955) gebaut; zusätzlich war er von 1953 bis 1958 als Pullman-Limousine mit Stufenheck erhältlich. Vom Fließheckmodell wurden in drei Jahren 743 Wagen gebaut. Wegen der schwachen Bremsen der frühen Exemplare und des unbefriedigenden selbstentwickelten automatischen Getriebes trug der ansonsten sehr aufwendig und solide gebaute Wagen Rufmängel davon; darüber hinaus traf möglicherweise die stromlinienförmige Fließheckkarosserie nicht den Geschmack der Oberklassekundschaft. Die Pullman-Limousine mit Stufenheck fand noch weniger Käufer. Trotz des 1955 stark verbesserten Pullman-Modells, von dem in drei Jahren 345 Exemplare entstanden, verließen in fünf Jahren nur 656 Fahrzeuge das Werk. Nachfolger der Pullman-Limousine war 1959 der Große Borgward P 100, erster deutscher Pkw mit Luftfederung.
Größter Verkaufserfolg in der Mittelklasse wurde die 1954 vorgestellte Borgward Isabella (60 PS, 135 km/h, 1500 cm³ Hubraum). Das Modell – alle Ausführungen zusammengerechnet – wurde 202.862 Mal gebaut. Als TS-Version mit 75 PS erreichte die Isabella Fahrleistungen der damaligen Sportwagen. Die Isabella war insbesondere als Coupé einer der deutschen Traumwagen der Wirtschaftswunderzeit schlechthin. Sie war mit zahlreichen anfänglichen Mängeln behaftet; erst drei Jahre nach Serienbeginn galt sie als ausgereift. Sie wurde bis 1962 gebaut. Das Karosseriebauunternehmen Deutsch in Köln baute die Isabella zu eleganten und heute begehrten Cabriolets um.
Der Chef bestimmte die Gestaltung fast aller Automodelle bis ins Detail mit. Weitere Modelle unterhalb der Isabella waren der Alexander und die Arabella, in der Oberklasse der P 100. Die Arabella litt in der Anfangszeit wie viele andere Borgward-Modelle unter erheblichen Qualitätsmängeln, die das Image der Marke ungünstig beeinflussten. Die ersten Wagen dieses Modells mussten mit einem Finanzaufwand von insgesamt rund 1.000.000 DM im Werk nachgebessert werden. Später stellte sich heraus, dass der Preis der Arabella zu knapp kalkuliert war, jedes gefertigte Standardmodell brachte dem Unternehmen mehrere Hundert Mark Verlust ein, obwohl der ohnehin wenig attraktive Preis von rund 5.200 DM über dem des etwa gleich großen DKW Junior mit etwa 4.800 DM und des VW Export mit 4.600 DM lag. 

#### Hubschrauber
Eine von Henrich Focke geleitete Mannschaft von 25 Borgward-Mitarbeitern entwickelte ab 1956 in einer Halle des Borgward-Werks Sebaldsbrück den dreisitzigen Hubschrauber Focke-Borgward BFK-1 (Pilot und zwei Passagiere). Es wurden zwei Prototypen angefertigt, die 1958 flugfähig waren und die Namen Kolibri I und Kolibri II erhielten. Letzterer war mit einer geschlossenen Kabine ausgestattet. Borgward rechnete mit Aufträgen der neu aufgestellten Bundeswehr, die jedoch kein Interesse zeigte. Johannes Semler, Aufsichtsratsvorsitzender der neu gegründeten Borgward-Werke AG, stoppte das bis dahin 4,3 Millionen DM teure Projekt im Februar 1961 – für eine weitere Entwicklung fand sich kein neuer Investor und die beiden serienreifen Kolibris kamen als Übungsobjekte zur Flughafenfeuerwehr Bremen. Sie wurden später verschrottet. Einige Teile sind im Hubschraubermuseum Bückeburg ausgestellt.

#### Motorsport
Von 1950 bis 1958 beteiligte sich Borgward am internationalen Motorsport, beginnend mit Rekordfahrten in Montlhéry. Initiator dieses Engagements war der Rennfahrer und frühere Ingenieur und Werkssportleiter der Auto Union AG, August Momberger (1905–1969), der sich nach dem Krieg in Hude (Oldenburg) niedergelassen hatte und dort zusammen mit Martin Fleischer, dem späteren Chefingenieur von Goliath, sowie weiteren Ingenieuren der Auto Union AG ein Konstruktionsbüro unter dem Namen INKA (Ingenieur-Konstrukteurs-Arbeitsgemeinschaft) betrieb. Die erste Verbindung zwischen Borgward und Momberger war der Auftrag, den Zweitaktmotor für den Lloyd LP 300 zu entwickeln.

#### Projekt INKA
Carl F. W. Borgward, der bereits vor dem Krieg Sportrennwagen bauen wollte, scheute zu Beginn des Wiederaufbaus die hohen Kosten des Motorsports, bis ihn August Momberger dafür begeisterte, auf dem Chassis des Borgward Hansa 1500 einen Rekordwagen mit dem 66-PS-Zweivergasermotor des Sportcabriolets bauen zu lassen. Auf den Zentralrohrrahmen des Hansa setzte Momberger eine offene stromlinienförmige Karosserie, die dem unter seiner Leitung von Wanderer für die Fernfahrt Lüttich–Rom–Lüttich gebauten Vorkriegsrennwagen ähnelte. Hersteller der Karosserie war Rudy in Delmenhorst.
Die Fahrten des Borgward Hansa 1500 Typ Inka in Montlhéry begannen am 18. August 1950 und endeten mit zwölf Rekorden in der Klasse F bis 1,5 Liter Hubraum; unter anderem 172 km/h über 1000 Meilen. Die Fahrer waren August Momberger, Adolf Brudes, Heinz Meier und Karl-Heinz Schäufele.

#### Rennsportwagen von Borgward

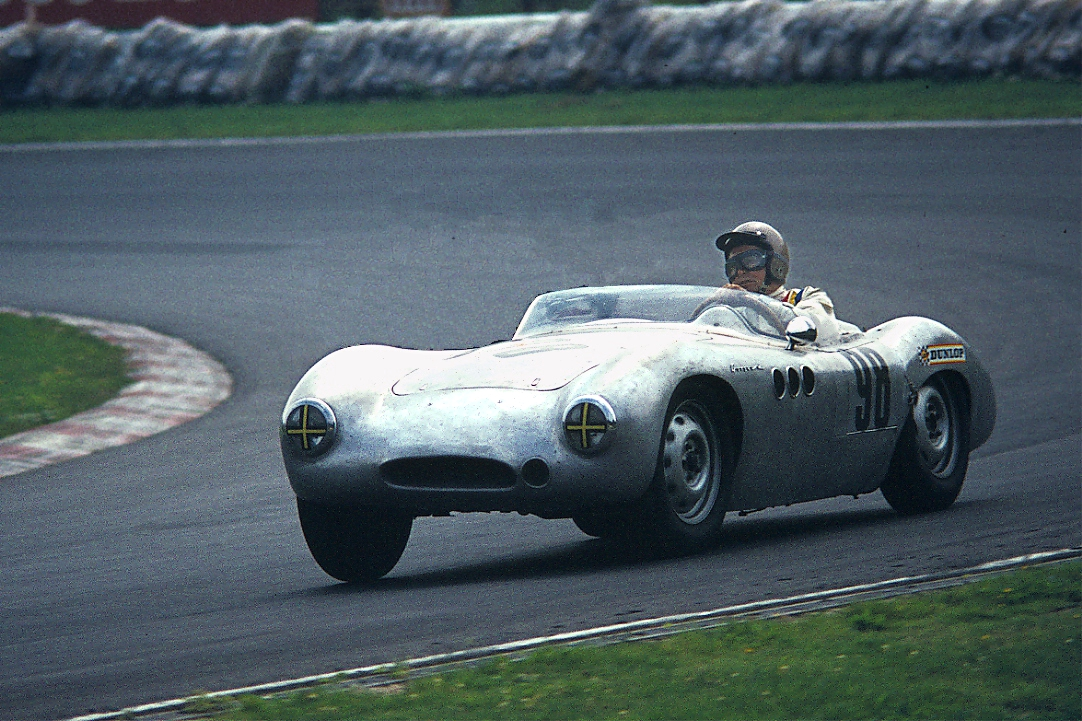
Fritz Jüttner im Borgward RS von 1958

Die Erfolge in Montlhéry waren ausschlaggebend, dass sich Borgward an Sportwagenrennen in der 1500-cm³-Klasse beteiligte. Für die Saison 1952 entwickelten Mitarbeiter der INKA-Gruppe (Momberger war zu Goliath gewechselt) den Rennsportwagen Borgward RS mit Leiterrahmen und De-Dion-Hinterachse. Der Motor leistete zunächst 80 PS, die bis Anfang des Jahres 1953 auf 102 PS gesteigert werden konnten.
Beim 1000-km-Rennen auf dem Nürburgring belegten Karl-Günther Bechem/Theo Helfrich/Adolf Brudes auf Borgward Hansa 1500 RS Platz drei im Gesamtklassement hinter Alberto Ascari/Giuseppe Farina auf Ferrari 375 MM Vignale und Ian Stewart/Roy Salvadori auf Jaguar C-Type. Im gleichen Jahr startete Borgward mit zwei Renncoupés mit Aluminiumkarosserie beim 24-Stunden-Rennen von Le Mans 1953. Höhepunkt und Ende der Saison 1953 sollte für Borgward die Teilnahme an der Carrera Panamericana sein, bei der Brudes jedoch mit seinem RS schwer verunglückte und Hans-Hugo Hartmann als Führender in der Klasse der leichten Sportwagen disqualifiziert wurde, weil er die Vorgabezeit in der letzten Etappe geringfügig um sieben Sekunden überschritten hatte. Diese Disqualifikation wegen einer Kleinigkeit aber brachte Borgward ein großes Echo in der Presse.
Trotz stetiger Weiterentwicklung der Rennsportwagen und insbesondere der Motoren nahmen die Erfolge im Laufe der Jahre stetig ab, sodass sich Borgward Mitte 1958 entschied, auf die Teilnahme am Rennsport zu verzichten, obwohl die Wagen 1957/58 mit Fahrern wie Hans Herrmann und Joakim Bonnier einen Aufwärtstrend hatten erkennen lassen. Vor allem waren aber die Kosten, die der Rennsport verursachte, zu hoch und die Werbewirksamkeit für einen Hersteller, der keine Sportwagen anbot, sehr gering.
Der moderne Doppelnockenwellen-Vierventil-RS-Motor wurde auch nach Borgwards Ausstieg aus dem Motorsport noch weiterentwickelt und für die Formel 2 unter anderem in Cooper-Chassis als Mittelmotor eingesetzt. Die Formel 2 mit 1500 cm³ wurde ab 1961 zur Formel 1 erhoben. Dafür wurden hochdrehende Motore entwickelt: V6 Dino bei Ferrari, Coventry Climax baute einen V8, Porsche für 1962 einen 8-Zylinder-Boxermotor. Noch 1963 und 1964 meldete das private deutsche Team Borgward-Kuhnke-Lotus zwei Lotus 18 mit dem Borgward-Motor zu mehreren Formel-1-Rennen. Dieser Vierzylindermotor war allerdings für F1-Rennen bereits veraltet; das Team erreichte nur einzelne Zieleinläufe.

### Konkurs
Von Mitte der 1950er Jahre an verschlechterte sich, für die Öffentlichkeit zunächst unmerkbar, die wirtschaftliche Lage des Unternehmens, insbesondere bei den Marken Goliath und Lloyd. Der Liquiditätsgrad sank, die Fremdkapitalquote stieg. Der Unternehmensinhaber hatte mit einer fast beispiellosen Modellvielfalt die Möglichkeiten seines Unternehmens überschritten. Er bot ähnlich viele Automodelle an wie Daimler-Benz mit der übernommenen Auto Union GmbH, ohne dass es für all diese Fahrzeuge die nötige Nachfrage gab und rentable Stückzahlen hätten produziert werden können. Carl F. W. Borgward galt als ein begnadeter Ingenieur, aber auch als ein Unternehmenspatriarch, der sich jeglicher Beratung hinsichtlich der Unternehmensstrategie verschloss. Weitere strukturelle Probleme waren die insgesamt geringen Verkaufszahlen der Mittel- und Oberklassenmodelle angesichts der für diese hohen Entwicklungskosten und das gering ausgebildete Vertriebs- und Händlernetz, das bei anderen Herstellern zu dieser Zeit deutlich dichter gewoben war. Insbesondere bemühte Borgward sich kaum um Exporte in die Länder der 1957 gegründeten Europäischen Wirtschaftsgemeinschaft. Zudem erwies sich das komplizierte Firmengeflecht als wenig effizient und schöpfte mögliche Synergien nicht aus. So bestanden komplett getrennte Vertriebsstrukturen für die drei Konzernmarken. Auch setzte Borgward kein ausreichend bevollmächtigtes Management ein, das eine ausreichende Finanzsteuerung hätte durchsetzen können. Firmengründer Borgward bekannte einmal offen: „Fünf Minuten bevor ich Geld einnehme, gebe ich es aus.“ Die finanzielle Seite seiner Unternehmen war ihm stets ein Gräuel. Seine Liebe gehörte der Autobastelei; das Konstruieren und Entwerfen stand für ihn im Vordergrund.
Erschwerend kam hinzu, dass die Bundeswehr, die in ihren Anfangsjahren viele Borgward-Fahrzeuge erworben hatte, von 1959 an nur noch Lkw von Daimler-Benz und Klöckner-Humboldt-Deutz (KHD) bestellte. Nicht zuletzt wegen der einträglichen und sicher erscheinenden Bundeswehr-Aufträge war erst kurz vorher das Lkw-Werk in Osterholz-Scharmbeck deutlich erweitert worden. Persönliche Interventionen bei Verteidigungsminister Franz Josef Strauß, bei denen Carl Borgward vom Bremer Bürgermeister Wilhelm Kaisen unterstützt wurde, blieben erfolglos. Strauß versuchte einen hohen Grad an Standardisierung der militärischen Ausrüstung zu erreichen und wollte deshalb möglichst wenig verschiedene Fahrzeugmodelle im Fuhrpark vorhalten. Der schwache Verkauf der Modelle Lloyd Arabella und P 100 sowie Exportrückgänge, vor allem in die USA, schmälerten die Liquidität des Unternehmens weiter.
Im Verlauf des Jahres 1960 brach auch der Umsatz der bis dahin noch relativ gut aufgestellten Hauptmarke ein. Deren Namensgeber Carl Borgward reagierte auf die zugespitzte Lage lediglich mit der Einwerbung zusätzlichen Fremdkapitals, nicht jedoch mit Veränderungen im Unternehmen. In diesem Rahmen führte der Bremer Senat am 4. Oktober eine engagierte Debatte um eine letztlich bewilligte Bürgschaft des Landes für eine Kredittranche. Gleichzeitig machte der Senat zur Auflage, dass Vertreter der Stadtregierung und die beteiligten Banken gemeinsam ein Sanierungsprogramm bei Borgward überwachen sollten. Eine Veräußerung von Teilen des Konzerns an private Investoren sollte zumindest erörtert werden. Den gesamten Kredit in Höhe von rund 50 Millionen D-Mark stellte ein Konsortium mit maßgeblicher Beteiligung der Bremer Landesbank und der Kreditanstalt Oldenburg bereit. Die ebenfalls beteiligten privaten Banken, darunter Borgwards Hausbank Bremer Bank, waren sehr zurückhaltend und nur durch die öffentliche Bürgschaft zu einem Engagement zu bewegen. Carl Borgward erwies sich in den folgenden Wochen jedoch als nicht kooperativ. Die Sanierung blieb aus. Anfang November lehnte er ein Angebot des US-amerikanischen Autobauers Chrysler ab, sich mit 200 Millionen D-Mark an seinem Unternehmen zu beteiligen. Kurz darauf wurden erstmals Mitarbeiter entlassen. Hintergrund für die enge Einbindung der Politik war, dass es sich bei dem Unternehmen nach dem Wachstum der Vorjahre um den größten Steuerzahler des Stadtstaats handelte und es mit 20.000 Arbeitnehmern sowie der Bedeutung für zahlreiche Zulieferbetriebe eine wichtige Rolle im sozialen und wirtschaftlichen Gefüge Bremens und seines niedersächsischen Umlands spielte. Durch die Spiegel-Titelgeschichte „Der Bastler“ von Ende 1960 wurden die wirtschaftlichen Probleme des Autobauers einer breiteren Öffentlichkeit bekannt.
Mit der Begründung, die Winterflaute im Kfz-Geschäft zu überbrücken, beantragte die Borgward-Gruppe Mitte Dezember 1960 bei den Banken erneut einen Kredit über 30 Millionen DM, der in drei Monatsraten à zehn Millionen DM ausgezahlt werden und für den erneut der Bremer Senat bürgen sollte. Kaisen stimmte dem zu und stellte zudem eine Fläche für den Bau eines neuen, effizienten Werks in Aussicht, verlangte gleichzeitig aber mit Nachdruck ein ausgearbeitetes Konsolidierungskonzept. Als dies weiterhin ausblieb, verschärften sich Anfang 1961 auch die persönlichen Spannungen zwischen dem Bürgermeister und dem Konzernchef, zumal Borgward auch auf das Interesse des Autobauers Ford nicht einging, der einen Teil der Produktionsanlagen übernehmen wollte. Dennoch bemühte sich Kaisen weiter um politische Unterstützung und versuchte persönlich, Mittel aus dem Bundeshaushalt zu mobilisieren. Die Gespräche des Bürgermeisters mit verschiedenen Bonner Ministerien blieben jedoch erfolglos. Am 1. Februar 1961 sagte Kaisen Borgward zu, eine alleinige Finanzierung der Unternehmenskonsolidierung durch die Stadt Bremen zu prüfen, machte aber eine neu ausgerichtete Unternehmensführung und Finanzverwaltung zur Bedingung, was mit einem Machtverlust Carl Borgwards verbunden gewesen wäre. Derweil belegten neue Umsatzzahlen einen weiteren Geschäftseinbruch. Parallel schlugen die öffentlichen Banken unter den Kreditgebern vor, den Konzern in eine Aktiengesellschaft in ihrem Eigentum zu überführen. Carl Borgward lehnte jedoch sämtliche Vorschläge ab, die ihm die Kontrolle über den Konzern entzogen hätten.
Neben den Verhandlungen mit dem Unternehmensinhaber erfolgten am 27. Januar und am 1. Februar 1961 Sondersitzungen von Senat und Bürgerschaft, die wegen einer drohenden unabsehbaren Verwendung von Steuergeld zur Stützung Borgwards auch öffentlich unter Druck standen. Dabei wurde beschlossen, nicht länger auf die Kooperation Carl Borgwards zu hoffen, eine städtische Aktiengesellschaft als Auffangkonstrukt für das Automobilunternehmen zu gründen und nötigenfalls Teile desselben an private Investoren zu veräußern. Dementsprechend zog der Senat noch am 1. Februar seine Bürgschaftserklärung über die letzten zehn Millionen DM der Kreditsumme zurück und die Banken gaben für diesen Monat das Geld nicht mehr frei. Carl F. W. Borgward wurde am 4. Februar vom Senat vor die Alternative gestellt, seine Unternehmen dem Land Bremen zu übereignen oder sofort in den Konkurs zu gehen. Nach mehr als 13 Stunden Verhandlungen im Haus des Reichs, Sitz des Bremer Finanzsenators, willigte Borgward ein und übergab seine Unternehmen dem Land Bremen, das sie als Borgward-Werke AG weiterführen wollte. Vorsitzender des Aufsichtsrats wurde der Münchner Wirtschaftsprüfer Johannes Semler, ein promovierter Jurist, der zur gleichen Zeit als Aufsichtsratsvorsitzender von BMW Sanierungsaufgaben bei BMW wahrnahm. Seine Neutralität wurde daher im Nachhinein vielfach angezweifelt. Allerdings wurde ihm seine Tätigkeit durch eine unklare Kompetenzverteilung innerhalb des Auffangkonstrukts und die nur unvollständige Herausdrängung des Alteigentümers aus dem Unternehmen erschwert.
Die drei Borgward-Unternehmen Borgward GmbH, Goliath-Werke GmbH und Lloyd Motoren Werke GmbH wurden im Februar von der neu gegründeten Borgward AG aufgefangen, deren Aktienkapital von 50 Millionen Mark der Bremer Senat aufgebracht hatte. Die folgende Sanierung scheiterte weitgehend. Ein Grund dafür war das Ausbleiben von Bundesmitteln, mit denen die Bremer Politik analog zur Handhabung bei Henschel & Sohn rechnete. Von Bundesseite wurde darauf verwiesen, dass die Bremer Wirtschaft im Gegensatz zu der am Henschel-Standort Kassel robust genug sei, um den Wegfall von Borgward zu überwinden. Zudem wurde unter und neben der AG, auch auf Betreiben Carl Borgwards und seiner Anwälte, ein kompliziertes gesellschaftsrechtliches Konstrukt errichtet, das die Durchsetzung von unternehmerischen Entscheidungen erschwerte. Borgward wurde außerdem zugestanden, die Anteile seines Unternehmens schrittweise an die neue Aktiengesellschaft zu übertragen, so dass er weiterhin Umstrukturierungen blockieren konnte und überdies nach seinem Tod 1963 noch Rechtsstreitigkeiten zwischen seiner Familie und der Stadt Bremen folgten. In der Folge kam es daher überhaupt nicht zur Umstrukturierung des Unternehmens. Lediglich eine Interne Revision wurde erstmals eingerichtet. Das Aktienkapital wurde im Wesentlichen zur Begleichung kurzfristiger Verbindlichkeiten verwendet. Das Unternehmen blieb unterkapitalisiert, Entlassungen fanden kaum statt. Angesichts des nun offensichtlichen maroden Zustands des Betriebs lehnten Ford und Chrysler Angebote zur Übernahme von Unternehmensteilen ab. Ende Mai 1961 waren die liquiden Mittel verbraucht. Der Bremer Senat bewilligte ein Darlehen in Höhe von fünf Millionen D-Mark und forderte von Semler ein konkretes, überzeugendes Sanierungskonzept. Das blieb aus Sicht der Politik aus, Semler forderte aber weitere 50 Millionen D-Mark. Der Senat bewilligte im Juli weitere zehn Millionen, die aber nur zur Auszahlung von Löhnen und der Begleichung dringender Schulden verwendet werden durften. Zudem verlangte der Senat, dass am Monatsende, zum Ende der Betriebsferien, 15.000 Beschäftigte entlassen und ein Vergleichsinsolvenzverfahren eingeleitet würde.
Am 28. Juli 1961 stellten Semler und die drei Geschäftsführer der Borgward-, Lloyd- und Goliath-GmbH Anträge auf Eröffnung von Vergleichsverfahren. Mangels Masse lehnte das Gericht dies ab. Am 11. September 1961 folgten die Anschlusskonkursverfahren für Borgward und Goliath, die 1969 endeten. Bis 1963 blieben noch rund 1500 Personen in den Betrieben beschäftigt.
Die Immobilien und ein Teil des Maschinenparks der Lloyd-Motoren-Werke an der Richard-Dunkel-Straße in Bremen-Neustadt wurden noch vor Eröffnung des Konkursverfahrens für 29,8 Millionen DM vom Siemens-Konzern übernommen, der dort (zum Teil mit ehemaligen Mitarbeitern des Borgward-Konzerns) die Herstellung von Elektromotoren begann. Am 25. November 1961 wurde auch für Lloyd das Anschlusskonkursverfahren eröffnet. Es wurde 1966 beendet.
Sanierer Semler verließ Ende August 1961 den Aufsichtsrat der Borgward-Werke AG, laut deren Pressestelle „auf eigenen Wunsch, nachdem der ihm erteilte Auftrag erledigt ist“. Semlers acht Monate währende Tätigkeit in Sachen Borgward wurde seiner Firma Indufina („Industrie-Beteiligungs- und Finanzierungs-GmbH“) mit 250.000 DM vergütet. Auf das Jahr 1961 bezogen entspricht dies inflationsbereinigt in heutiger Währung rund 680.000 Euro. Die 650.000 Einwohner des Landes Bremen büßten 60 Millionen DM Steuergelder ein (heute rund 163.000.000 Euro), die der Senat in den Borgward-Topf geworfen hatte, bevor er weitere Zahlungen einstellte. Damit verlor jeder Bremer Bürger durch die Borgward-Pleite etwa 100 DM. Die Borgward-Händler schätzten ihre direkten und indirekten Verluste auf insgesamt über 300 Millionen DM.
Im Zuge der Abwicklung der Unternehmen wurden alle Gläubigeransprüche aus den Unternehmensmassen befriedigt, also auch alle Kredite zurückgezahlt. Deshalb ist das Vorliegen der Konkursreife von Kritikern bestritten worden. Carl Borgward selbst wurde nicht entschädigt, entnahm jedoch noch nach dem Februar 1961 mehrmals Geld aus dem Unternehmen. Der Zugang zu seinen ehemaligen Werken wurde ihm vom Senat verwehrt.
Der Konkurs der Borgward-Gruppe, die 1959 unter den deutschen Automobilherstellern den fünften Platz nach Volkswagen, Opel, Daimler-Benz und Ford einnahm, war ein wirtschaftlicher Schock für die damals noch junge Bundesrepublik; später wurde er als Anfang vom Ende des Wirtschaftswunders bewertet.
In den 1980er und 1990er Jahren musste Bremen die Konkurse einiger traditionsreicher Bremer Unternehmen verkraften: DDG „Hansa“ (1980), AG Weser (1983), Nordmende (um 1990), Hansa-Waggonbau (1995) und Bremer Vulkan (1996/97). Dadurch verlor Bremen große Gewerbesteuer-Zahler und tausende Arbeitsplätze.

### Beschäftigte der einzelnen Borgward-Unternehmen von 1948 bis 1960
| Jahr               | Goliath | Borgward | Lloyd | Summe  |
| ------------------ | ------- | -------- | ----- | ------ |
| 1948               | –       | 3.036    | –     | 3.036  |
| 1949               | 1.445   | 5.080    | 197   | 6.722  |
| 1950               | 2.059   | 6.558    | 779   | 9.396  |
| 1953               | 1.576   | 5.328    | 2.032 | 8.936  |
| 1955               | 2.544   | 8.218    | 4.572 | 15.334 |
| 1957               | 2.401   | 11.168   | 4.914 | 18.483 |
| 1959               | 2.728   | 13.603   | 5.508 | 21.839 |
| 30. September 1960 | 2.010   | 13.876   | 4.504 | 20.381 |
| 31. Dezember 1960  | 1.777   | 12.683   | 3.602 | 18.062 |

### Nach dem Konkurs
Carl F. W. Borgward überlebte sein Unternehmen um zwei Jahre, er starb 1963. Eine Gruppe von Investoren kaufte 1964 die Maschinen und die Rechte. Fabrica Nacional de Automoviles baute in den Jahren 1967 bis 1970 den Borgward P 100 als 230/230 GL in Mexiko nach.
Das Stammwerk Sebaldsbrück wurde von der hannoverschen Hanomag übernommen, die dort in den Folgejahren Kleintransporter (Harburger Transporter), leichte Lkw und Baumaschinen produzierte. Nach der Übernahme von Hanomag-Henschel durch Daimler-Benz bekam das Werk 1971 wieder einen neuen Eigentümer, u. a. wurde dort von 1977 bis 1984 der Mercedes-Benz T 1 (Bremer Transporter) gebaut – das Mercedes-Benz Werk Bremen gehört heute zum Geschäftsbereich Mercedes-Benz Cars der Daimler AG. Das Borgward-Verwaltungsgebäude in der Sebaldsbrücker Heerstraße steht heute auf dem Gelände der Atlas Elektronik.
Das Borgward-Lkw-Werk in Osterholz-Scharmbeck wurde 1962 von der Büssing AG in Braunschweig übernommen. Mit einer Borgward-Lizenz wurden dort für den Bundesgrenzschutz bis 1968 ca. 165 Fahrzeuge Borgward B 2000 A/O 0,75 tgl Kübel (Allrad mit Ottomotor) gebaut mit dem Büssing-Löwen im Kühlergrill. Das Werk wurde 1969 an Faun verkauft und produziert heute (2013) als FAUN Umwelttechnik GmbH & Co. KG Abfallsammelfahrzeuge und Kehrmaschinen.

### Architektur der Gebäude in Bremen

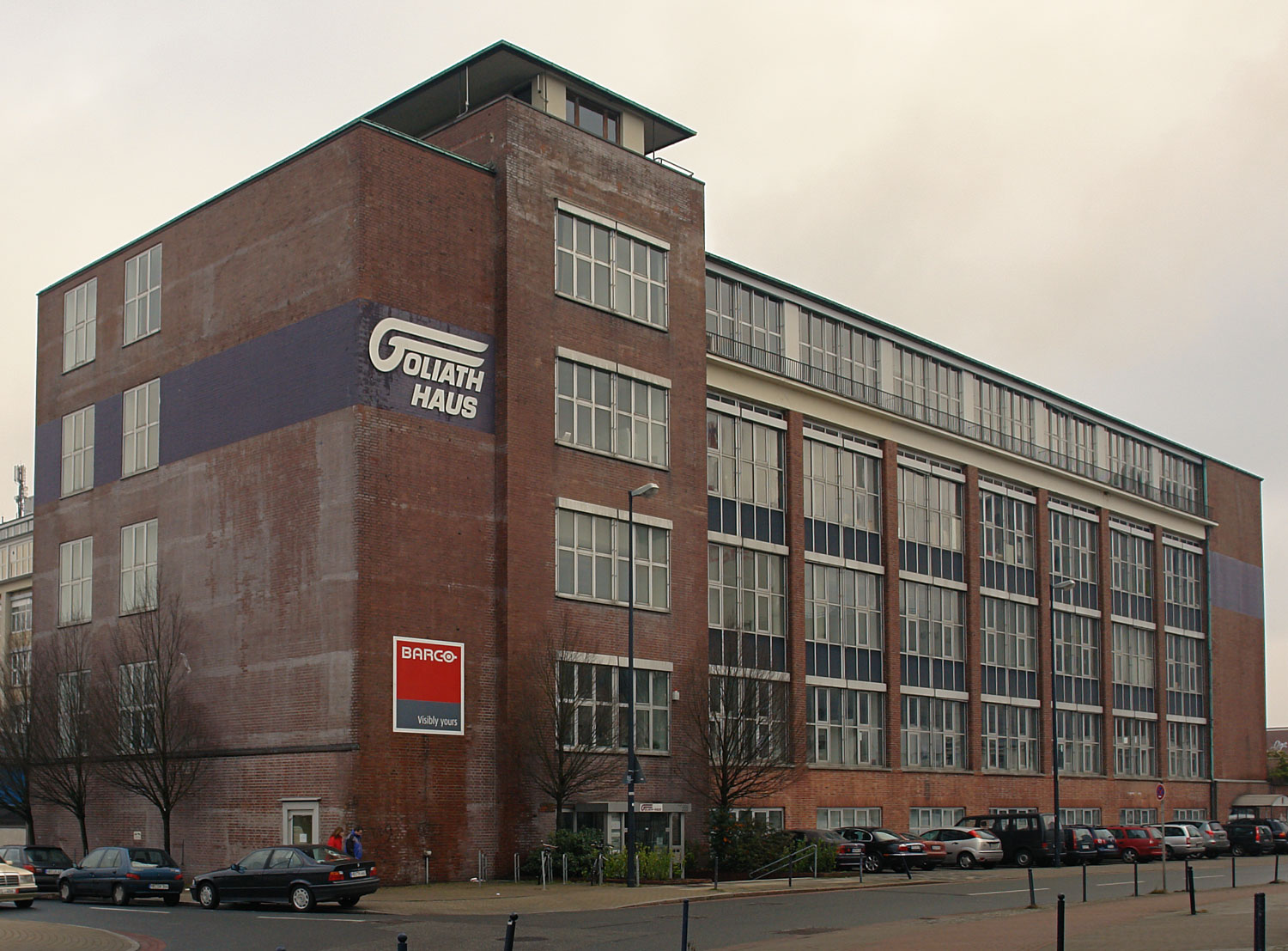
Goliath-Haus in Bremen-Hastedt,
Hastedter Osterdeich 222

Der wichtigste Architekt der Fabrikationsgebäude von Borgward war Rudolf Lodders. Das Borgward-Verwaltungsgebäude in der Sebaldsbrücker Heerstraße, das Goliath-Gebäude am Hastedter Osterdeich 222 und die Lloyd-Verwaltung in der Richard-Dunkel-Straße sind Industriebauten, die noch stehen.

### Wiederbelebung der MarkeBorgward2015
Ab 2005 arbeitete Christian Borgward, der Enkel Carl F. W. Borgwards, zusammen mit seinem Partner Karlheinz L. Knöss an der Rückkehr der Marke Borgward für Automobile. 2008 wurde die Borgward AG in der Schweiz und 2015 die Borgward Group AG in Stuttgart gegründet. Die Markenrechte an Borgward kaufte das chinesische Unternehmen Beiqi Foton Motor. Der Borgward BX7 und weitere Modelle wurden in den Jahren 2015, 2016 und 2017 präsentiert. Zeitweise wurden Modelle auch in Europa angeboten. 2021 wurde ein Insolvenzverfahren eingeleitet.

## Produzierte Fahrzeuge

### Pkw
Unter dem Namen Borgward wurden folgende Pkw-Modelle gebaut:
- Borgward 2000 (1938–1939)
- Borgward 2300 (1939–1942)
- Borgward Hansa 1500 (1949–1952)
- Borgward Hansa 1800 (1952–1954, weitgehend baugleich mit dem 1500)
- Borgward Hansa 1800 D (1953–1954, Dieselversion des 1800)
- Borgward Hansa 2400 (1952–1958, zunächst als 1800 geplant, dann noch vor Erscheinen umbenannt)
- Borgward Isabella (1954–1961, Nachfolger des 1500, zunächst noch unter diesem Namen geplant)
- Borgward P 100 (1959–1961)
- Borgward 230 (1967–1970) in Mexiko
- Borgward Arabella (1959–1961, danach wurden aus Ersatzteilen bis 1963 noch über 1000 Fahrzeuge hergestellt)

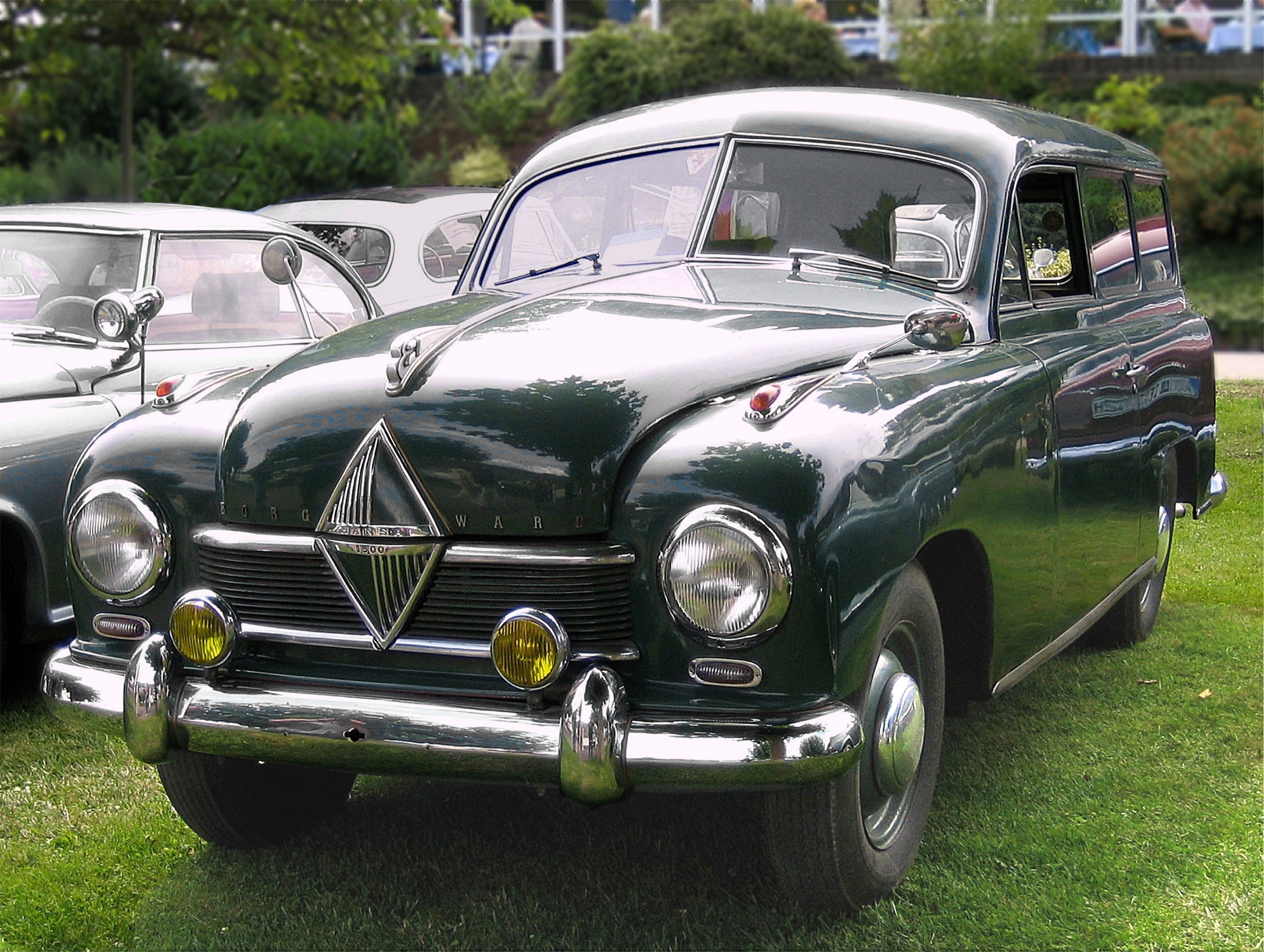
Borgward Hansa 1500 Kombi (1952)
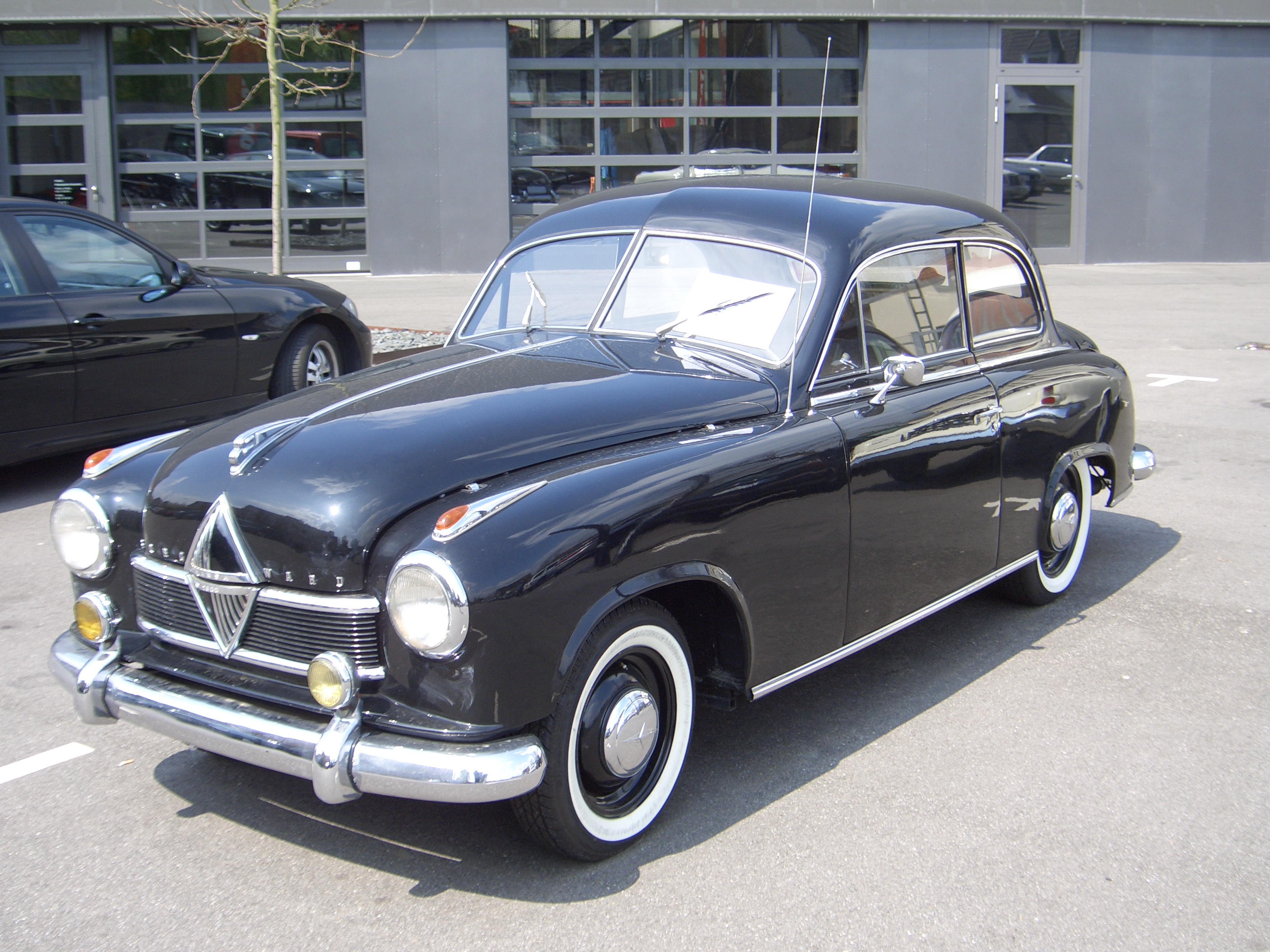
Borgward Hansa 1800 (1952)
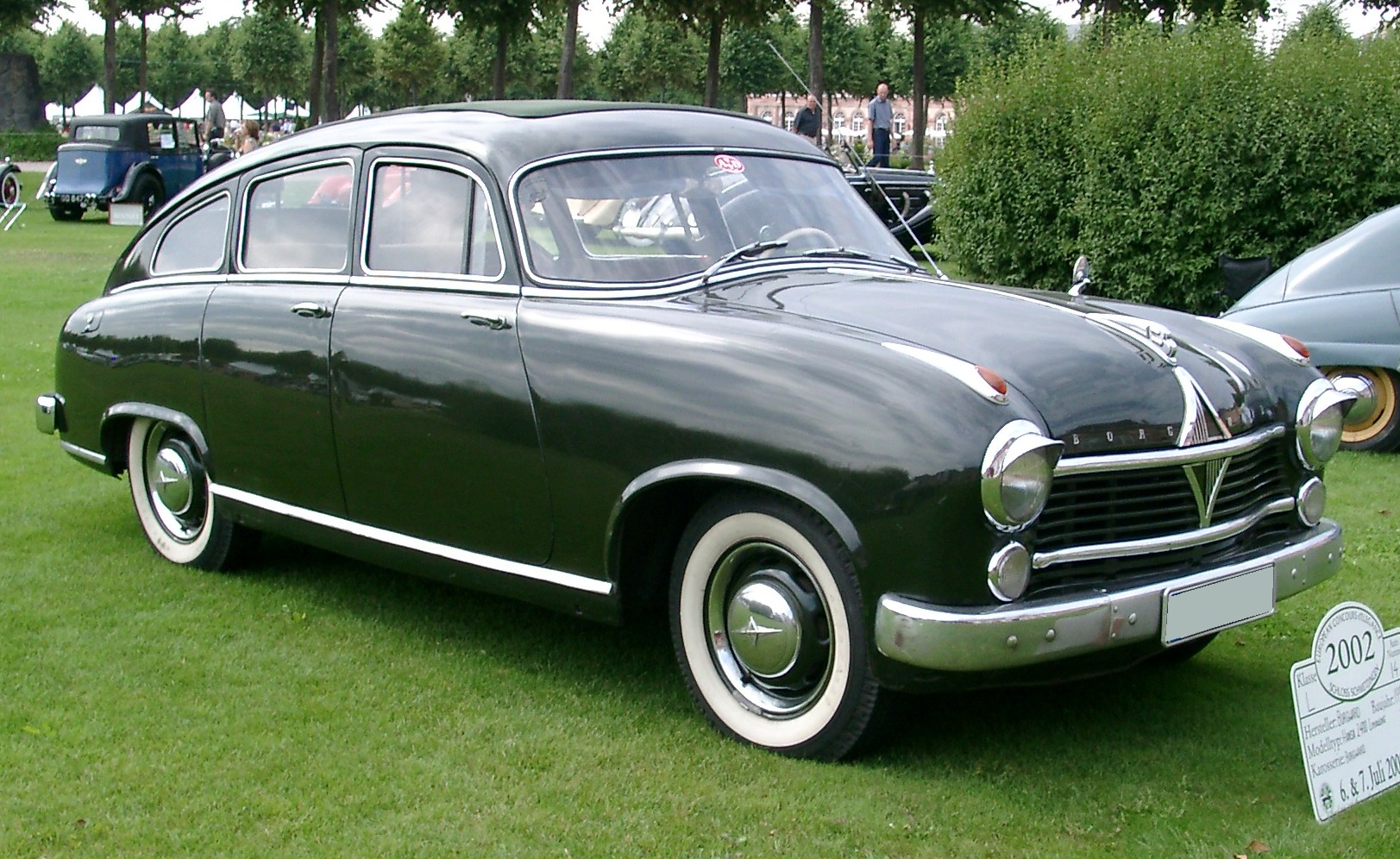
Borgward Hansa 2400 (1952)
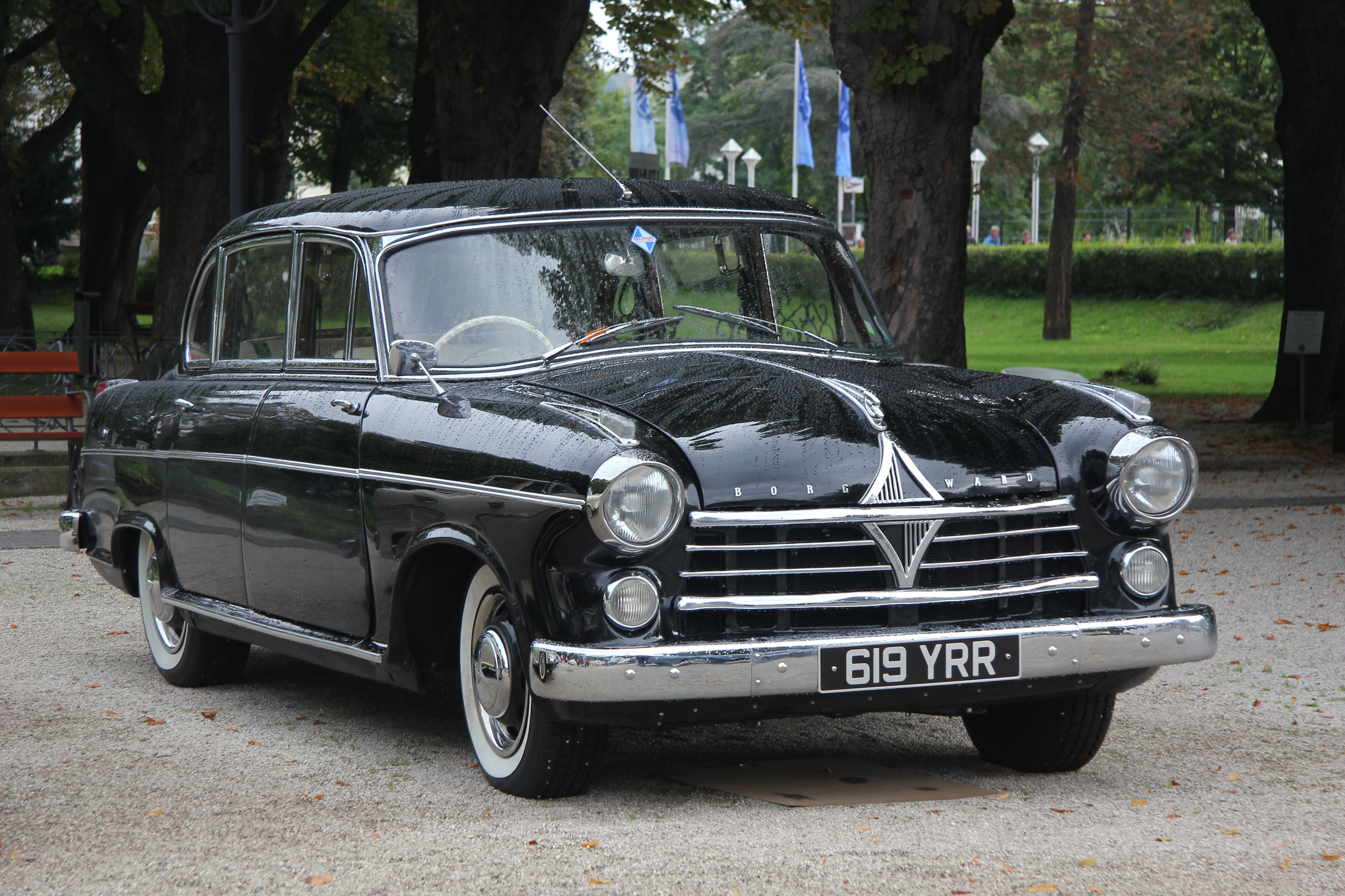
Borgward Hansa 2400 II (1955–1958)
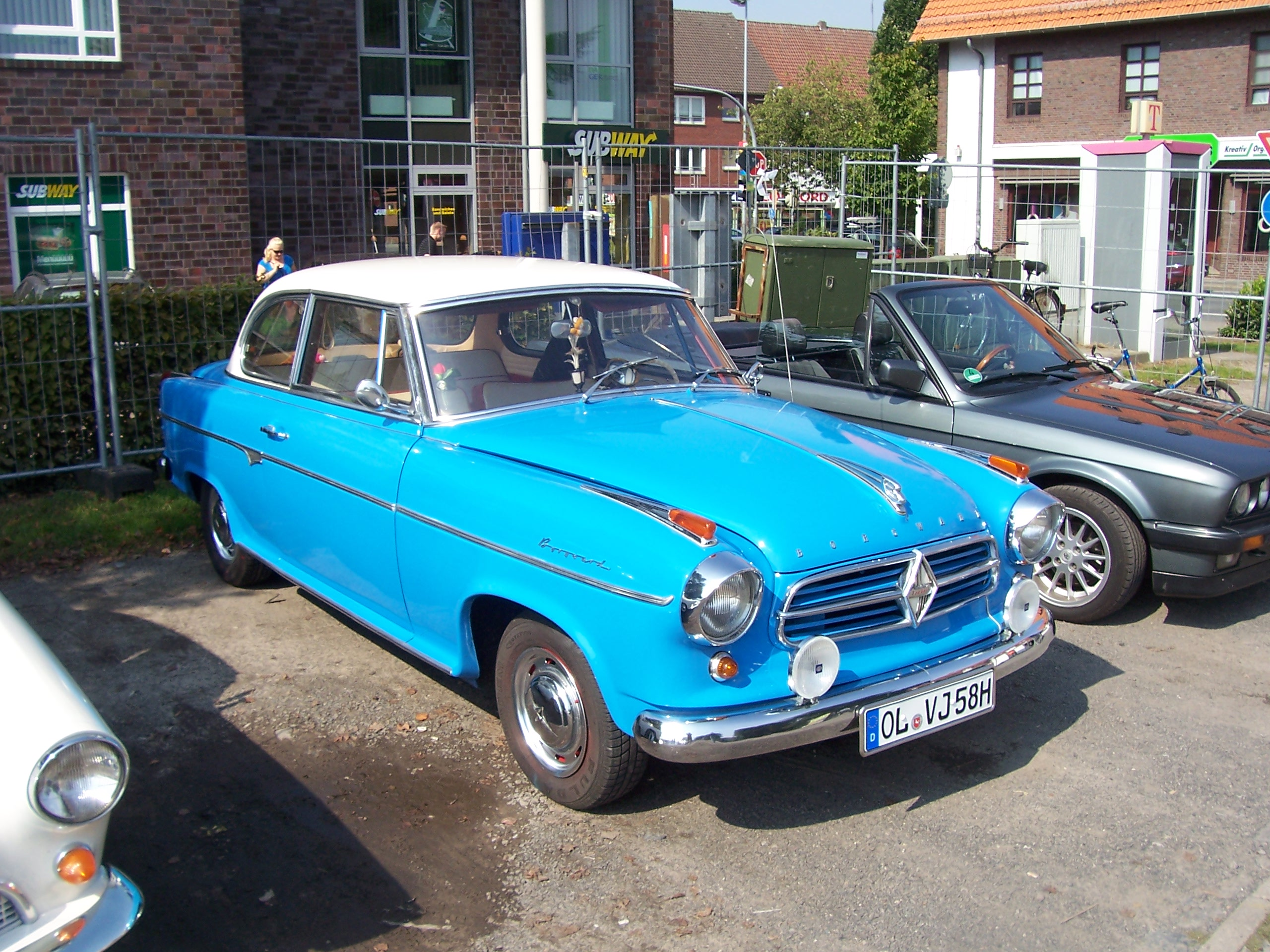
Borgward Isabella (1958)
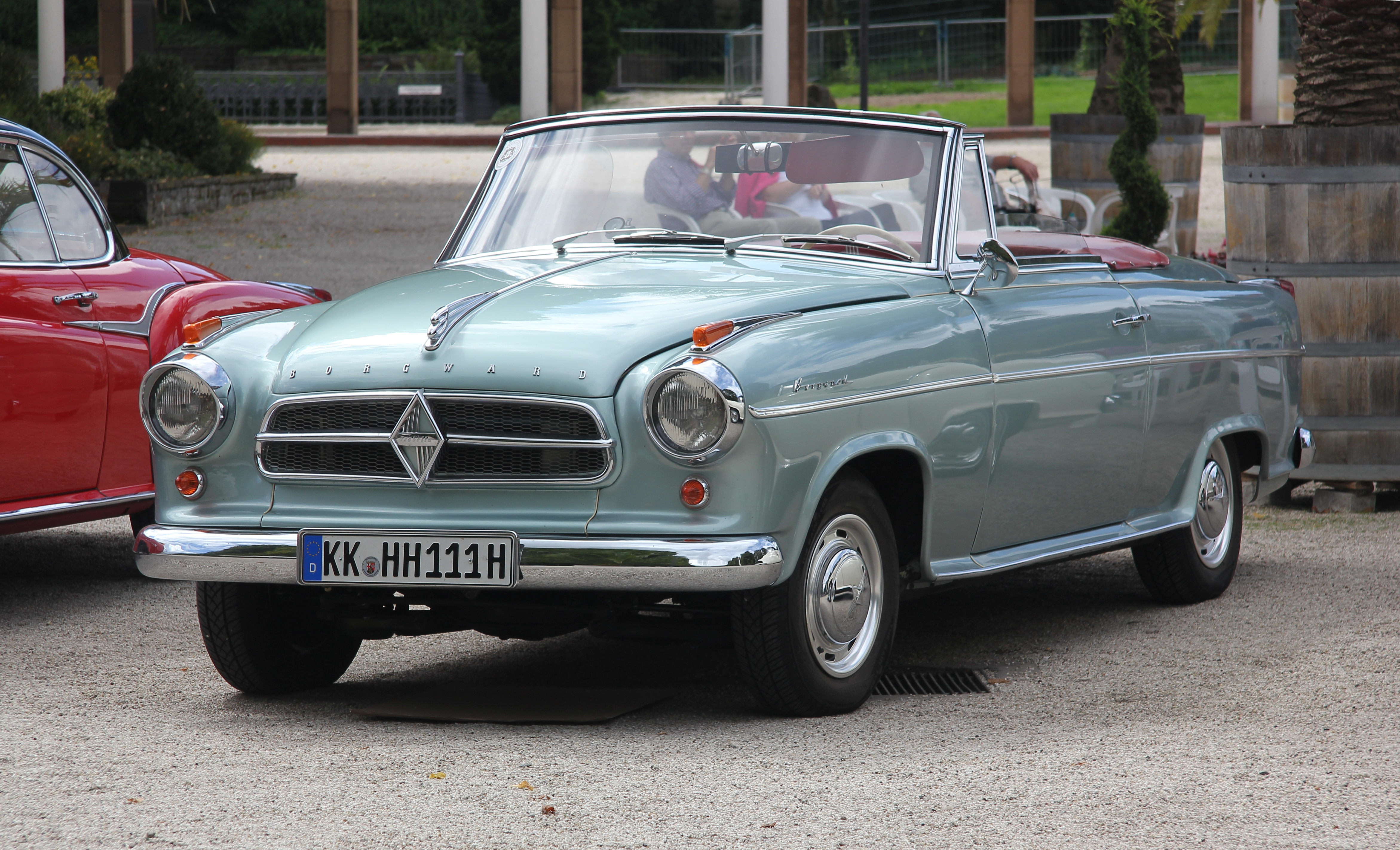
Borgward Isabella Cabriolet, aufgebaut beim Karosseriebauer Karl Deutsch GmbH
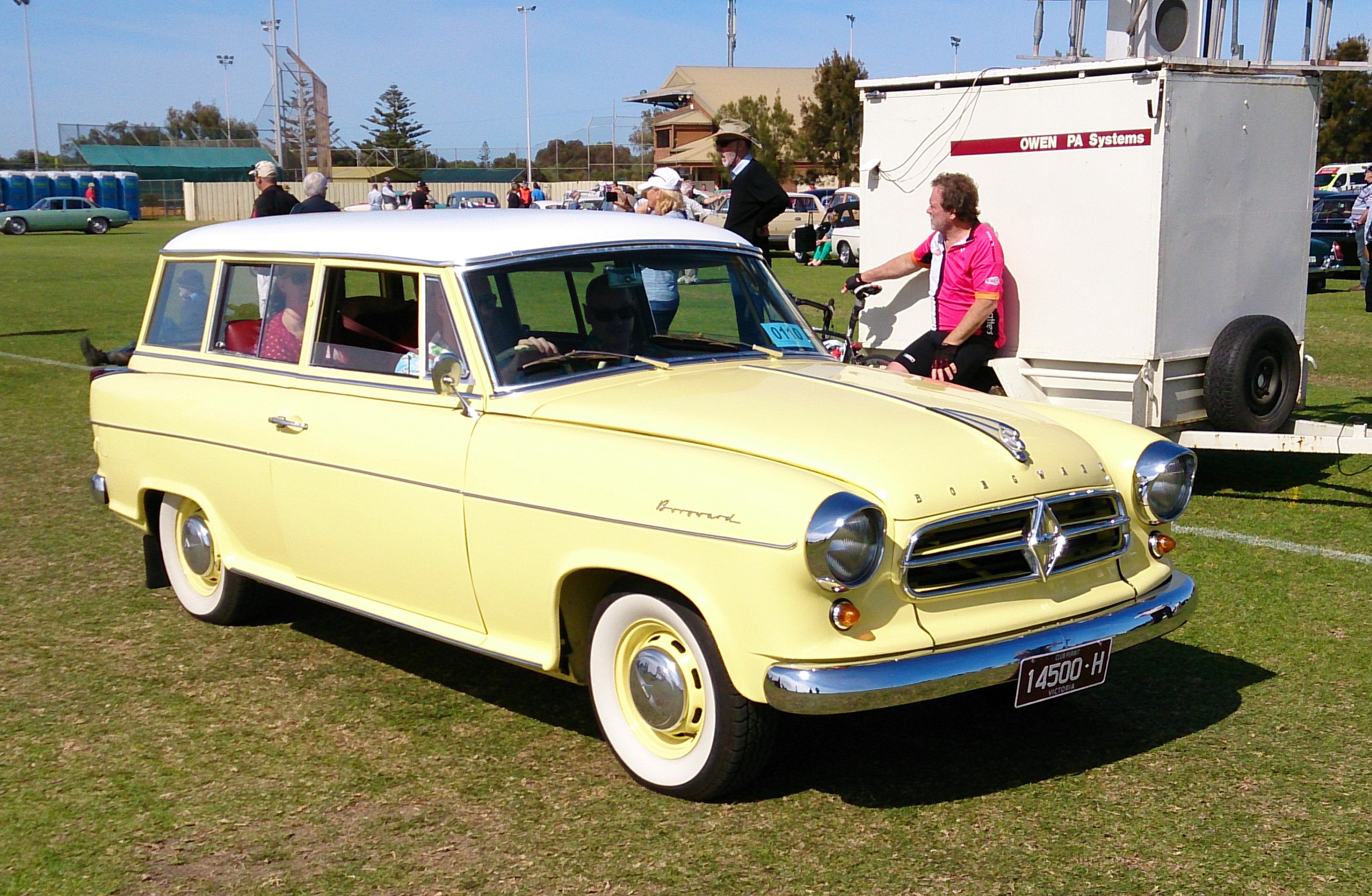
Borgward Isabella Kombi (1959)
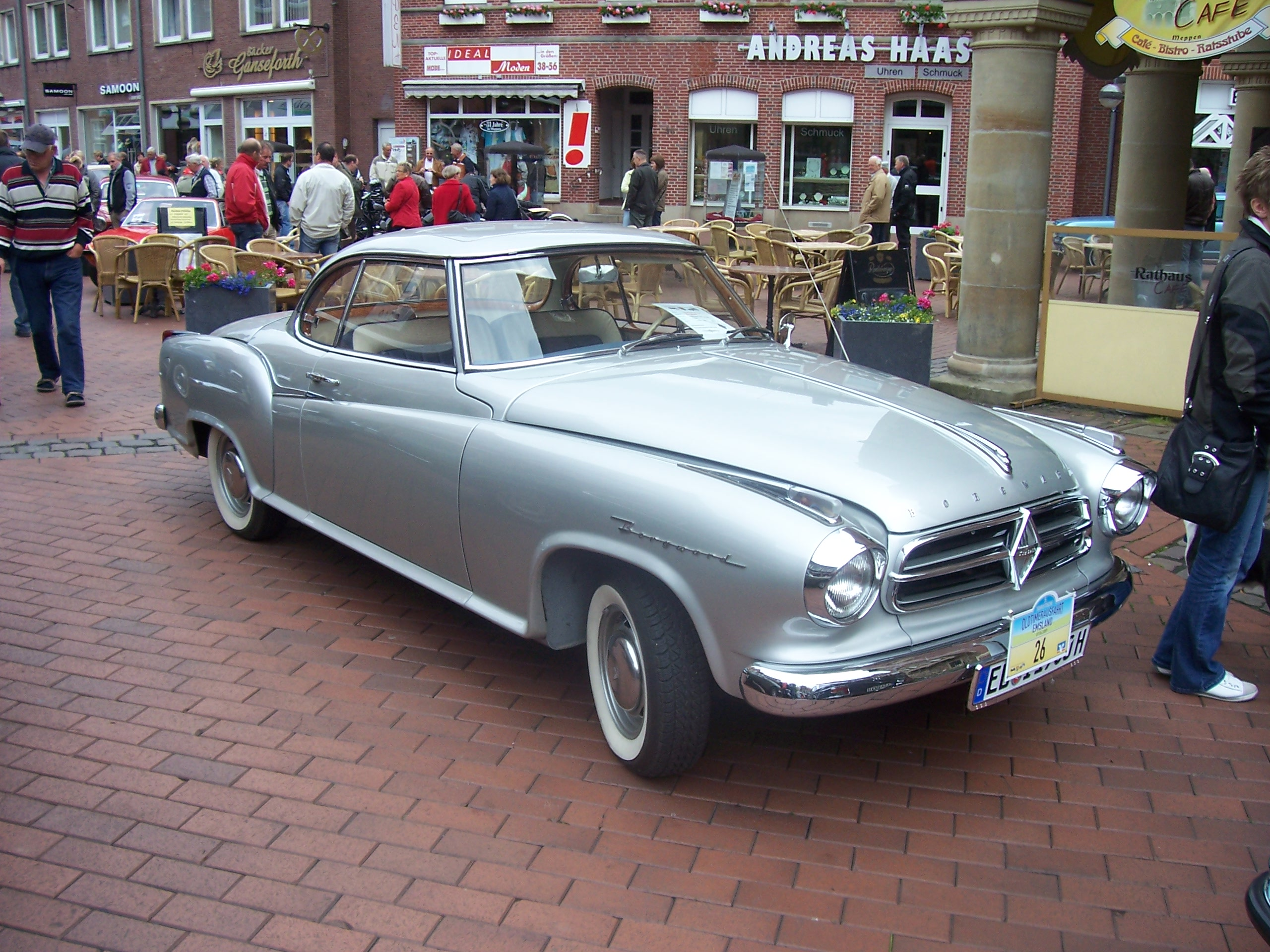
Borgward Isabella Coupé (1960)
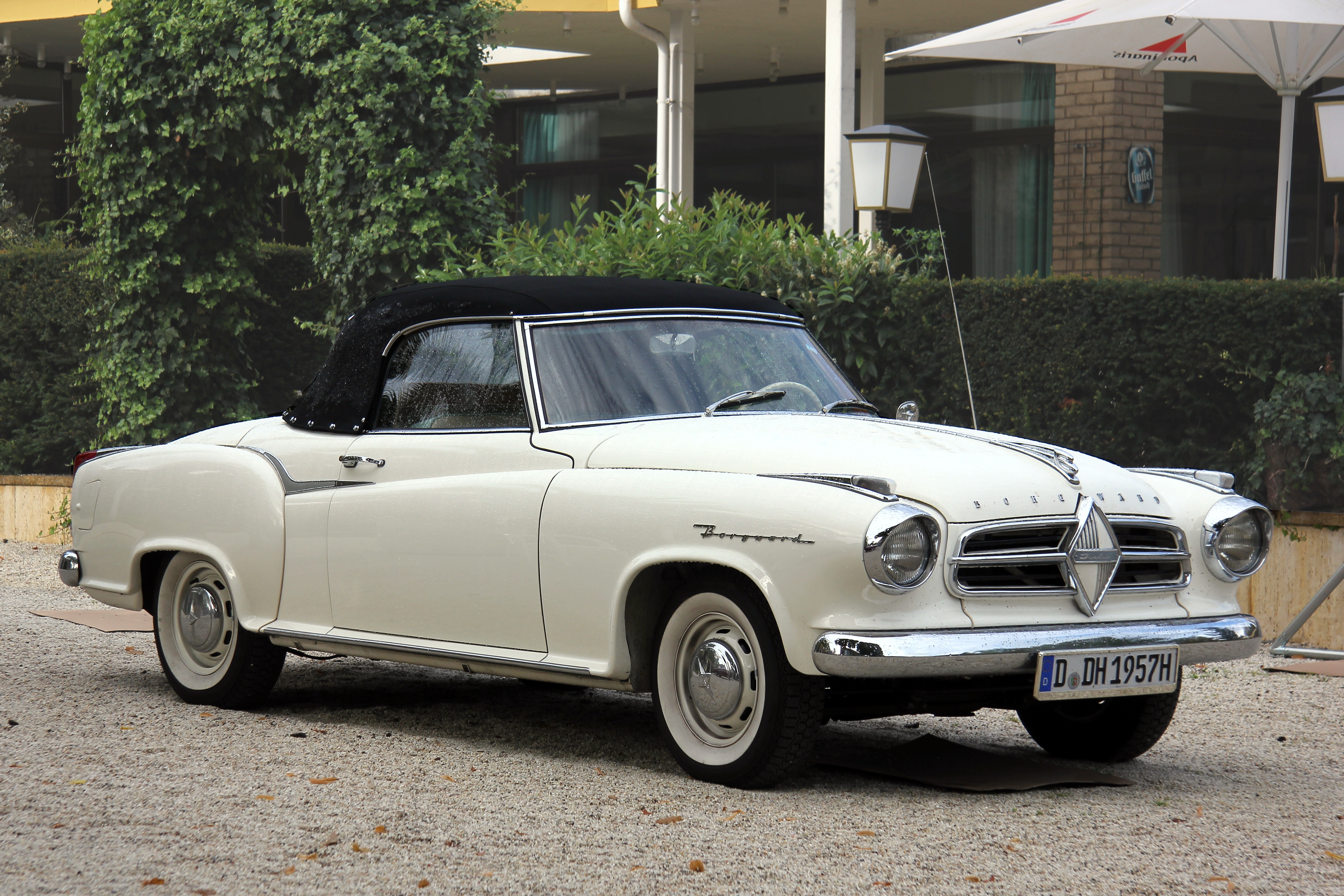
Borgward Isabella Coupé, umgebaut zum Cabriolet (1957)
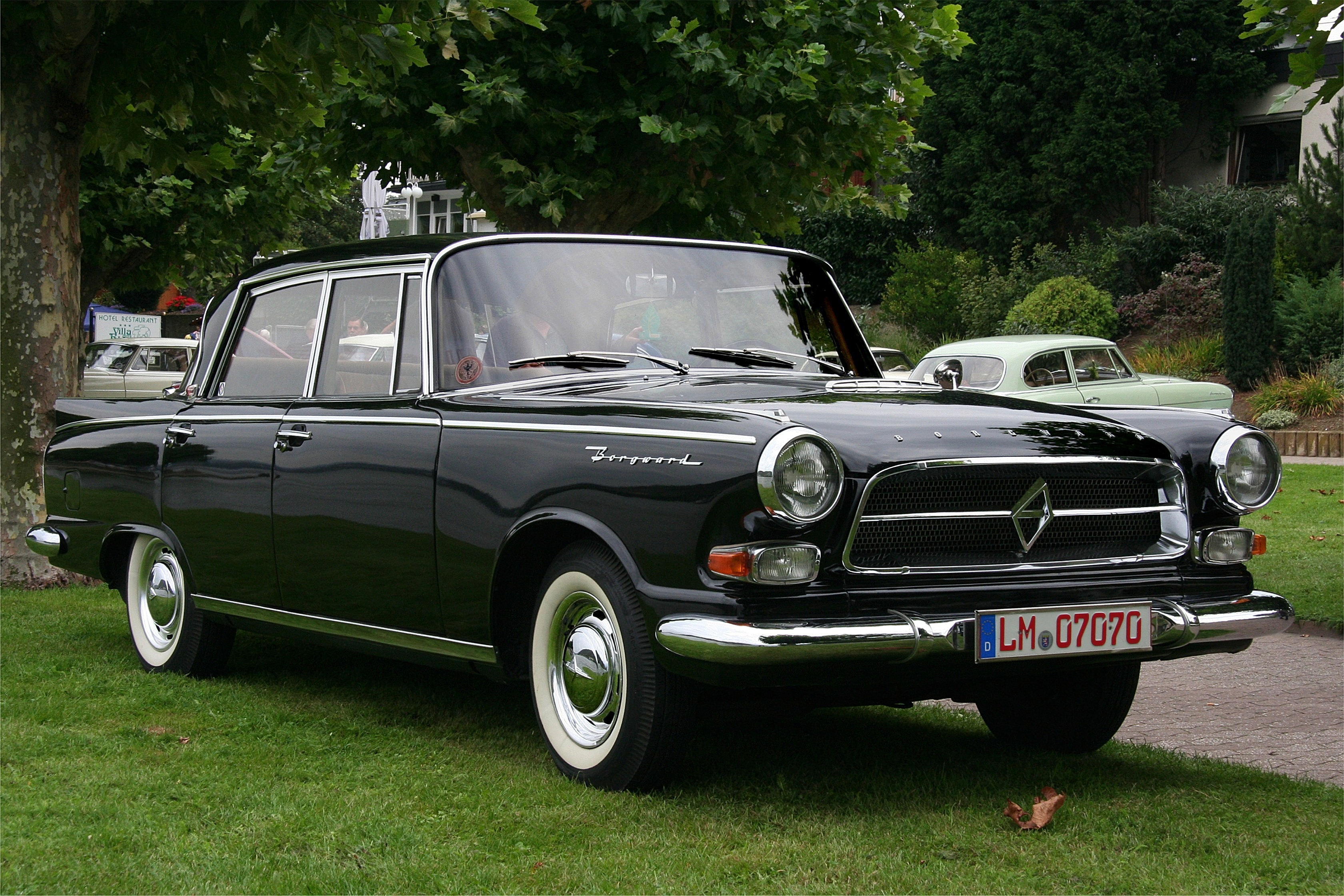
Borgward P 100 (1961)
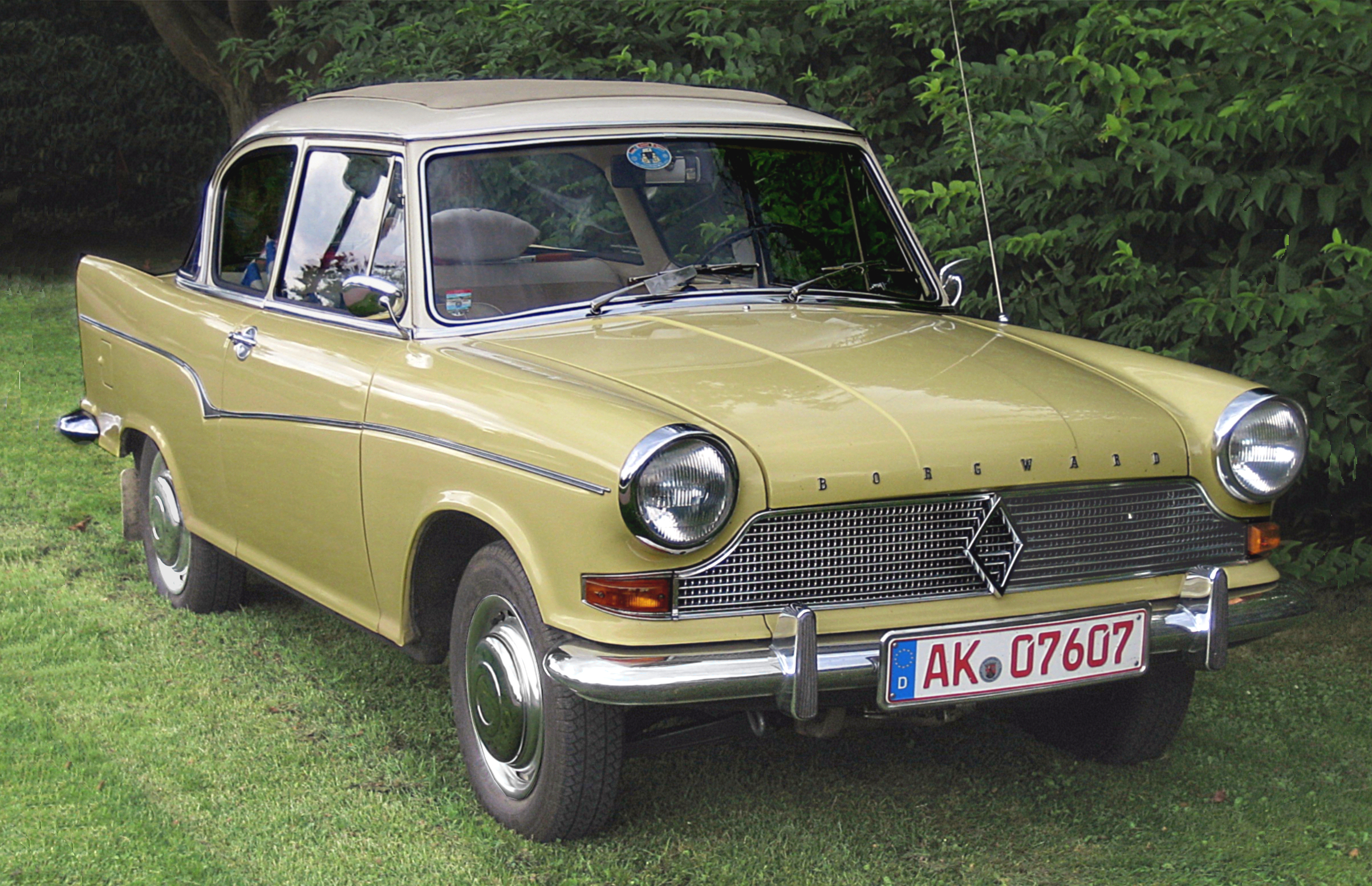
Borgward Arabella de Luxe (1961)

### Lkw
Während die Pkw von Borgward, Lloyd, Goliath und Hansa noch heute auf vielen Oldtimertreffen zu sehen sind, ist die Rolle Borgwards als Nutzfahrzeughersteller weniger bekannt. Auch nach dem Krieg wurde Borgward zu einem bedeutenden Produzenten von Kleintransportern und Lkw. Der Borgward B 4500 Allrad wurde von 1953 bis 1961 produziert und war der größte Nachkriegs-Lkw des Herstellers. Er war mit einem Sechszylinder-Viertakt-Wirbelkammer-Dieselmotor ausgestattet, der einen Hubraum von 4997 cm³ hat und eine Leistung von 110 PS (81 kW) bei 2800/min erreicht. Neben den klassischen Haubenfahrzeugen wurden von 1957 bis 1961 auch moderne Frontlenker produziert. Die Dieselmotoren der Fahrzeuge stammten aus eigener Fertigung. Als erfolgreich erwiesen sich auch Drei- und Vierradtransporter, die unter dem Namen Goliath vertrieben wurden. Feuerwehrfahrzeuge von Borgward wurden ebenfalls hergestellt, deren Fahrzeugbasis zum Teil wie beim Borgward B 2000 auch für Militärfahrzeuge genutzt wurde.
Ab 1953 ersetzten fünf Triebwagen die Dampflokomotiven der Sylter Inselbahn. Die Triebwagen bestanden aus Sattelzugmaschinen, die Borgward für den Schienenbetrieb auf der meterspurigen Strecke umgebaut hatte, und Aufliegern und Anhängern für den Personentransport, die bei der Sylter Verkehrsgesellschaft in Westerland gebaut wurden. Die Leichttriebwagen waren bis Ende des Jahres 1970 auf Sylt im Einsatz.
Folgende Lkw-Modelle wurden hergestellt:
- Borgward B 1000
- Borgward B 1250
- Borgward B 1500 / B 511
- Borgward B 1500F / B 611 (Frontlenker)
- Borgward B 2000
- Borgward B 2500 / B 522
- Borgward B 622 (Frontlenker)
- Borgward B 3000
- Borgward B 4000 / B 533 / B 544
- Borgward B 4500 / B 555
- Borgward B 655 (Frontlenker)

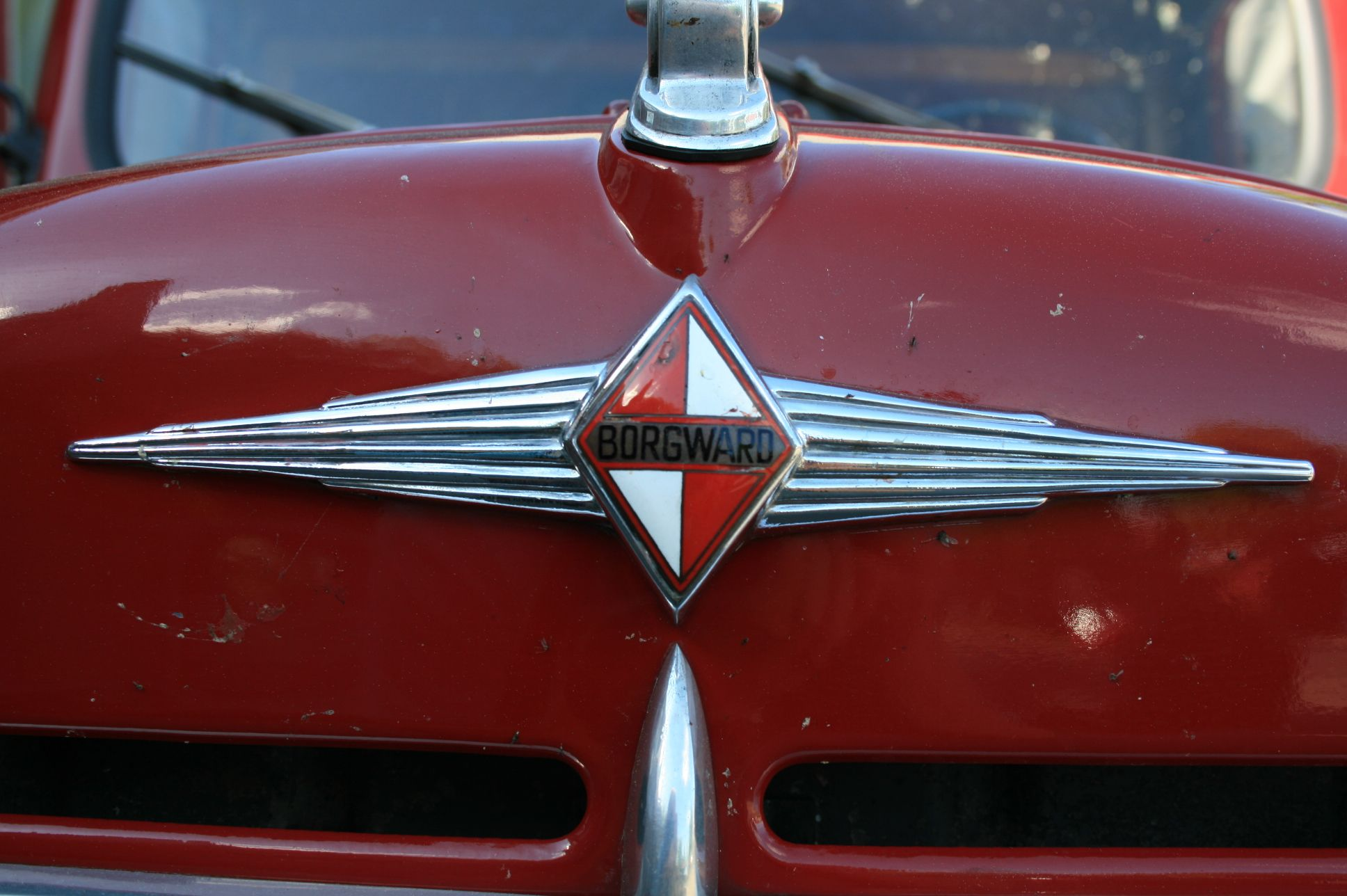
Firmenlogo beim Lkw Borgward B 2500
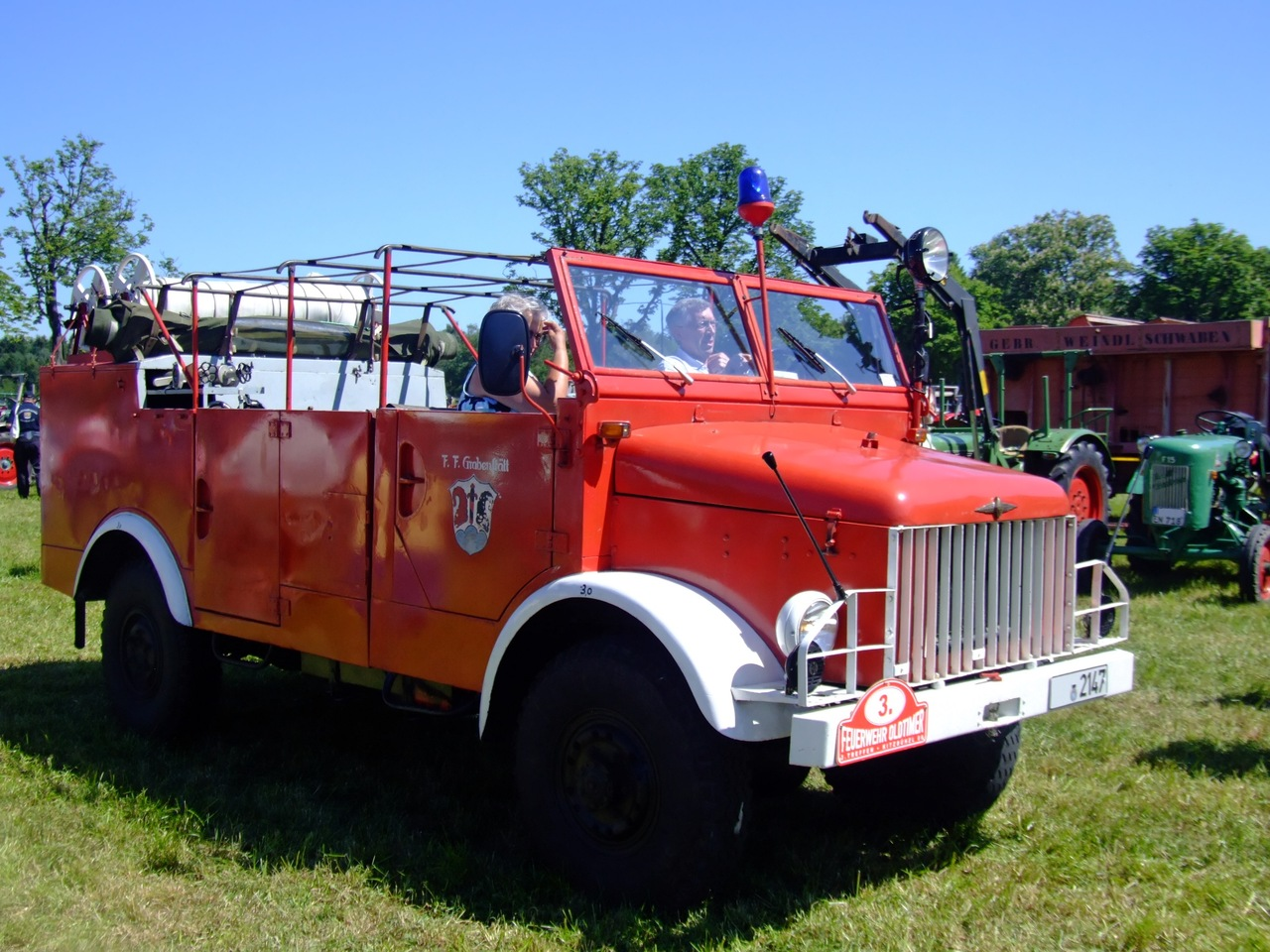
Borgward B 2000 Löschfahrzeug (1958)
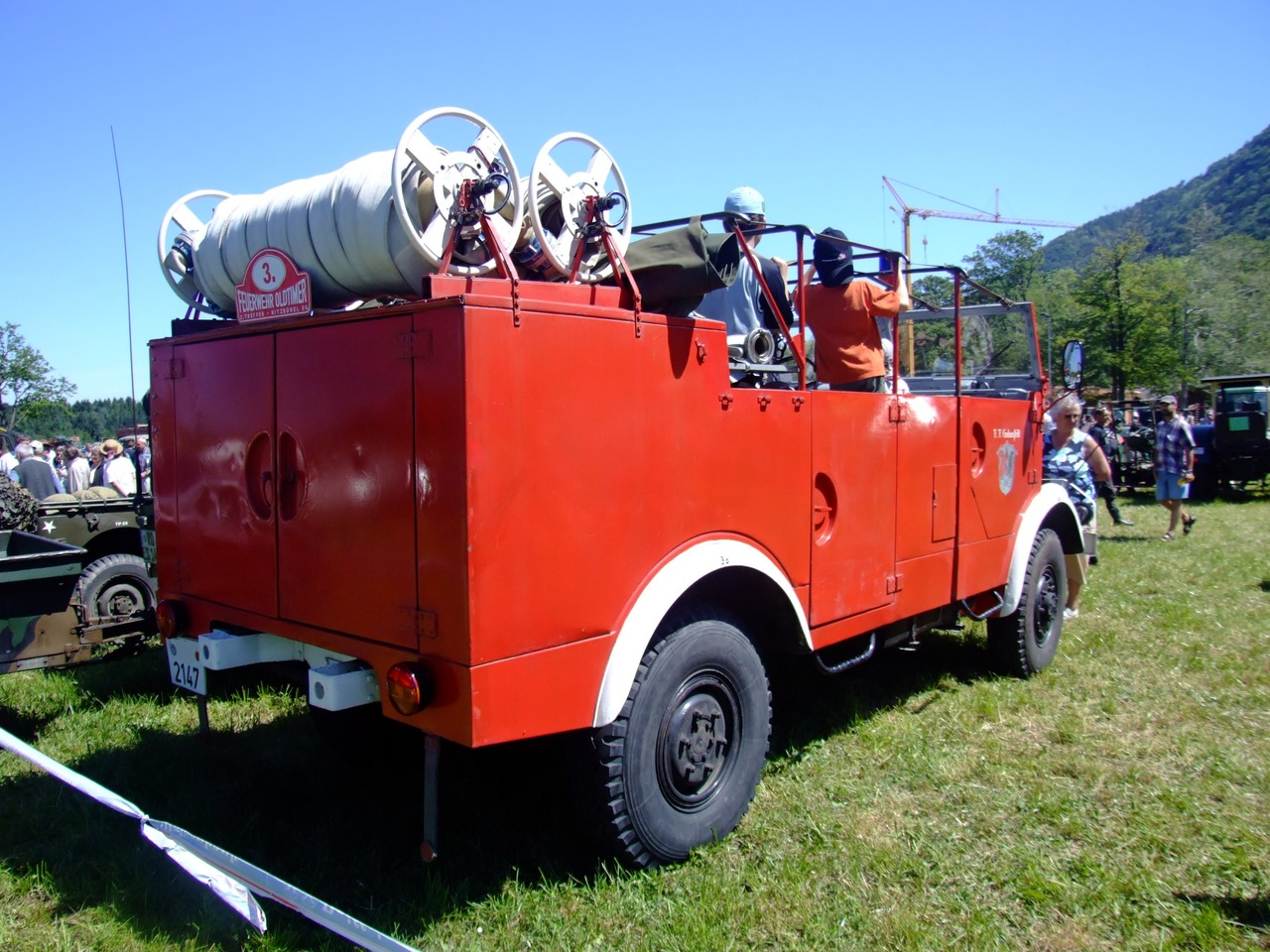
Borgward B 2000 Löschfahrzeug (1958)
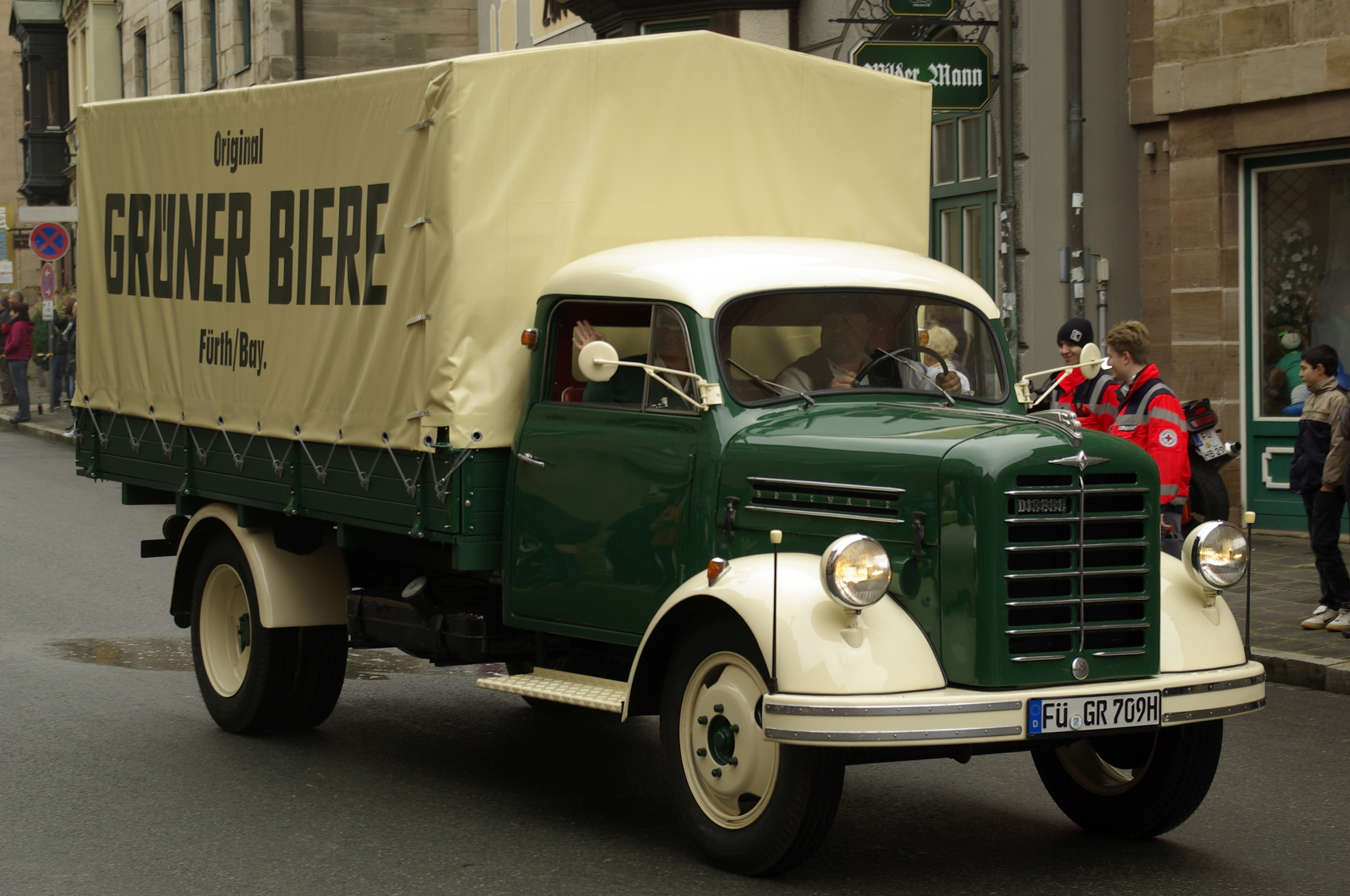
Borgward B 2500 Pritschen-Lkw mit Plane (1959)
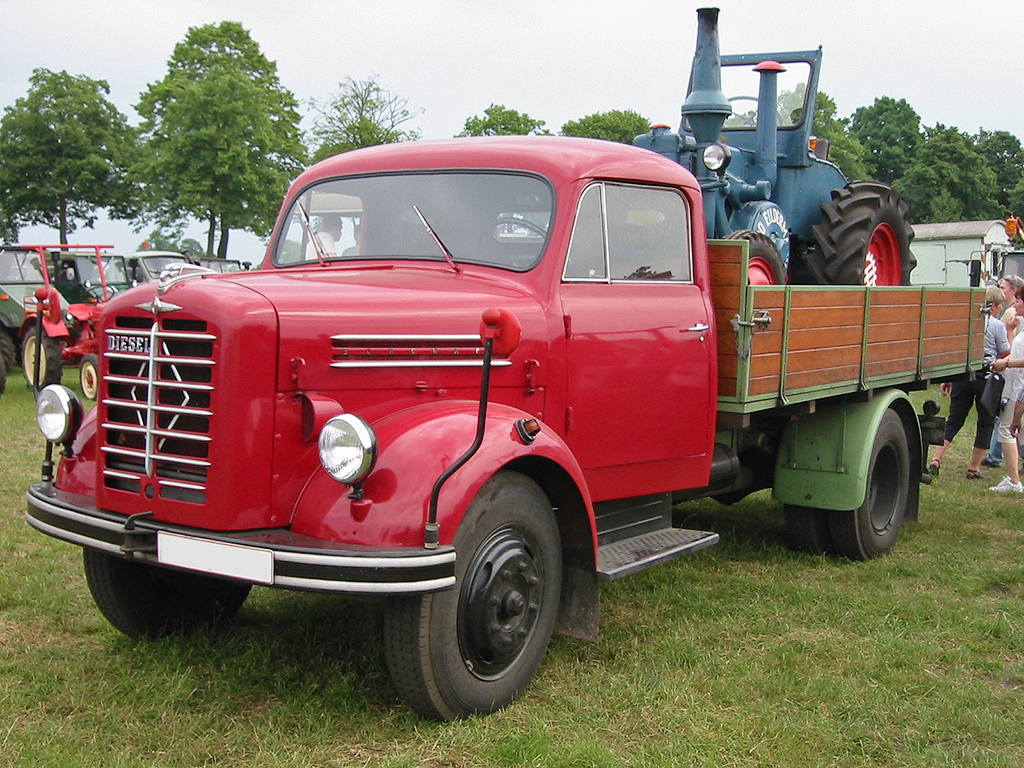
Borgward B 4500 (1957)
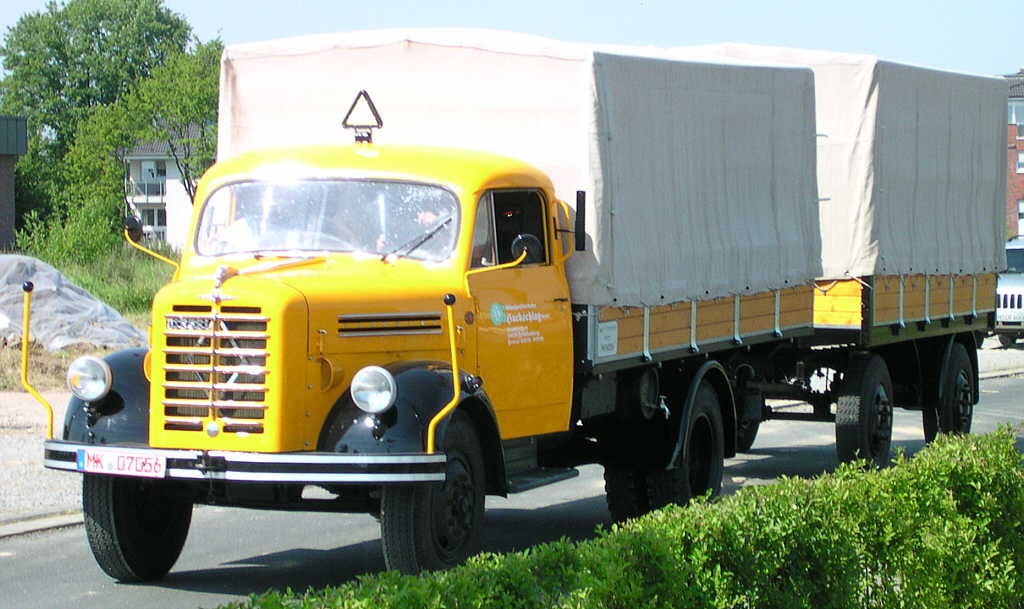
Borgward B 4500 (1957)
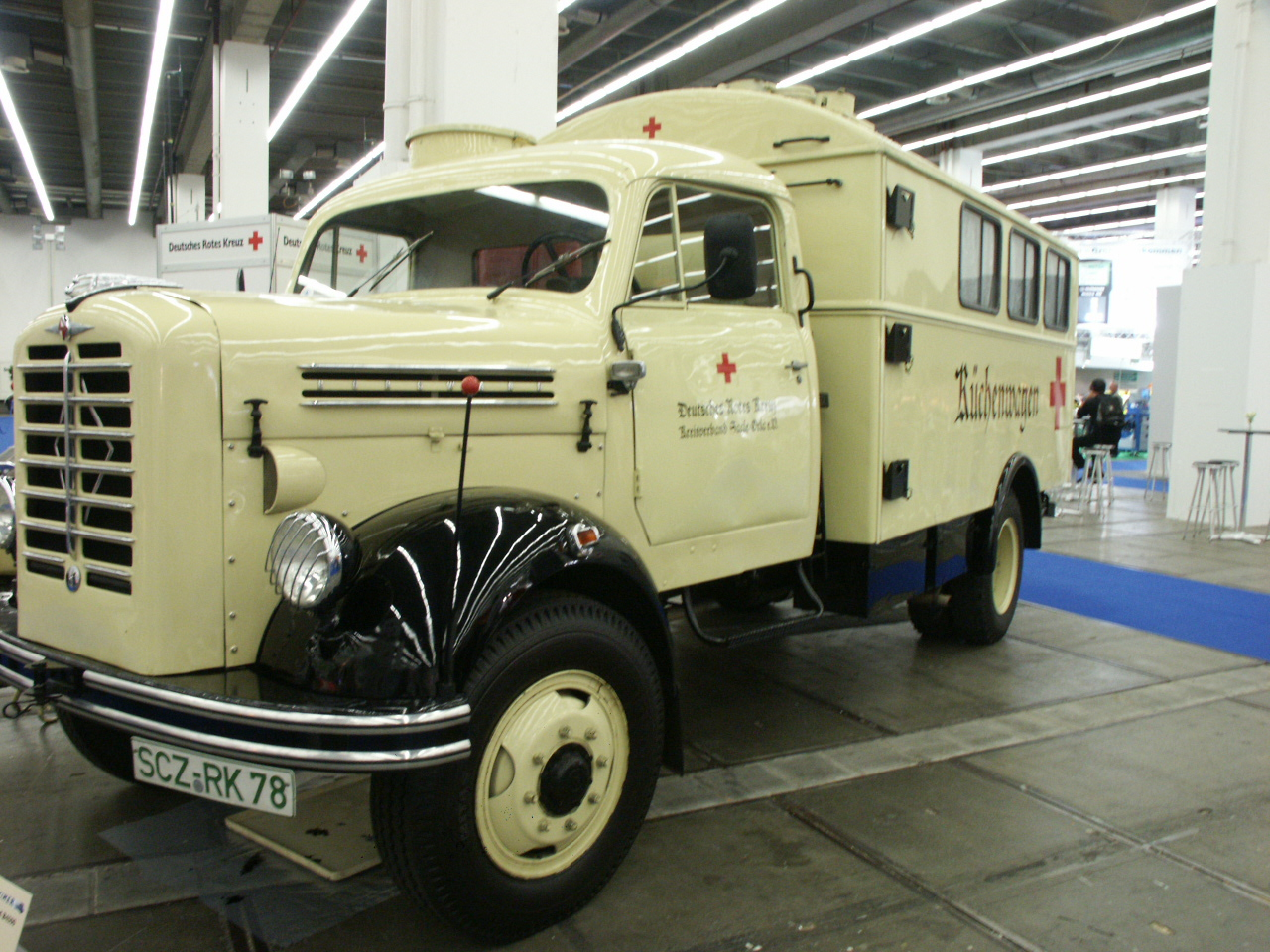
Borgward B 4500 A Küchenwagen (1958)
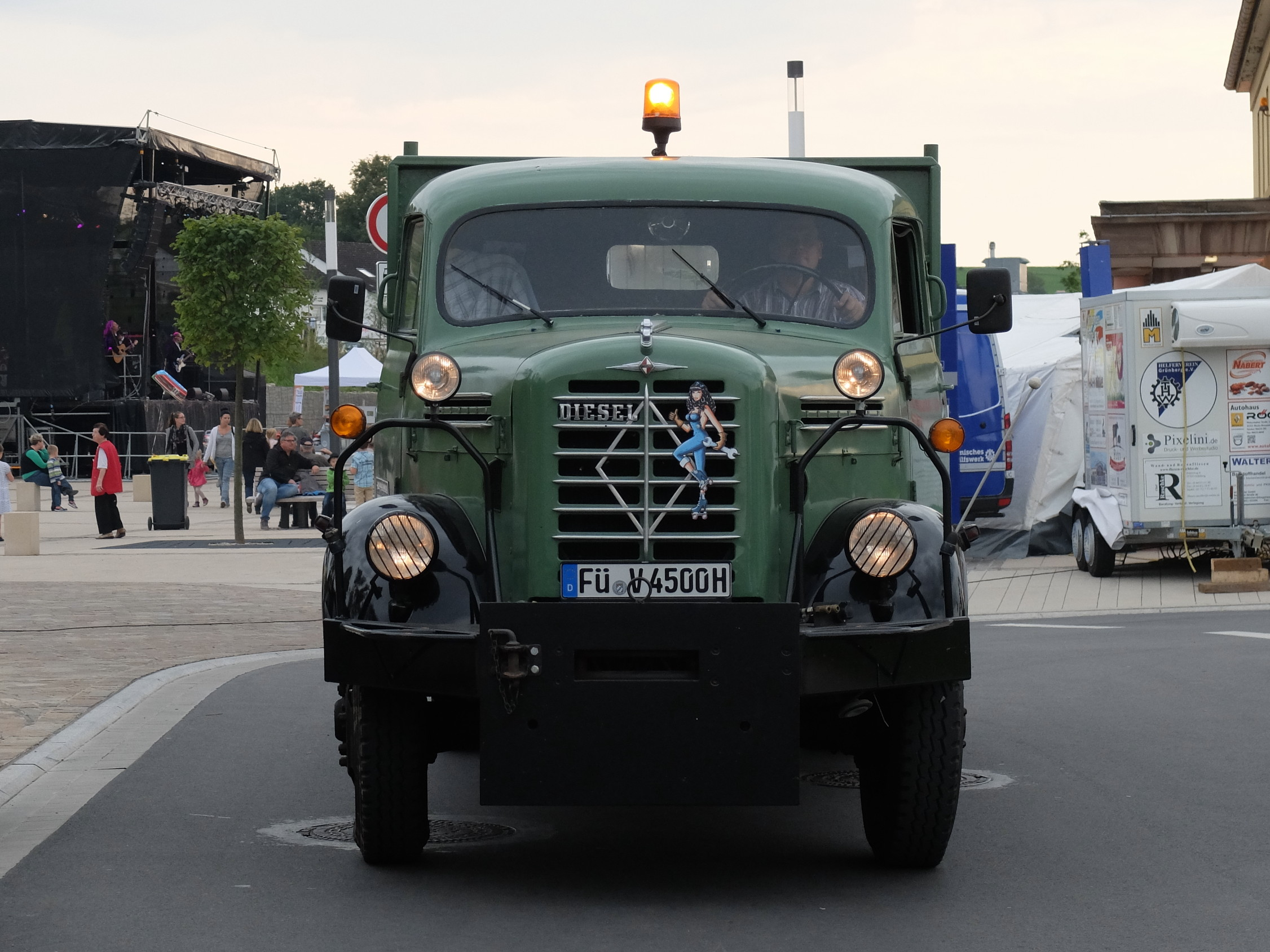
Borgward B 4500
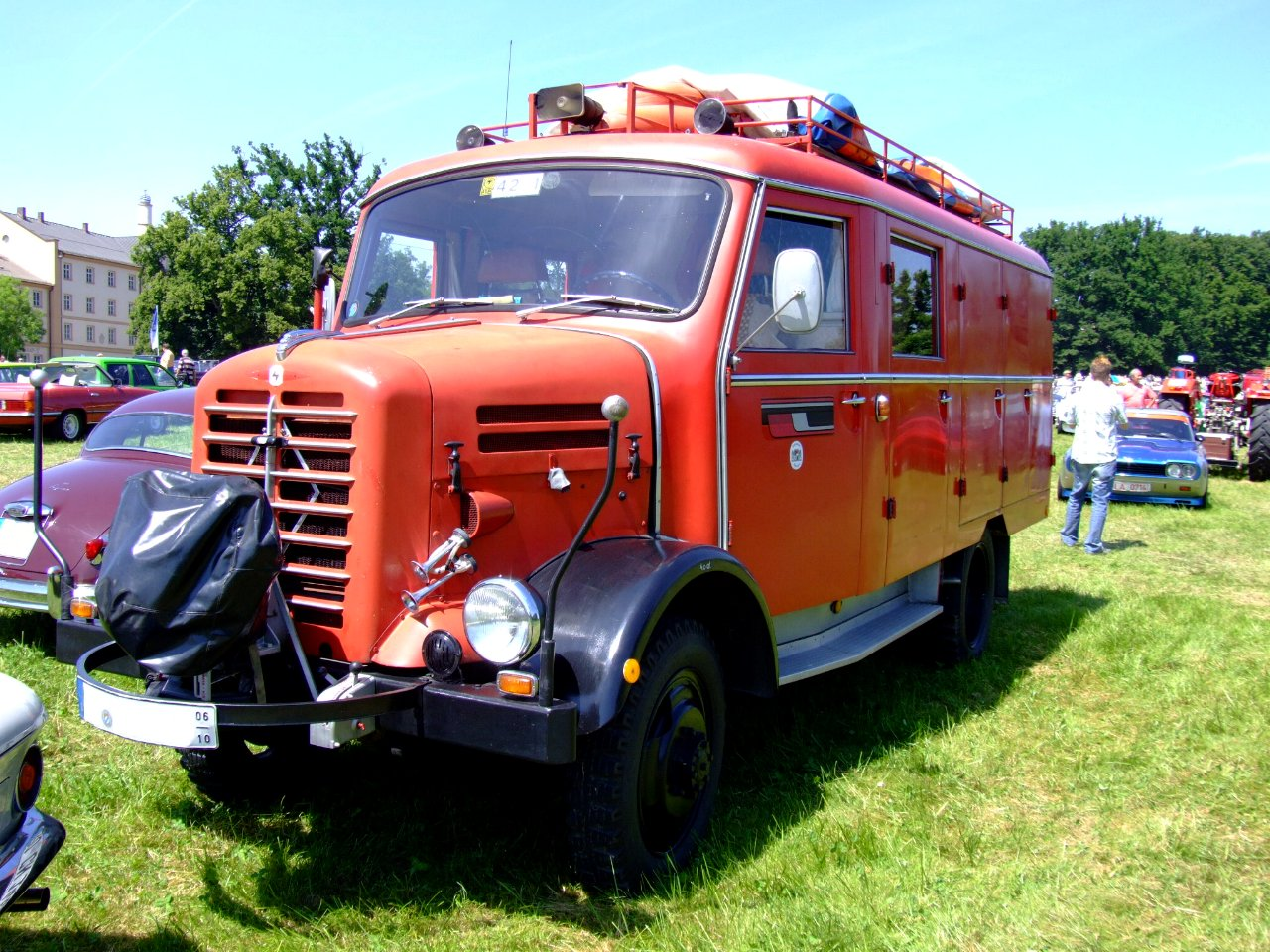
Borgward B 522 A/O Feuerwehr
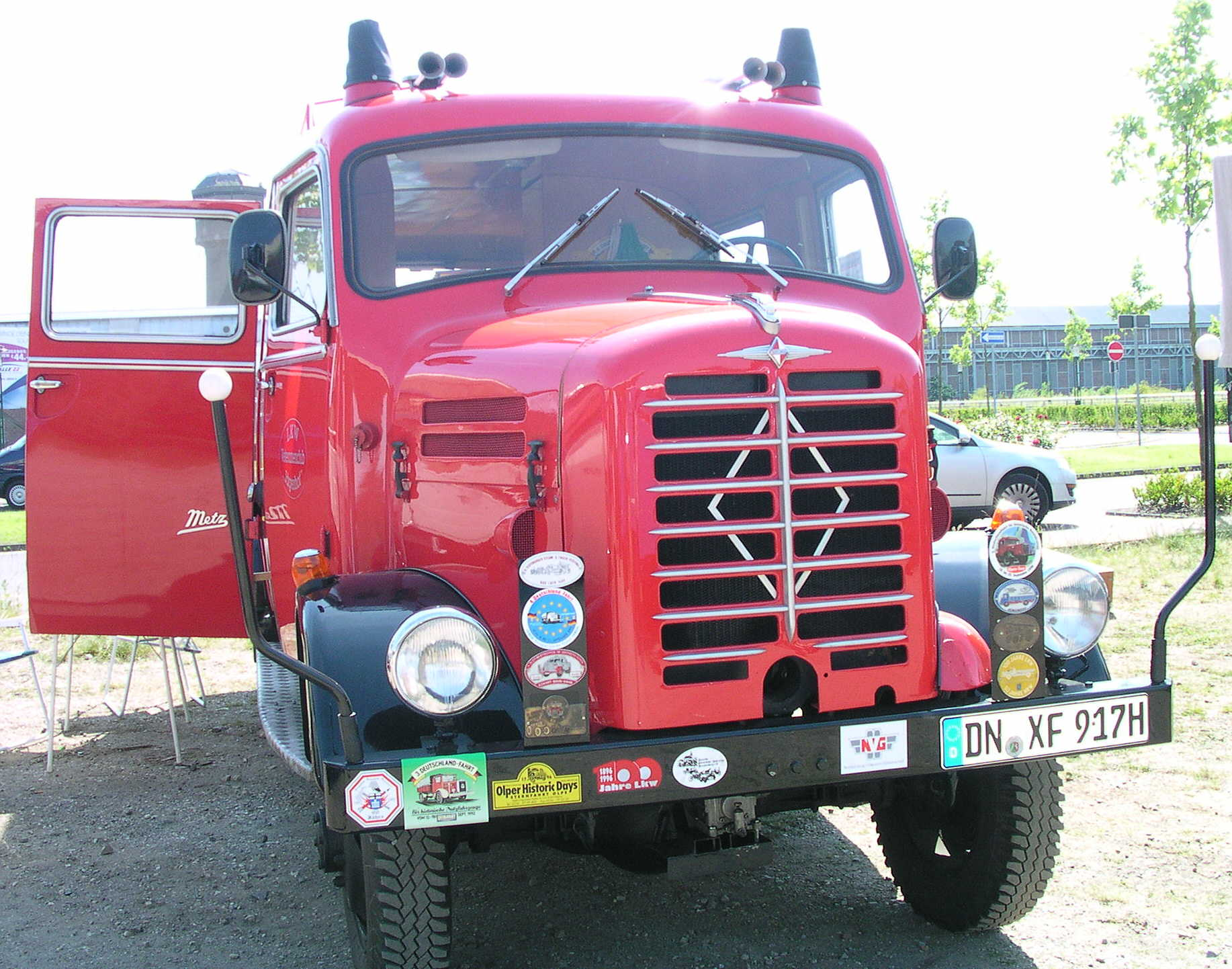
Borgward B 522 A/O Feuerwehr (1961)
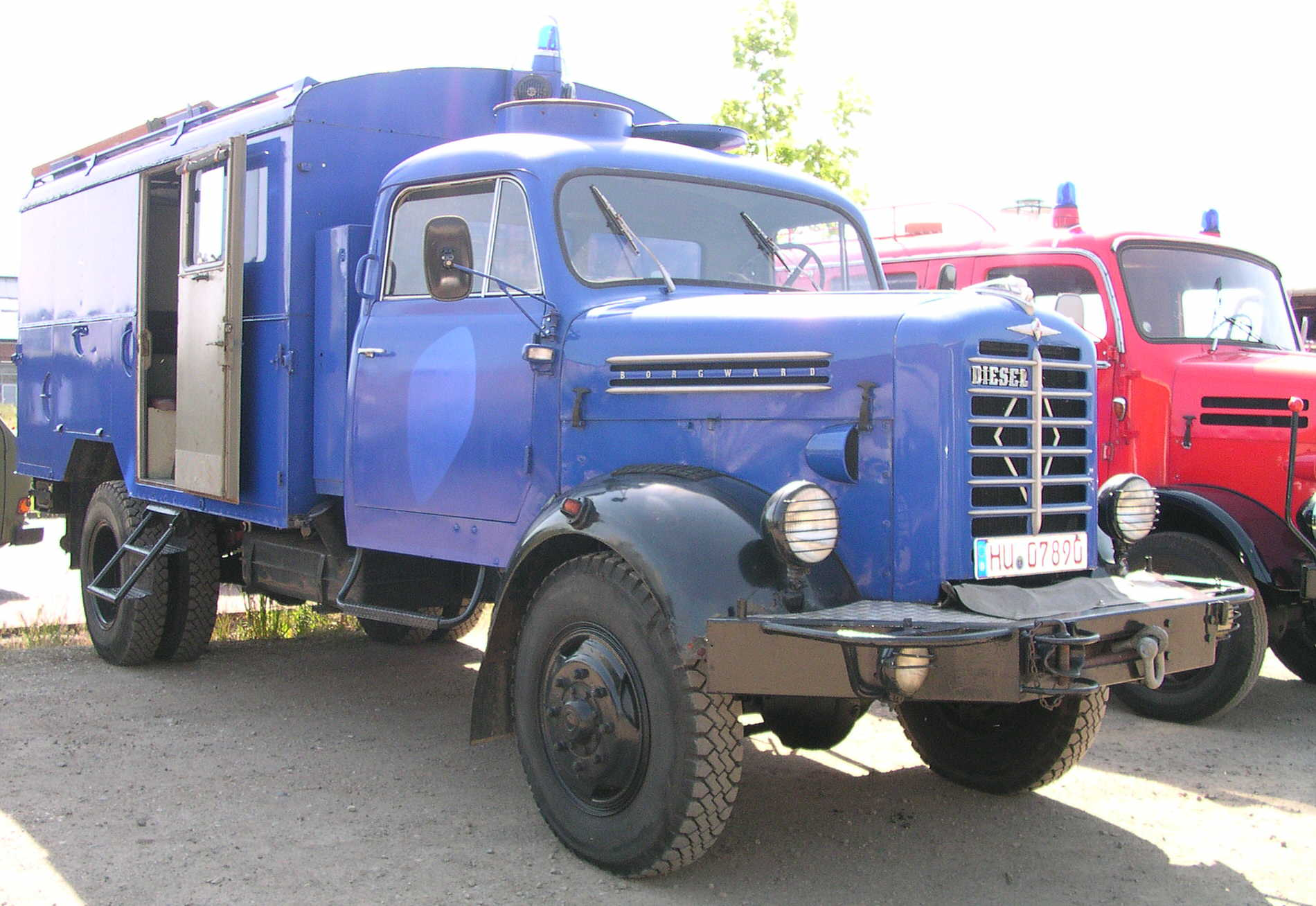
Borgward B 555 A als Gerätekraftwagen (GKW) des THW
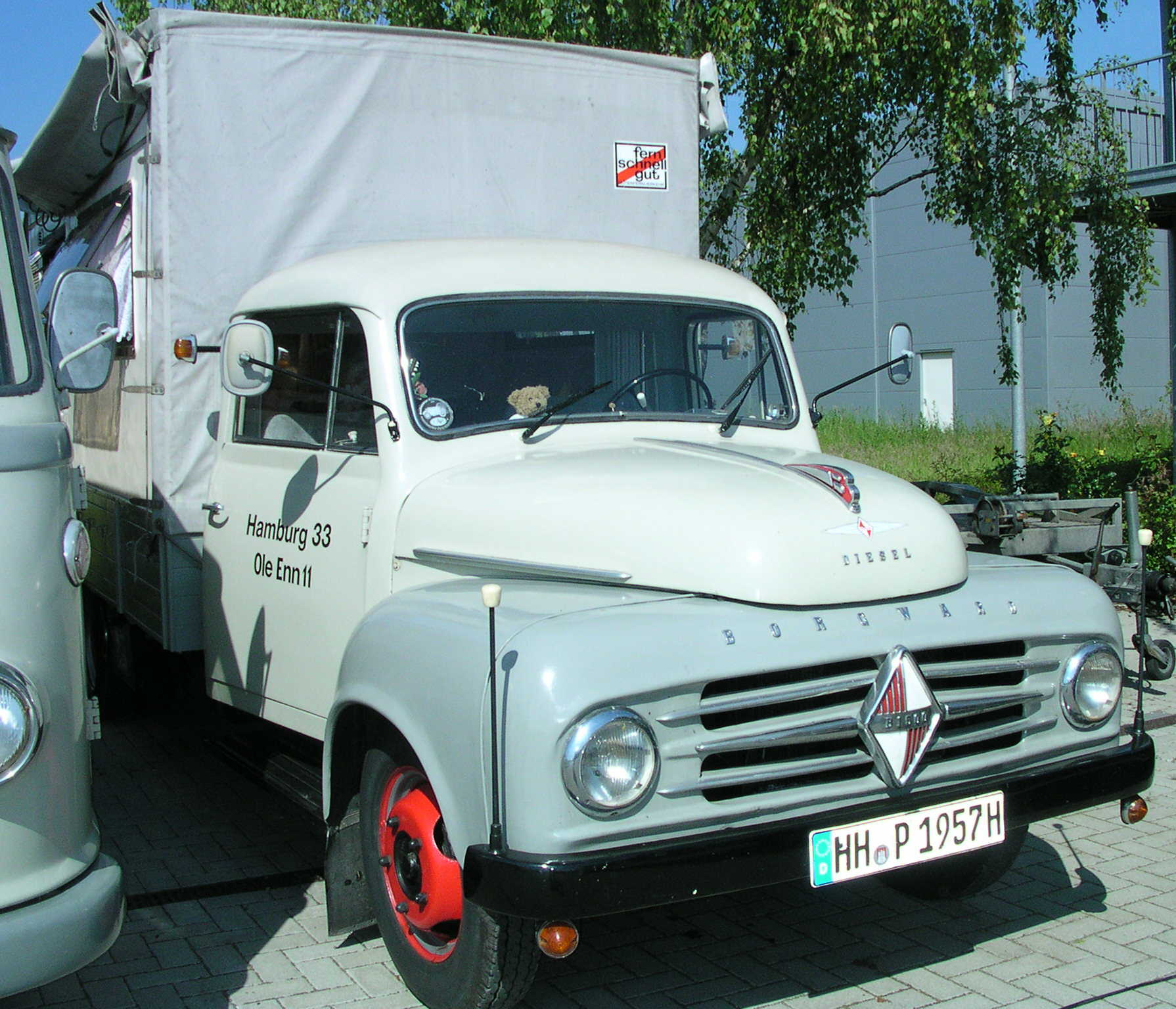
Borgward B 1500 bzw. B 511D, 1,6-Tonner
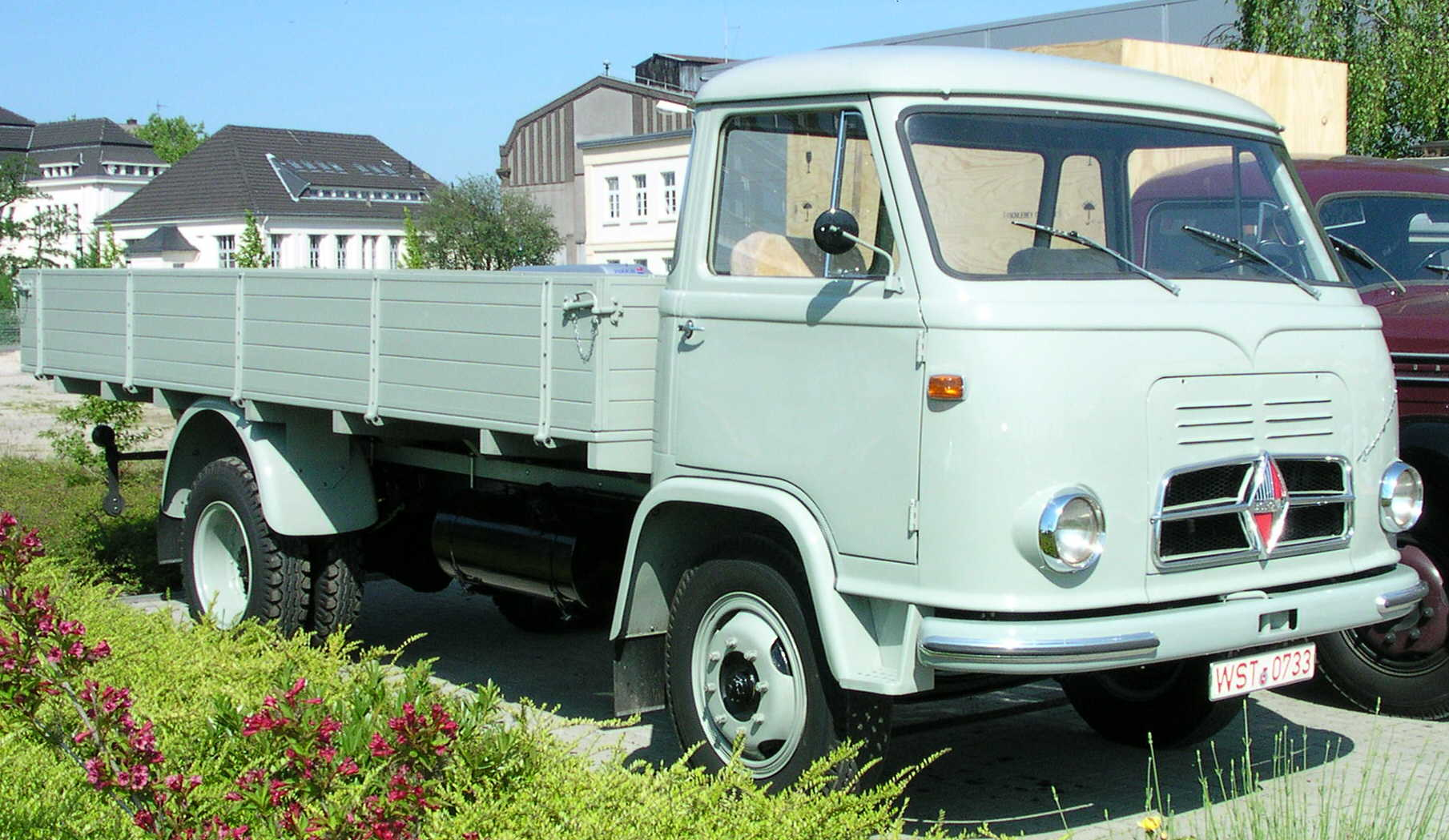
Borgward B 655, 5-Tonner
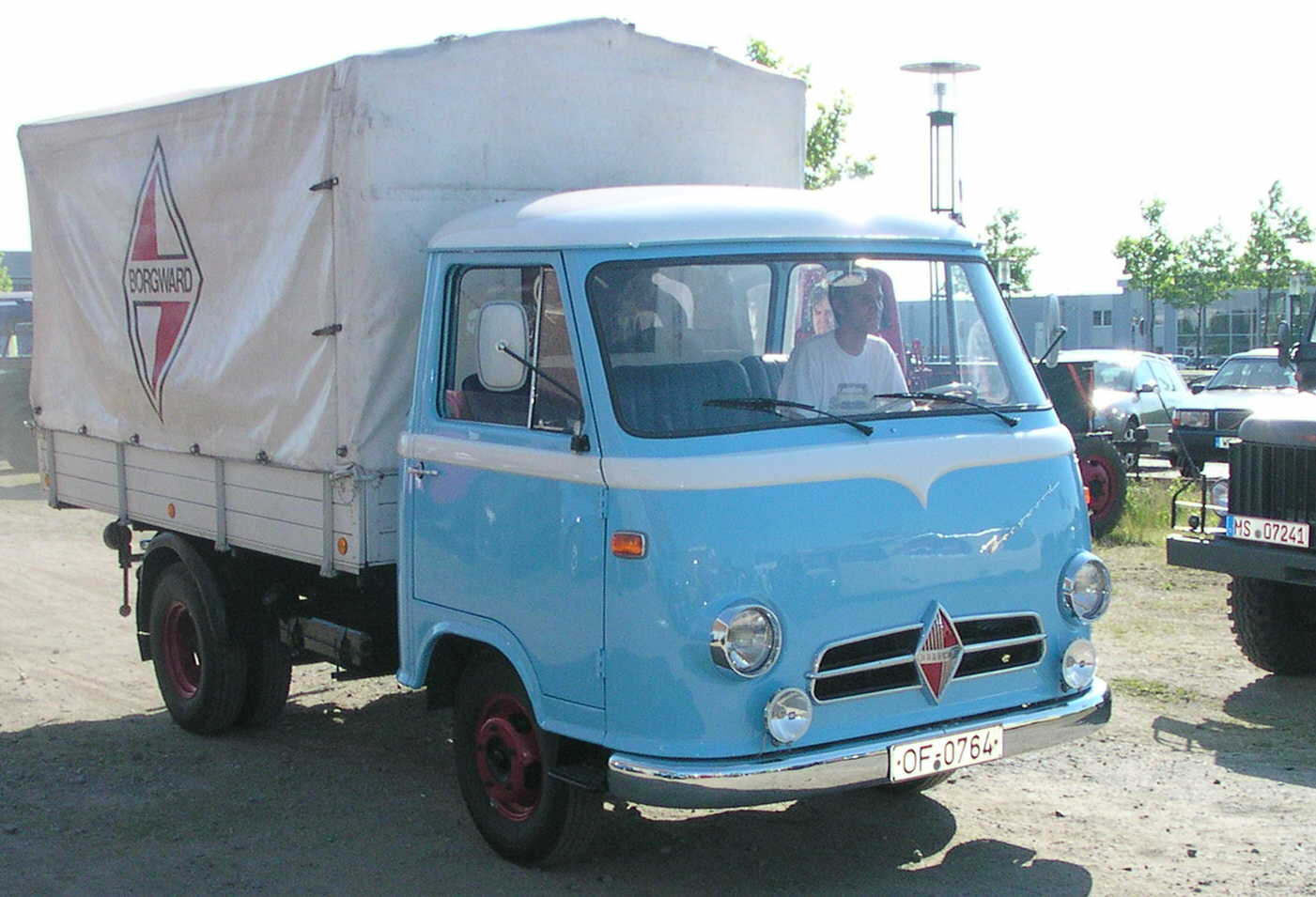
Borgward B 611/D, 1,7-Tonner (1961)
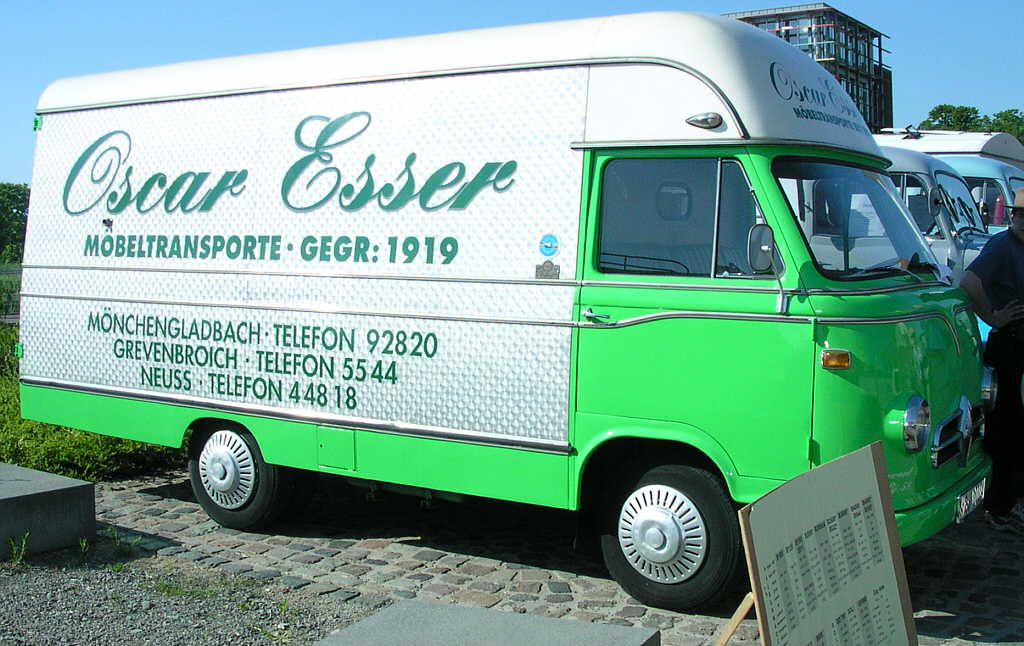
Borgward B 1500 F/D als Möbelwagen (1958)

### Militärfahrzeuge
Borgward wurde wie etliche Fahrzeughersteller von der Wehrmacht zur Produktion von Militärfahrzeugen herangezogen, was unter anderem mit dem Schell-Plan festgelegt wurde. Danach wurde für Borgward die Produktion von Lkw und Pkw geplant. Darüber hinaus gab es von Borgward einige Sonderfahrzeuge wie Sd.Kfz. 300 oder die Goliath-Panzer sowie Borgward IV, die für Minenräumung und als Ladungsträger von Pionierkräften genutzt wurden.

Bei den Hansa-Lloyd-Werken wurden u. a. Baulose der Halbkettenfahrzeuge der Typen Sd.Kfz. 7 und Sd.Kfz. 11 gefertigt.

Borgward stellte auch nach dem Zweiten Weltkrieg Militärfahrzeuge her. Bekannt wurde insbesondere der Borgward B 2000 A/O, der ab 1956 als Neunsitzer-Kübelwagen zur Kraftfahrzeug-Erstausstattung der Bundeswehr gehörte.

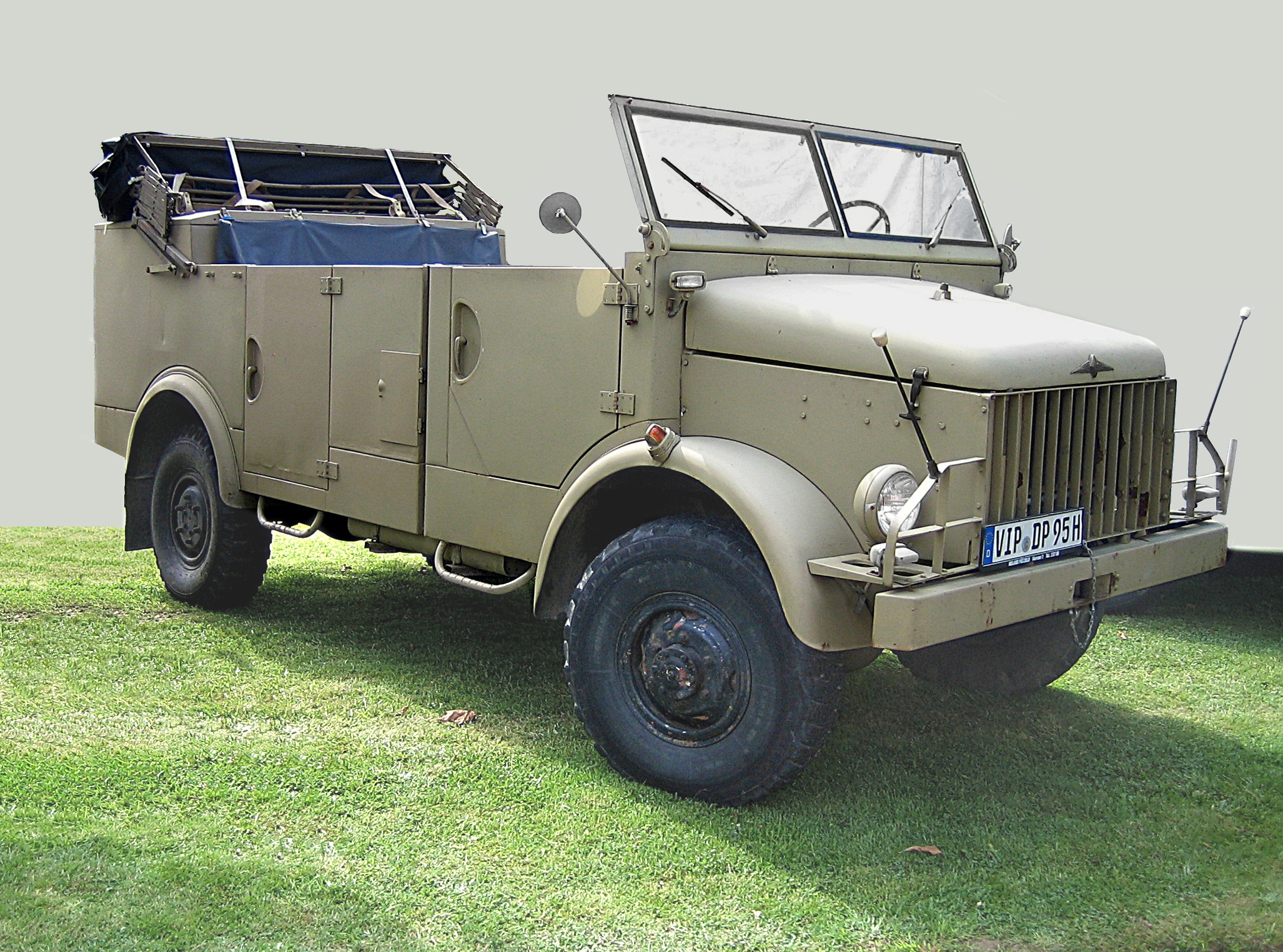
Borgward B 2000 Kübelwagen
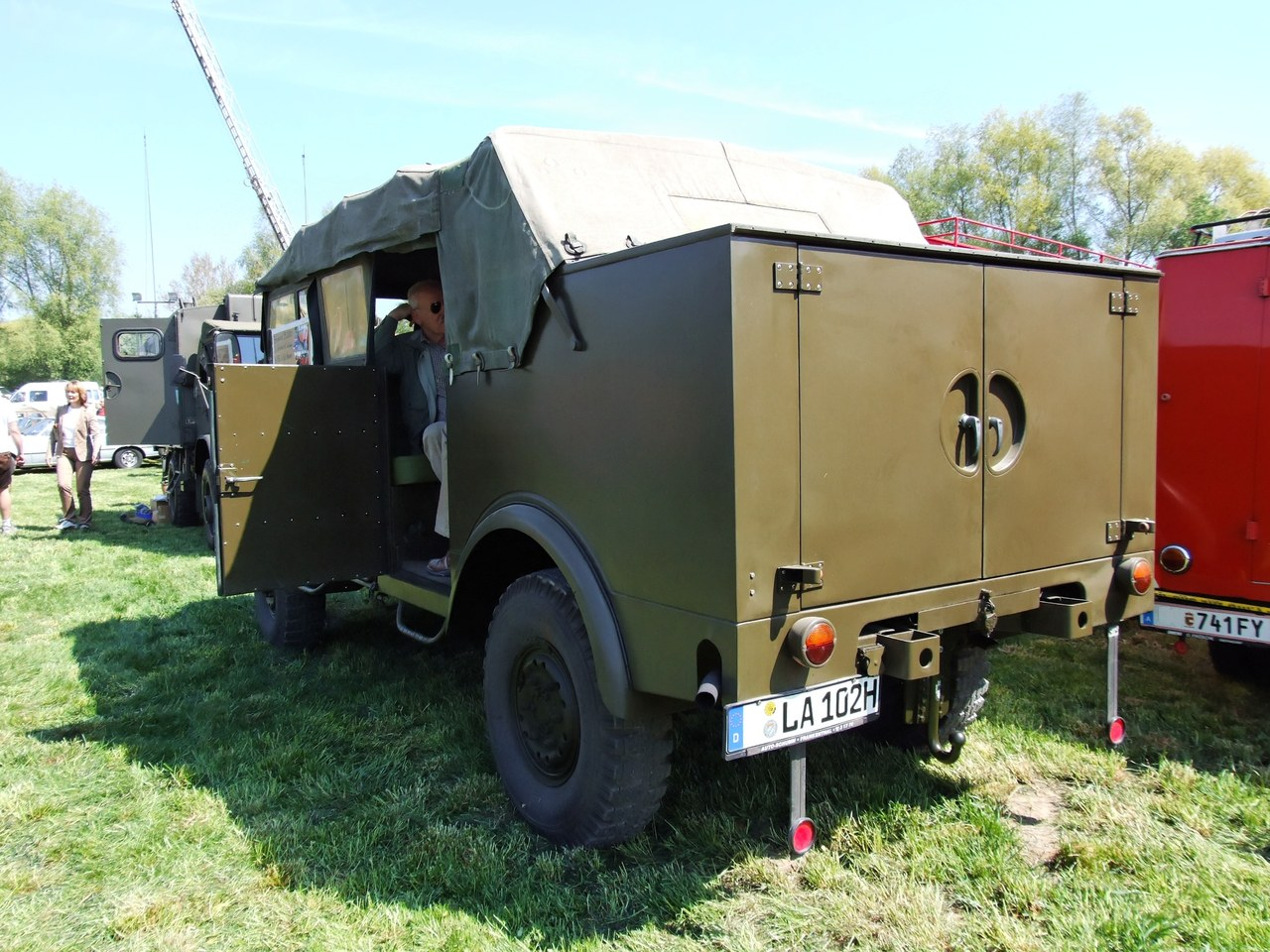
Borgward B 2000 Kübelwagen (1956)
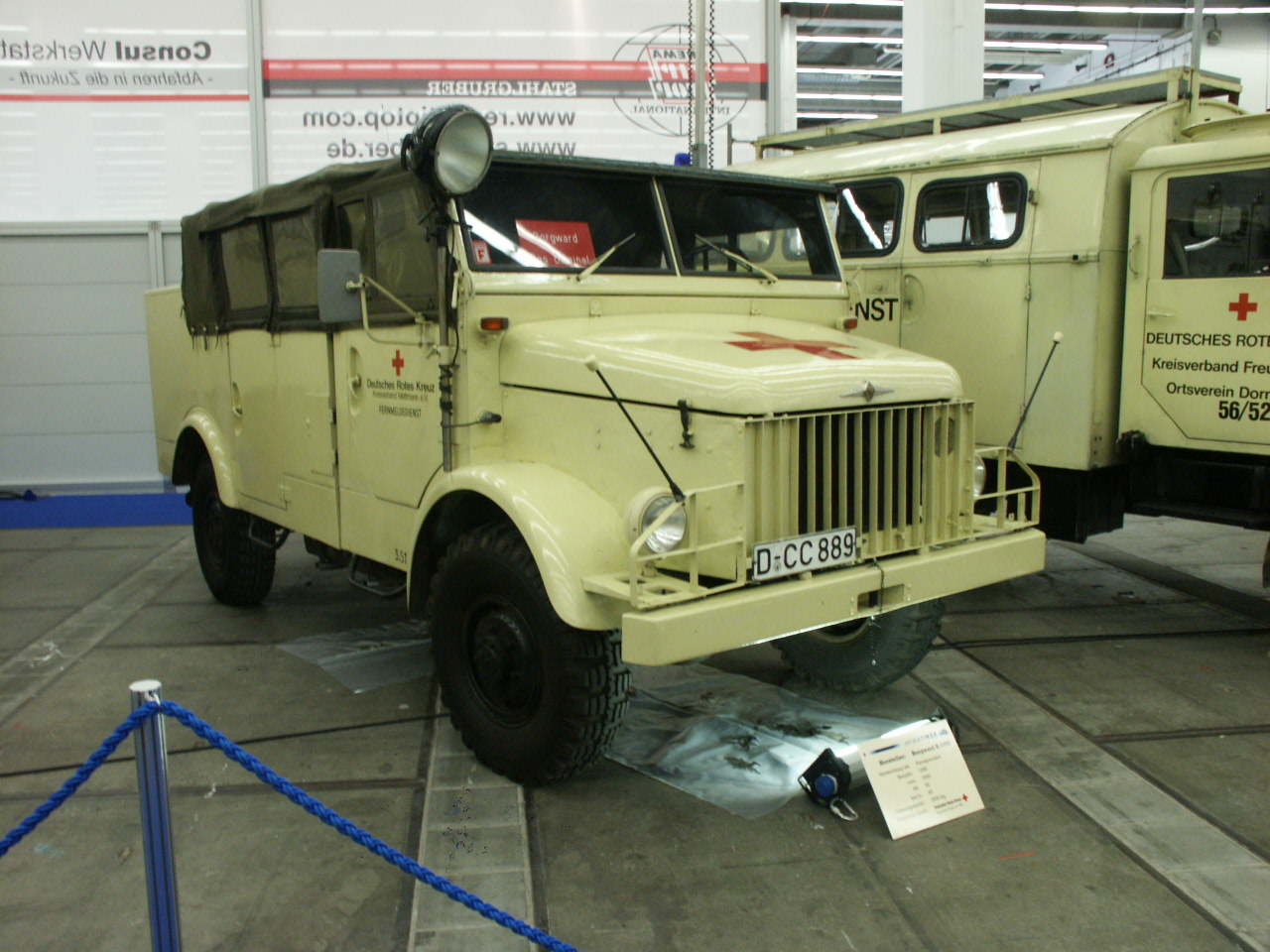
Borgward B 2000 A Fernsprechkraftwagen (1958)
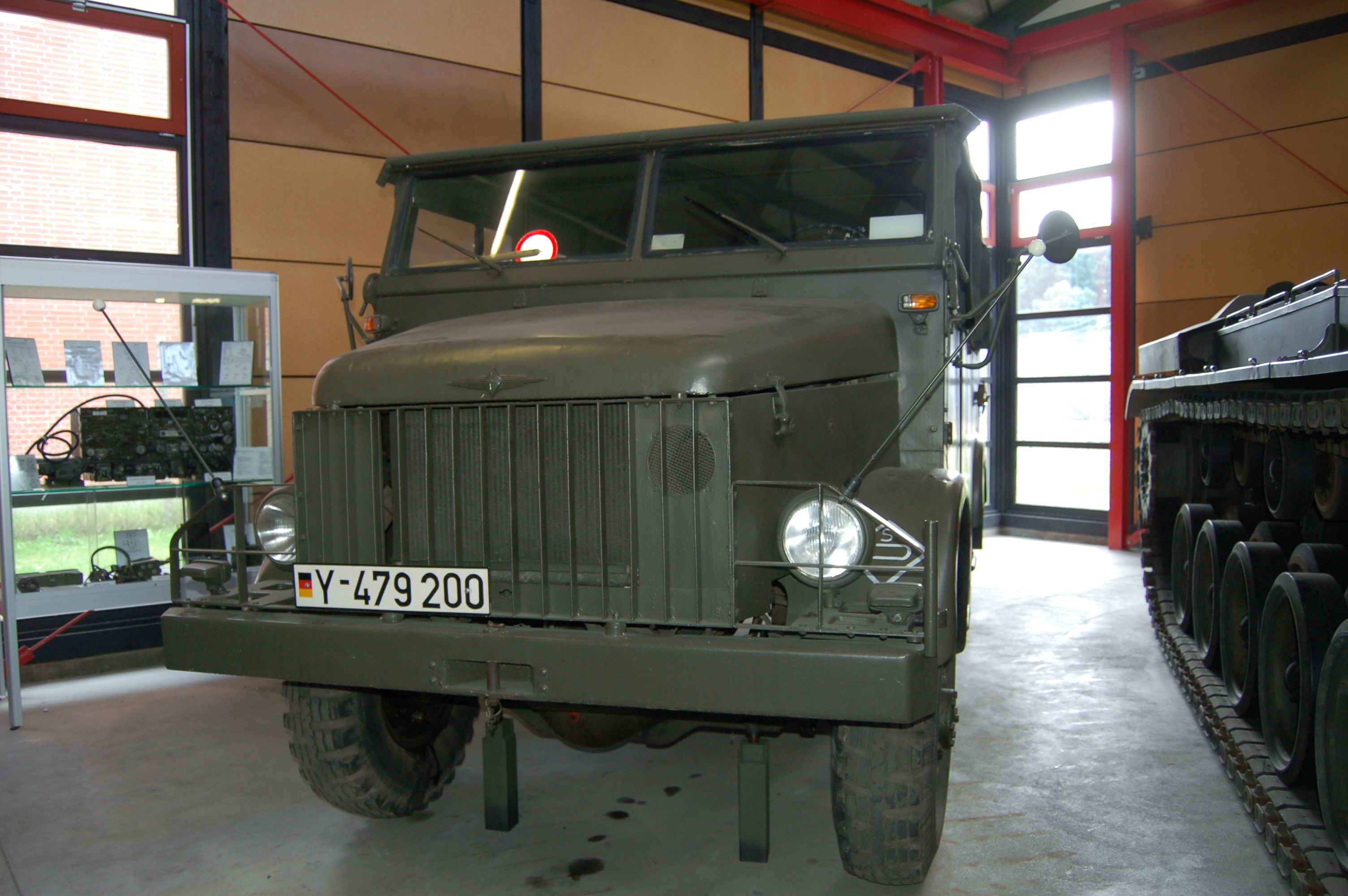
Borgward B 2000 A der Bundeswehr
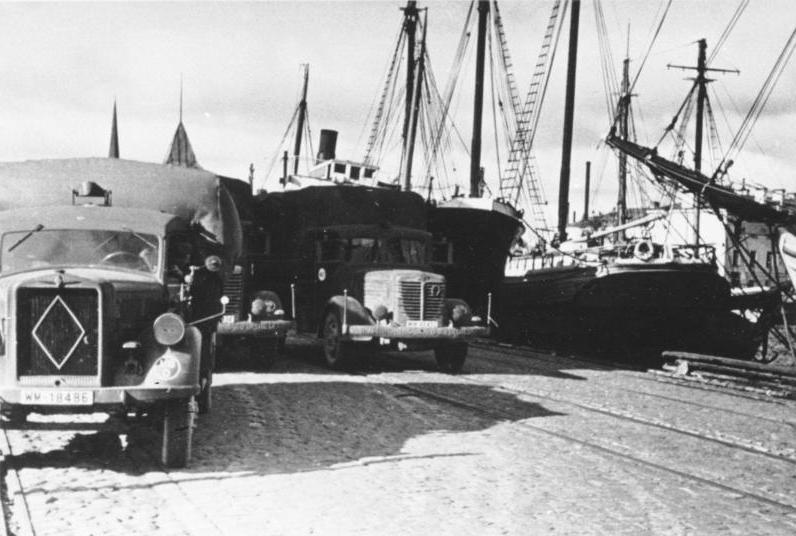
Borgward-Lkw, links, an Kühleremblem und Rhombus am Kühler erkennbar (1941)
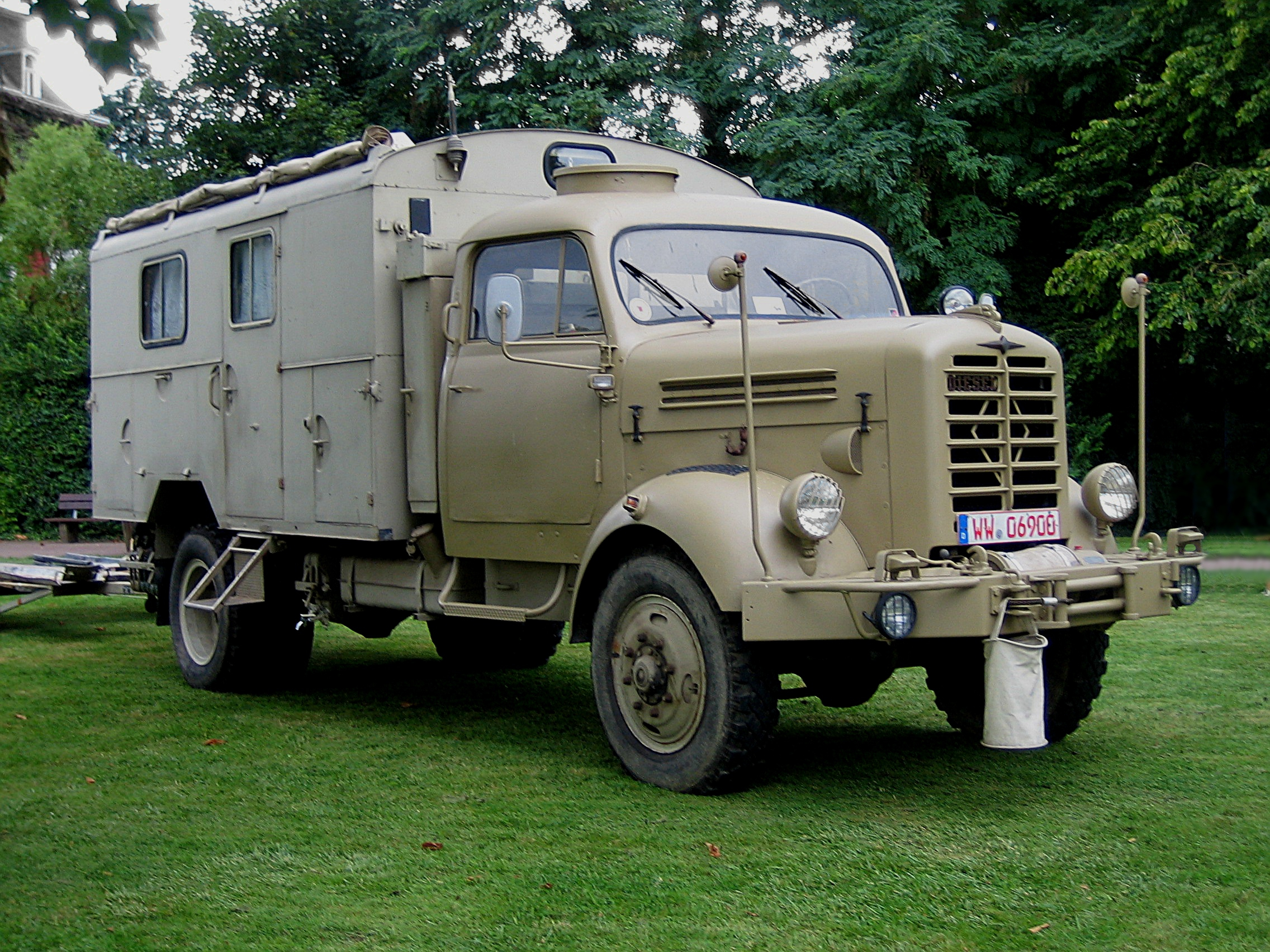
Borgward B 4500 A mit Kofferaufbau der Bundeswehr (1954–1961)
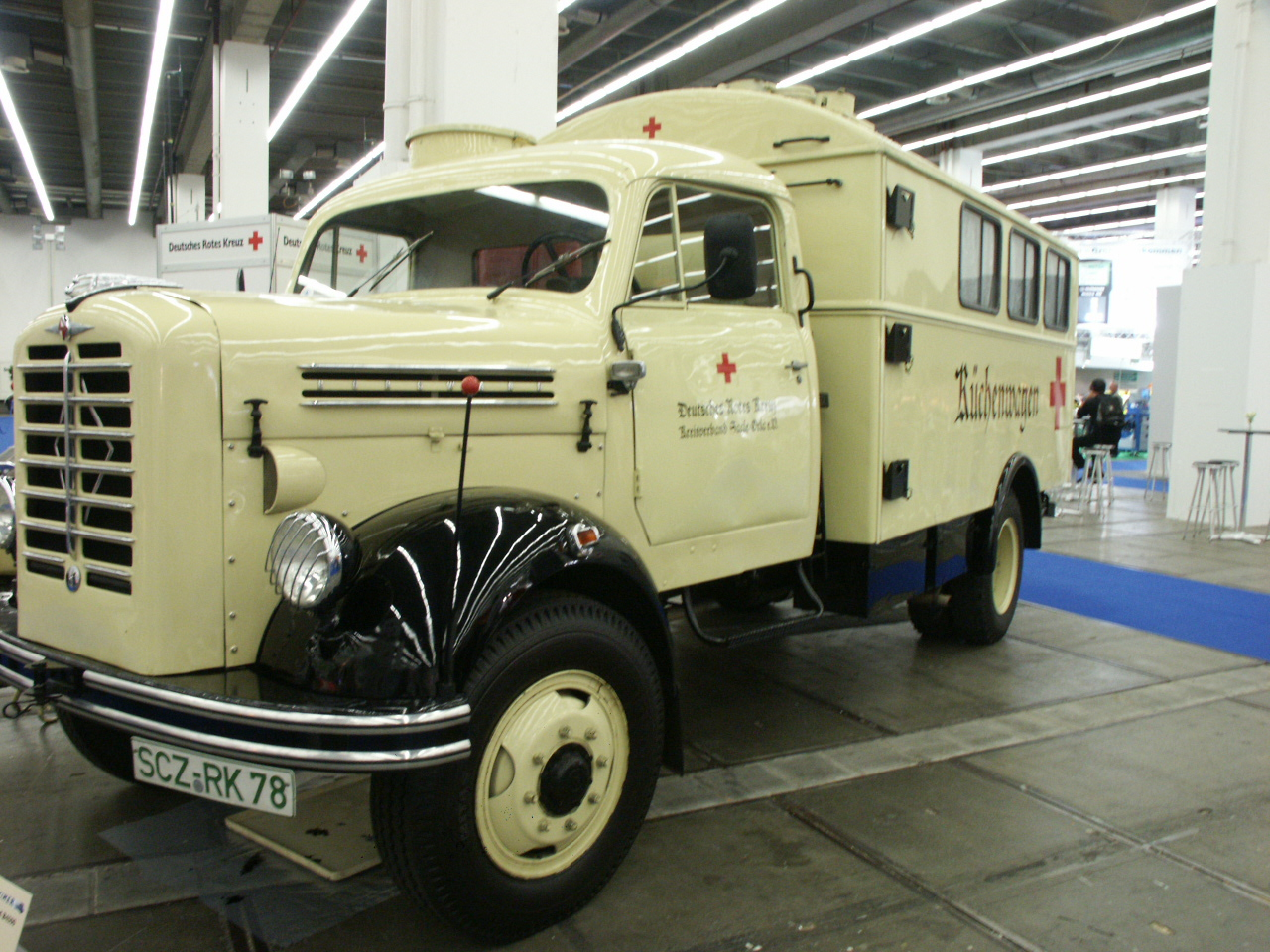
Borgward B 4500 A Küchenwagen (1958)
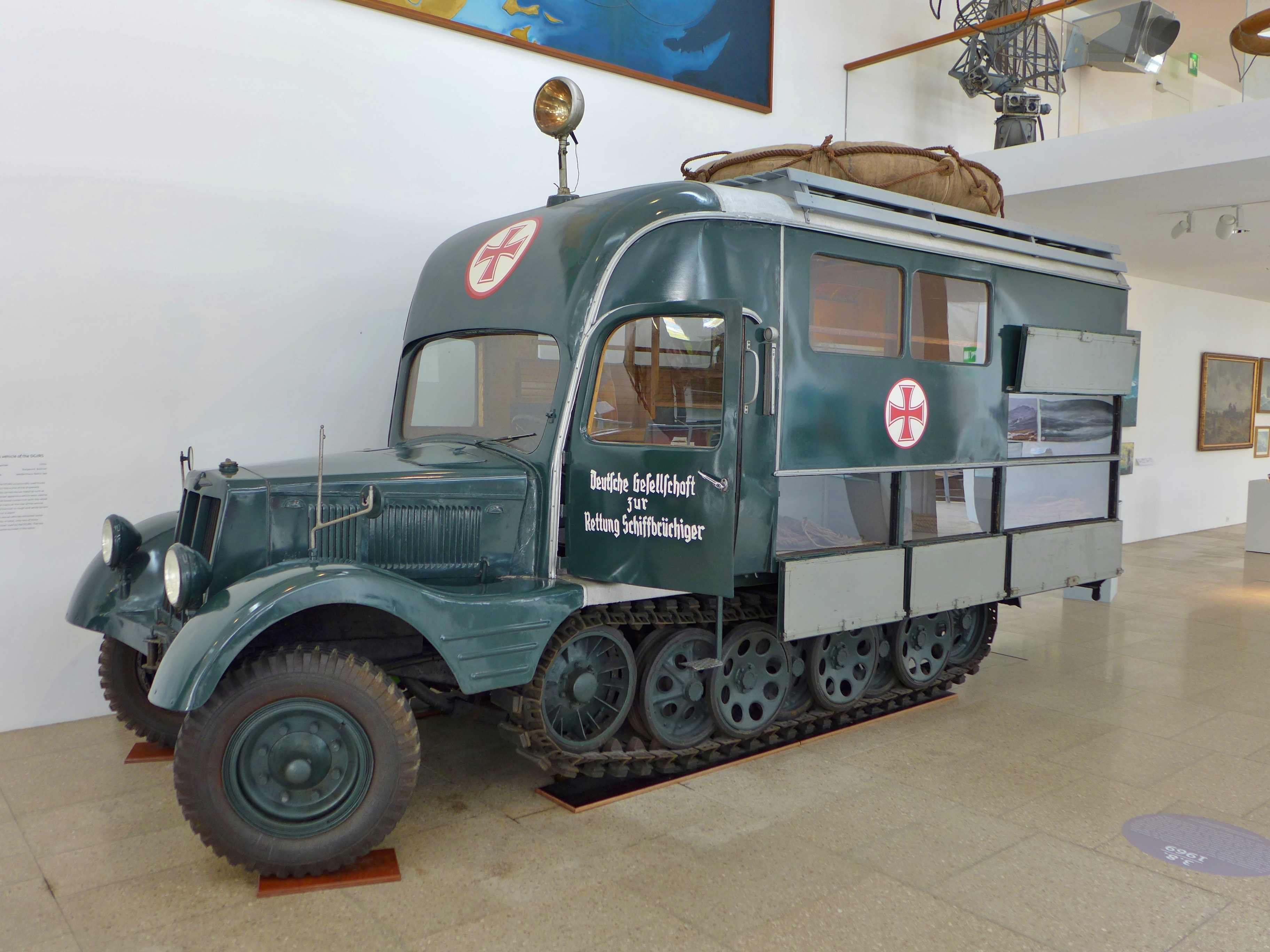
Borgward Sd.Kfz. 7 als Sanitätsfahrzeug
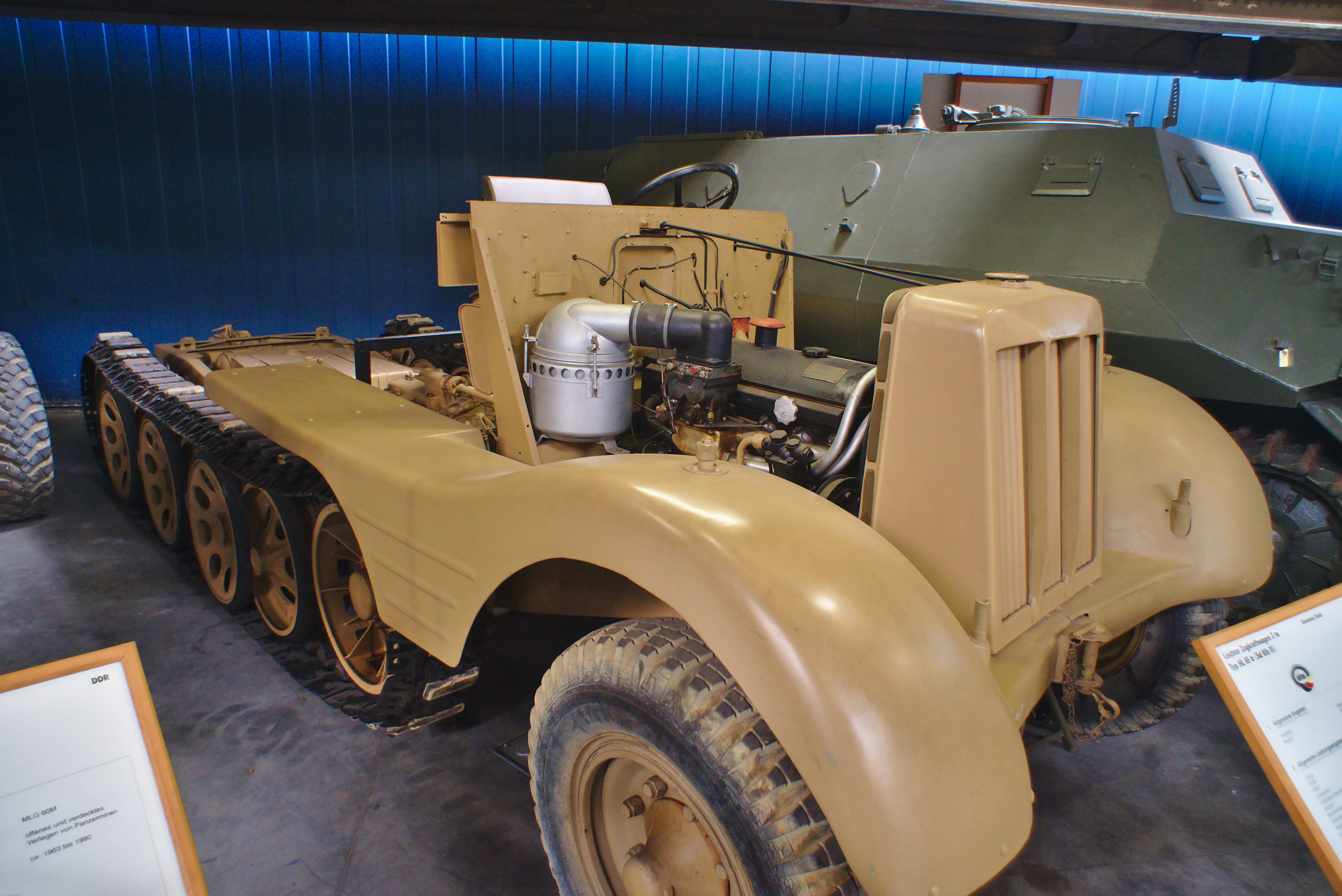
Borgward Sd.Kfz. 11 Fahrgestell
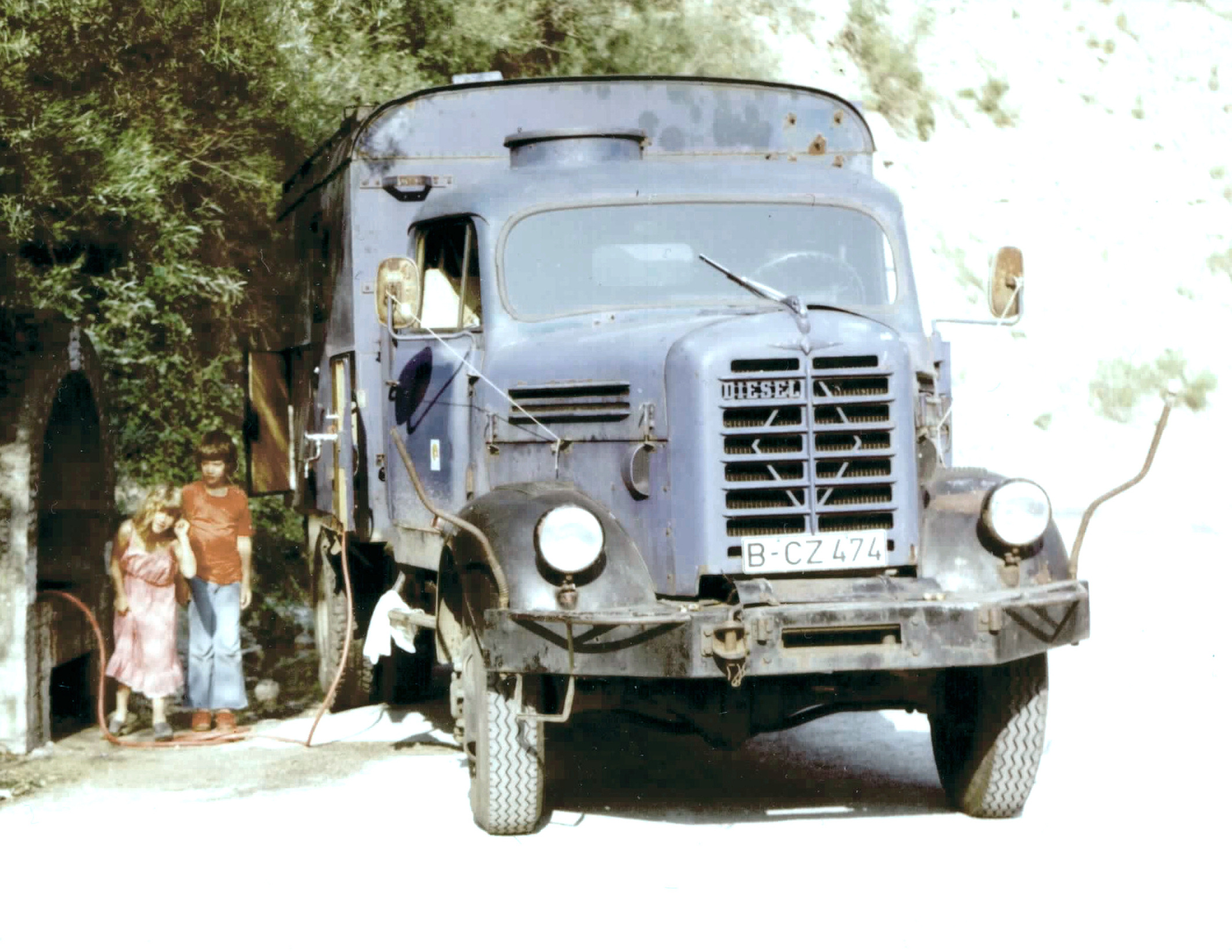
Borgward B555 ehemaliger Militär-Lkw
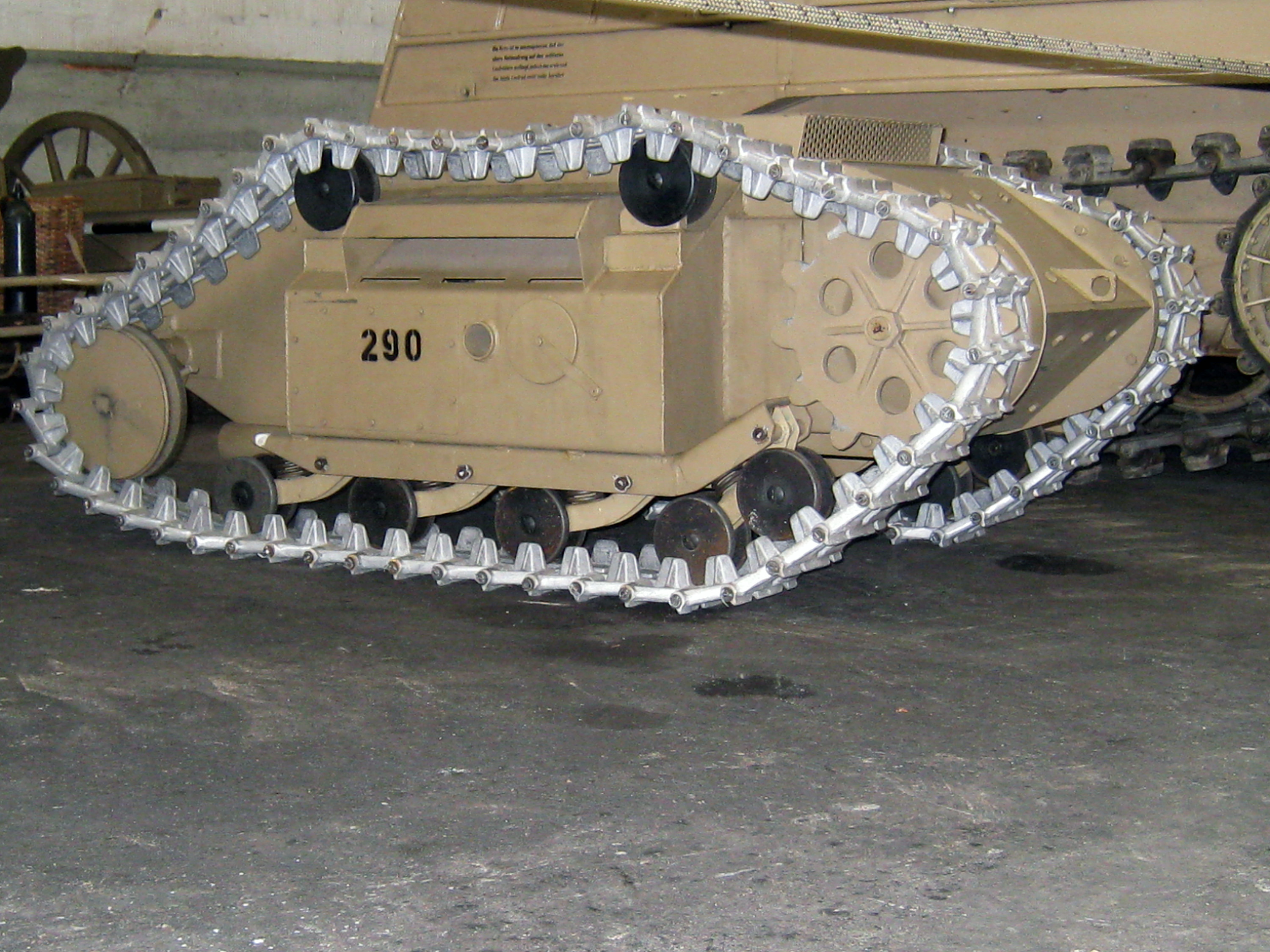
Ferngesteuerter Ladungsträger Goliath
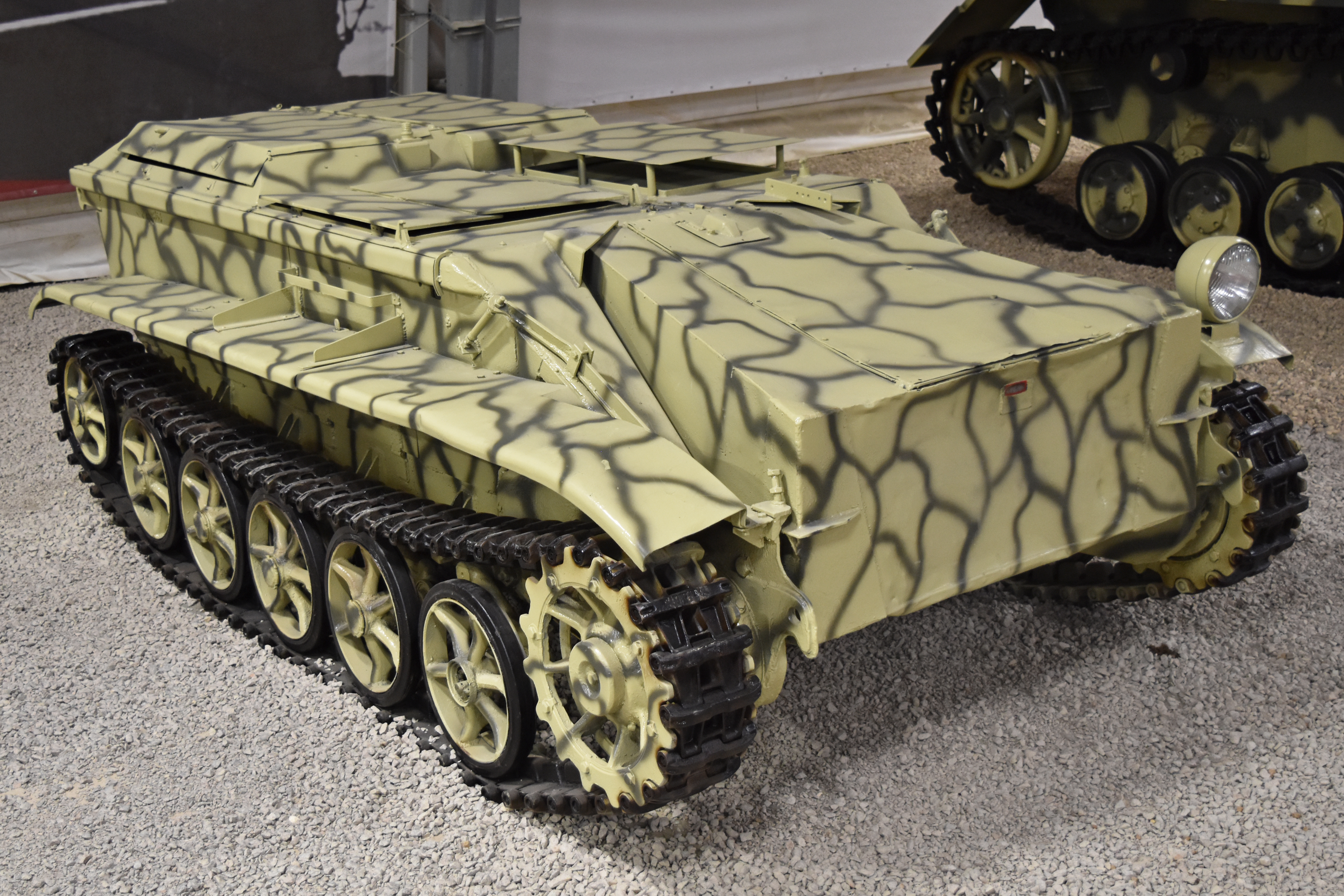
Kleinpanzer Borgward IV

### Busse
Lkw-Fahrgestelle von Borgward wurden von anderen Herstellern auch zum Aufbau von Bussen verwendet. Borgward bot ab 1949 aber auch eigene Busse an.
Bekannt ist der Frontlenkerbus B 2500 des Karosseriebauers Ottenbacher, für den Borgward selbst das Frontlenker-Chassis anbot, nachdem einige Karosseriebauer bei vorherigen Modellen selbst das Chassis umbauten, um mehr Platz im Innenraum zu schaffen.
Sattelzug-Schienenbus

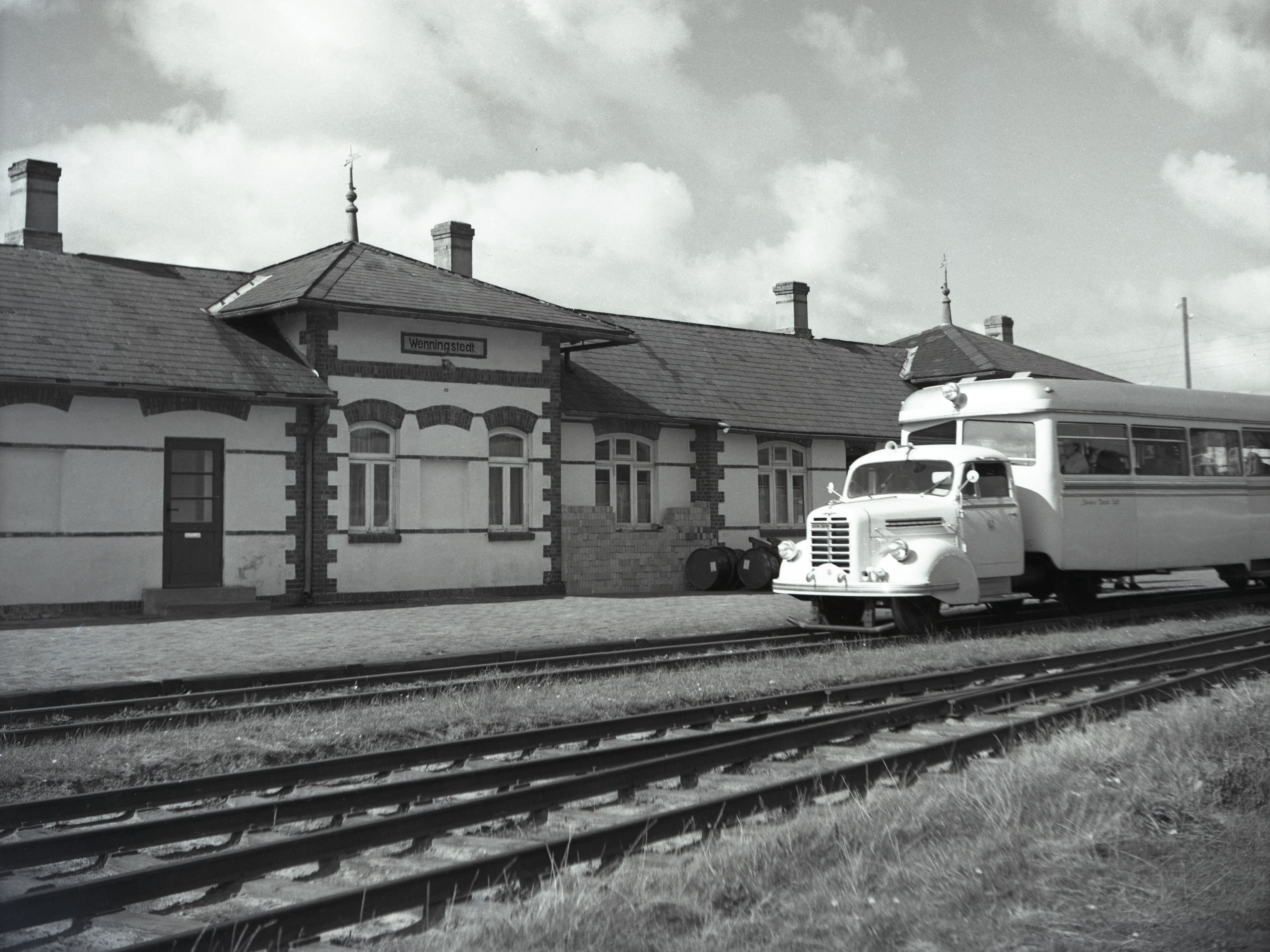
Borgward-Leichttriebwagen (Sattelzug-Schienenbus) am 5. September 1953 in Wenningstedt

Eine Besonderheit waren die fünf Borgward-Schienenbusse der Sylter Inselbahn, offiziell als Leichttriebwagen bezeichnet. Die Sattelzugomnibusse basierten auf dem Sattelschlepper-Prinzip.
Folgende Busse wurden als Serienfahrzeuge hergestellt:
- Borgward B 1250 (Bus 1) (1949–1952)
- Borgward B 1500 (Bus 10), (ab 1952/1953)
- Borgward B 2000, z. B. mit Ludewig Aero-Aufbau (ab 1951)
- Borgward B 2500, z. B. mit Thiele-Aufbau (ab 1954)
- Borgward B 2500 F (Frontlenker) z. B. mit Ottenbacher-Aufbau (1954–1959)
- Borgward B 3000 (ab 1949)
- Borgward BO 4000 (ab 1951)
- Borgward BO 4500 (ab 1952)
- Borgward BO 611 (Frontlenker-Bus) (ab 1959)

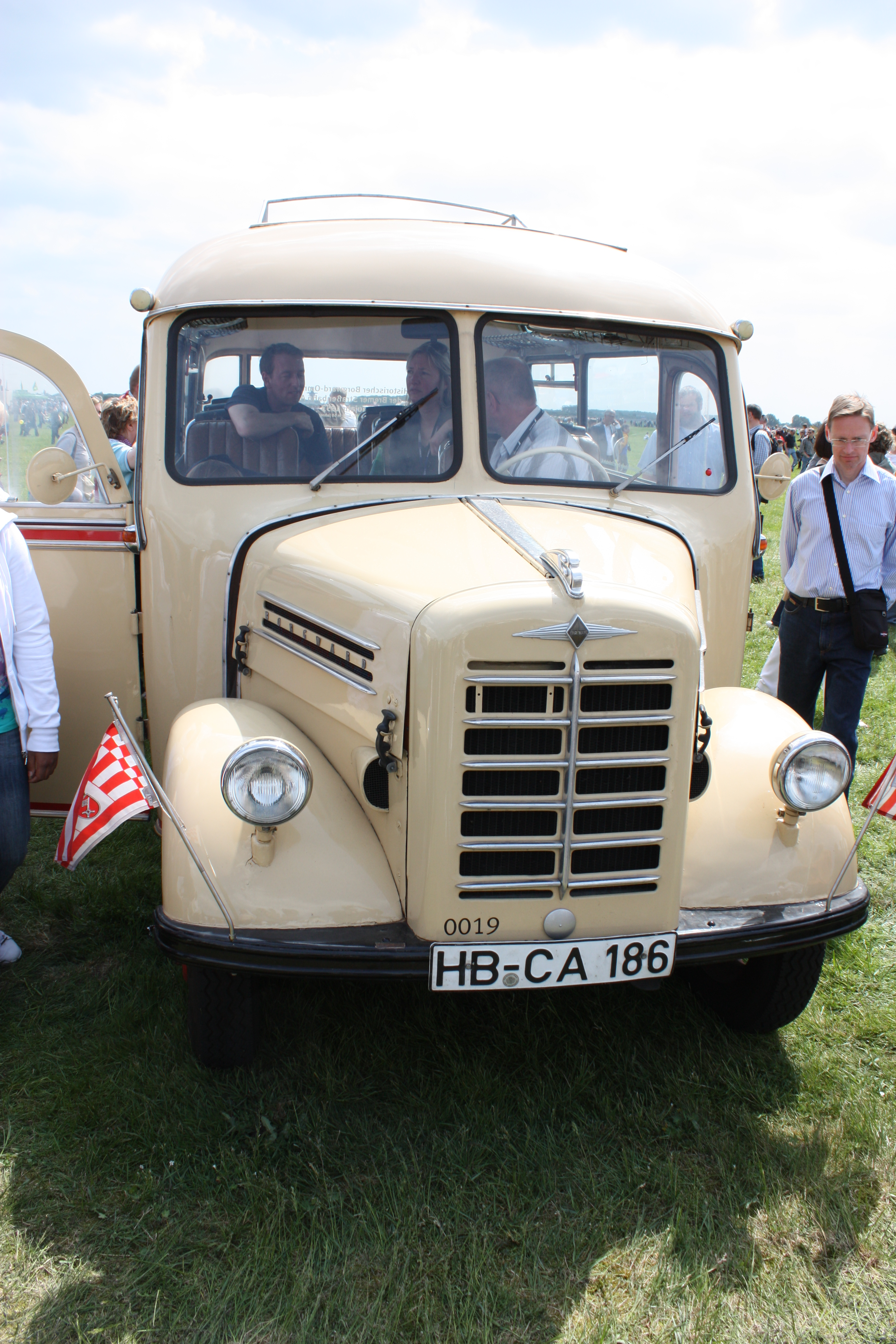
Borgward B 1500 mit Aufbau von Pollmann, von 1953
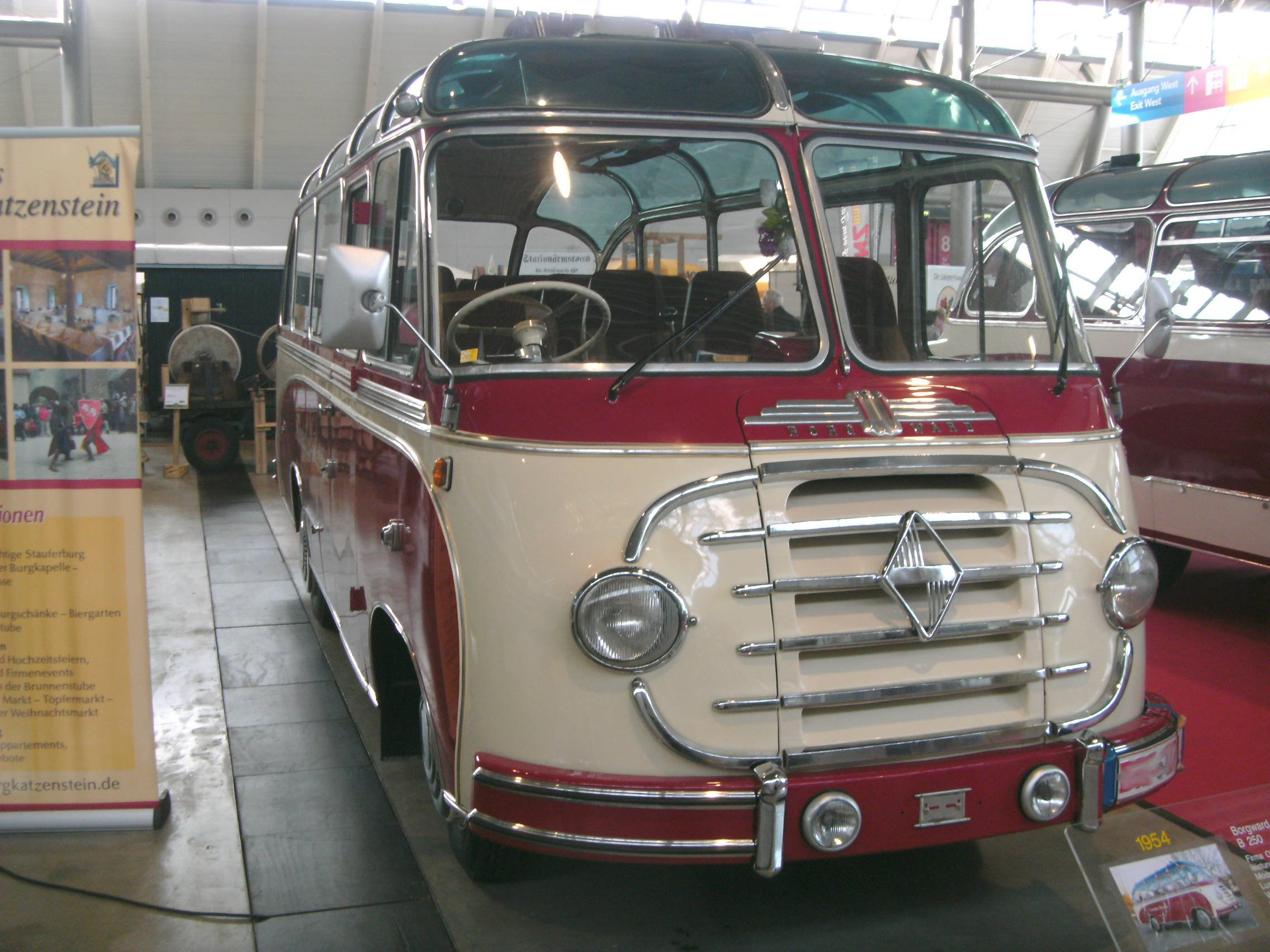
Borgward B 2500 vom Karosseriebauer Ottenbacher
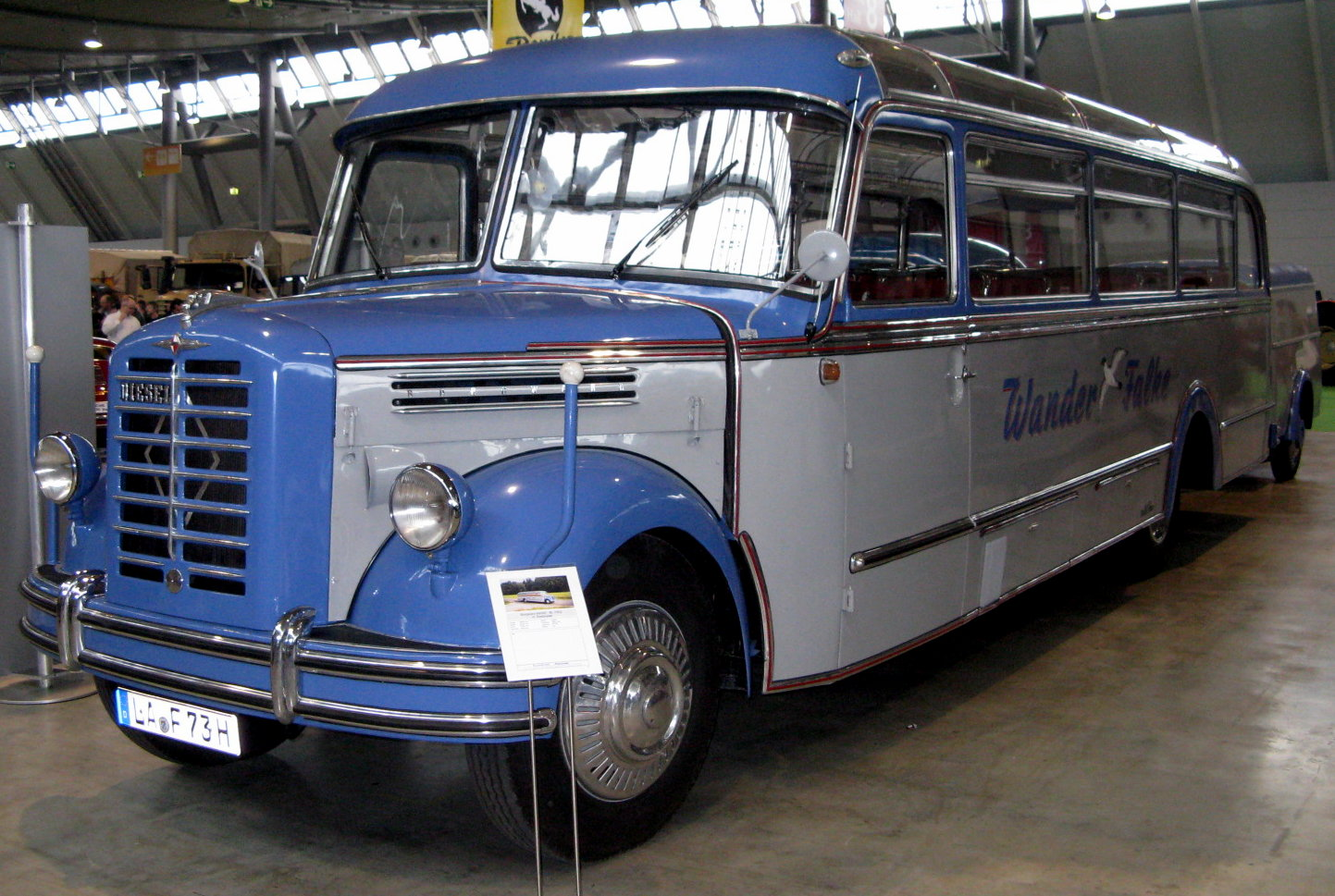
Borgward BO 4000, von 1952
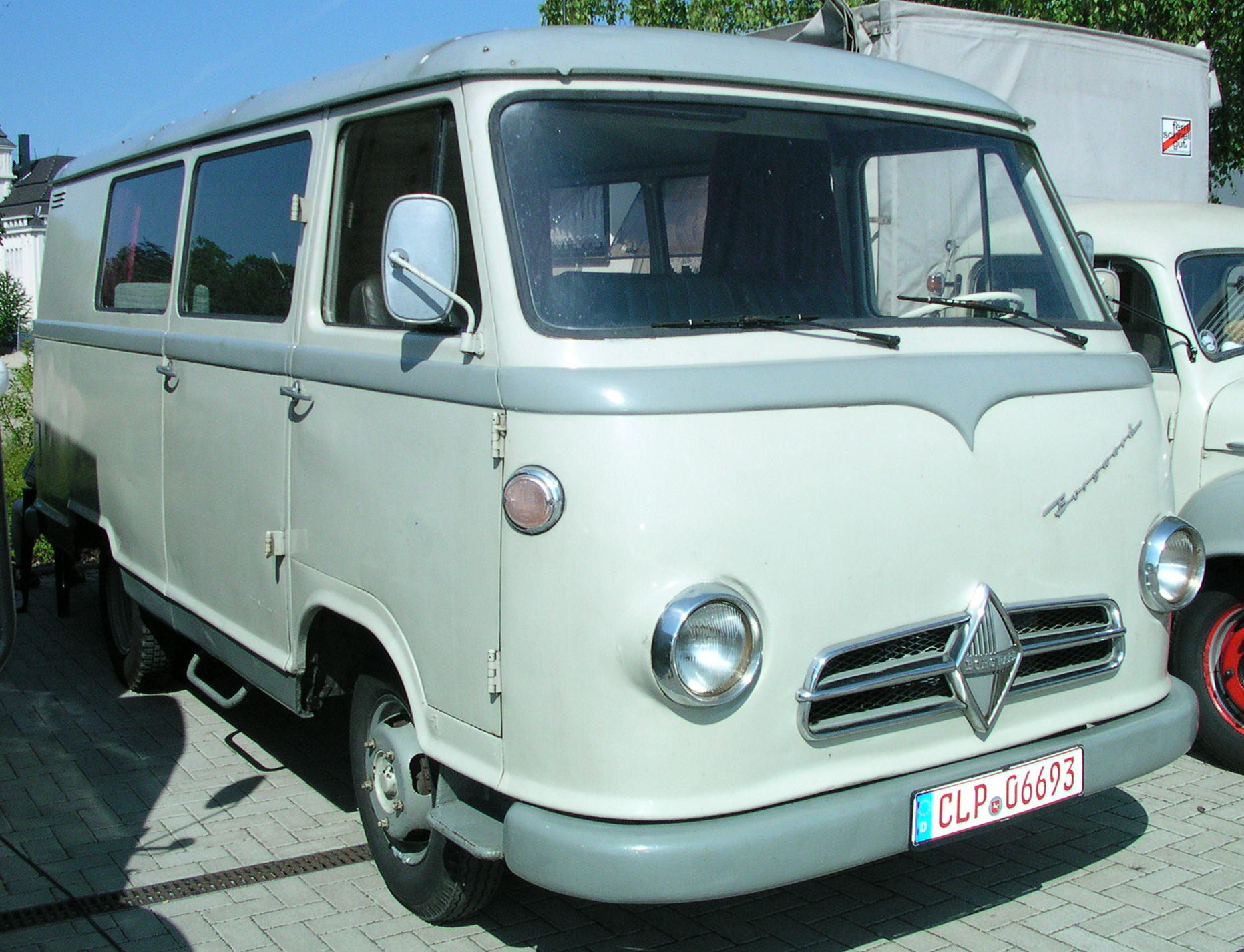
Borgward BO 611

### Spezielle Literatur zur Unternehmensgeschichte
- Wolfram Block: Weltreise mit 19 PS – Im Lloyd auf großer Fahrt. 1. Auflage. edition garage 2cv, Lüdenscheid 2006, ISBN 3-9809082-3-2.
- Klaus Brandhuber: Borgward Automobil-Werke: Aufbau, Wirtschaftswunder und Konkurs – Hintergründe und Details. Verlag Peter Kurze, Bremen 2012, ISBN 978-3-927485-73-0.
- Klaus Ebel und Peter Kurze: Borgwards Werk – Erinnerungen von Peter Borgward. Verlag Peter Kurze, Bremen 2022, ISBN 978-3-927485-33-4
- Heinz Flieger: Der Weg zur Isabella. Eine Geschichte der Borgward-Gruppe. (= Deutsche Wirtschaftsbiographien. Band 1). Verlag für Deutsche Wirtschaftsbiographien, Düsseldorf 1959.
- Harald Focke: Borgwards Hubschrauber – Kolibri, das Auto der Lüfte. Carl B. – Auto-Geschichte(n). Band 4, Verlag Peter Kurze, Bremen 2014, ISBN 978-3-927485-84-6.
- Birgid Hanke: Carl F. W. Borgward – Unternehmer und Autokonstrukteur. Delius-Klasing, Bielefeld 2010, ISBN 978-3-7688-3145-1.
- Engelbert Hartwig: Mußte Isabella sterben? – Die Tragödie der Borgward-Gruppe. Verlag Peter Kurze, Bremen 2003, ISBN 3-927485-29-2.
- Ulf Kaack: Borgward – Das Kompendium. GeraMond-Verlag, 2012, ISBN 978-3-86245-667-3.
- Ulf Kaack: Borgward: Sprüche, Weisheiten und Anekdoten. Verlag Peter Kurze, Bremen 2012, ISBN 978-3-927485-82-2.
- Ulrich Kubisch (Hrsg.): Borgward – Ein Blick zurück auf Wirtschaftswunder, Werksalltag und ein Automythos. Elefanten-Press, Berlin 1984, ISBN 3-88520-121-6.
- Winfried Kück: Borgwards Heimkehr – Ein Hansa 2400 kommt zurück – Carl B. – Auto-Geschichte(n). Band 3, Verlag Peter Kurze, Bremen 2012, ISBN 978-3-927485-83-9.
- Peter Kurze: Auf Borgwards Spuren in Hastedt – Carl B. – Auto-Geschichte(n). Band 1, Verlag Peter Kurze, Bremen 2012, ISBN 978-3-927485-81-5.
- Peter Kurze: Besser fahren, Borgward fahren 1959. Borgward-Chronik. Verlag Peter Kurze, Bremen 2010, ISBN 978-3-927485-54-9.
- Peter Kurze: Besser fahren, Borgward fahren 1958. Borgward-Chronik. Verlag Peter Kurze, Bremen 2014, ISBN 978-3-927485-58-7.
- Peter Kurze: Besser fahren, Borgward fahren 1957. Borgward-Chronik. Verlag Peter Kurze, Bremen 2016, ISBN 978-3-927485-57-0.
- Peter Kurze: Besser fahren, Borgward fahren 1956. Borgward-Chronik. Verlag Peter Kurze, Bremen 2018, ISBN 978-3-927485-56-3.
- Peter Kurze: Borgward Isabella – Vom Zeichenbrett zum Roll-out. Verlag Peter Kurze, Bremen 2020, ISBN 978-3-927485-08-2.
- Peter Kurze: Borgward Typenkunde Goliath und Lloyd. Delius-Klasing, Bielefeld 2009, ISBN 978-3-7688-2599-3.
- Peter Kurze: Carl F. W. Borgward Automobilwerke – Wirtschaftswunder im Großformat. Verlag Peter Kurze, Bremen 2003, ISBN 3-9806977-3-8.
- Peter Kurze: Genau genommen: Borgward P100 – Entwicklung – Technik – Daten. Band 1, Verlag Peter Kurze, Bremen 2012, ISBN 978-3-927485-71-6.
- Peter Kurze: Liefer- und Lastwagen aus Bremen – Nutzfahrzeuge von Borgward, Goliath, Lloyd, Hanomag und Mercedes. Verlag Peter Kurze, Bremen 2007, ISBN 978-3-927485-26-6.
- Peter Kurze: Lloyd Werk·Industriepark·Garagen – 1941 bis heute. Verlag Peter Kurze, Bremen 2015, ISBN 978-3-927485-07-5.
- Peter Kurze: Prototypen und Kleinserienfahrzeuge der Borgward-, Goliath- und Lloyd-Werke. Verlag Peter Kurze, Bremen 2008, ISBN 978-3-927485-53-2.
- Peter Kurze: Spurensuche: Autoindustrie Bremen – Borgward – Goliath – Lloyd. Verlag Peter Kurze, Bremen 2007, ISBN 978-3-927485-26-6.
- Harro Neumann, Peter Kurze: 100 Jahre Automobilbau in Bremen – Die Hansa-Lloyd- und Borgward-Ära – 1906 bis 1961. Verlag Peter Kurze, Bremen 2007, ISBN 978-3-927485-51-8.
- Harro Neumann: Norddeutsche Automobilpioniere – Die Geschichte von Hansa und Hansa-Lloyd. Verlag H. M. Hauschild, Bremen 2005, ISBN 3-89757-239-7.
- Martin-Paul Roland: Borgward-Automobile 1949–1961. Schrader, Stuttgart 2001, ISBN 3-613-87215-3.
- Georg Schmidt: Carl F. W. Borgward und seine Autos. Motorbuch-Verlag, Stuttgart 1979, ISBN 3-87943-679-7.
- Georg Schmidt: Kaisen und Borgward – Wie zwei Hamburger berühmte Bremer wurden. Döll-Verlag, Bremen 1997, ISBN 3-88808-233-1.
- Bernhard Völker, Peter Kurze: Borgward Rennsportwagen – Einsatz und Technik. Verlag Peter Kurze, Bremen 2021, ISBN 978-3-927485-17-4.
- Heinrich Völker: Der Weg zur Borgward Isabella – Unbekanntes aus der Versuchsabteilung. Verlag Peter Kurze, Bremen 2003, ISBN 3-9806977-4-6.
- Heinrich Völker: Rennsportwagen der Borgward Werke – Silberpfeile aus Bremen. Verlag Peter Kurze, Bremen 2005, ISBN 3-927485-43-8.
- Walter Zeichner: Borgward Lastwagen 1947–61. Schrader Automobil-Bücher, München 1987, ISBN 3-922617-23-9.
- Borgward – Goliath – Lloyd, Personenwagen 1931–1970, Typenkompass. Motorbuch-Verlag, Stuttgart 1999, ISBN 3-613-01946-9.